# 25. August
Der 25. August ist der 237. Tag des gregorianischen Kalenders (der 238. in Schaltjahren), somit bleiben noch 128 Tage bis zum Jahresende.

## Ereignisse

### Politik und Weltgeschehen
- 0383: Der mit wenigen Begleitern nach Lugdunum geflohene römische Kaiser Gratian wird vom Heermeister Andragathius erschlagen. Viele Truppen Gratians sind zuvor – statt für den Herrscher im Westteil zu kämpfen – zum Usurpator Magnus Maximus übergelaufen.
- 1256: In Bologna wird für etwa 6000 Diener die Abschaffung der Leibeigenschaft bekanntgegeben. Die Besitzer werden einmalig aus der Finanzkasse der Stadt entschädigt. Im Folgejahr wird der Gesetzestext im Liber Paradisus dokumentiert.
- 1270: Der französische König Ludwig IX. stirbt bei der Belagerung von Tunis während des siebten und letzten Kreuzzugs. Sein Nachfolger wird sein Sohn Philipp III.

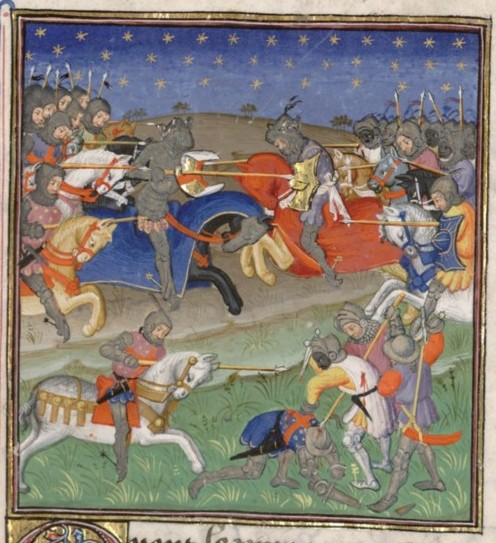
1330: Schlacht von Teba

- 1330: In der Zeit der Reconquista in Spanien gelingt es einem christlichen Heer, das von schottischen Rittern unterstützt wird, in der Schlacht von Teba eine maurische Streitmacht der Nasriden zu bezwingen. Der schottische Heerführer James Douglas of Douglas wird im Kampf getötet.
- 1580: In der Schlacht von Alcântara besiegt Spanien das Heer Portugals. Es kommt zur Personalunion mit Spanien.
- 1620: Der Landtag der Stände in Neusohl wählt den Siebenbürger Fürsten Gabriel Bethlen zum König von Ungarn, was den Auftakt für einen anti-habsburgischen Aufstand im Gebiet der jetzigen Slowakei bildet.
- 1758: Während des Siebenjährigen Krieges besiegt Friedrich der Große in der Schlacht bei Zorndorf eine überlegene russische Streitmacht.
- 1791: Auf dem eben fertiggestellten Schloss Pillnitz in Pillnitz bei Dresden treffen einander Kaiser Leopold II. und der preußische König Friedrich Wilhelm II. Bei der dreitägigen Fürstenzusammenkunft geht es vor allem um die „polnische Frage“, die Beendigung des Russisch-Österreichischen Türkenkrieges, und – auf Drängen französischer Emigranten – auch um die Französische Revolution.
- 1805: Im geheimen Bogenhausener Vertrag kehrt das Kurfürstentum Bayern seinen Bündnispartnern Österreich und Russland im Dritten Koalitionskrieg den Rücken und wechselt an die Seite Frankreichs. Der Vertrag ebnet den Weg zum Königreich Bayern.
- 1825: Uruguay erklärt seine Unabhängigkeit von Brasilien.
- 1830: In Belgien beginnt nach einer Vorstellung der romantisch-nationalistischen Oper La muette de Portici (Die Stumme von Portici) von Daniel-François-Esprit Auber in der Brüsseler Oper ein Aufstand gegen die niederländische Herrschaft.
- 1839: Die Republik Nord-Peru geht ebenso wie die Republik Süd-Peru im wiedervereinigten Peru auf. Die Peruanisch-Bolivianische Konföderation wird zugleich beendet.
- 1898: In Heraklion auf Kreta verüben Türken an der griechischen Bevölkerung ein Massaker, dem neben mehreren hundert Griechen auch der britische Konsul und 17 britische Soldaten zum Opfer fallen.
- 1904: Russische und japanische Armee treffen in der Schlacht von Liaoyang aufeinander; in dem Kampf von mehr als 300.000 Soldaten setzen sich bis zum 4. September die Japaner durch.

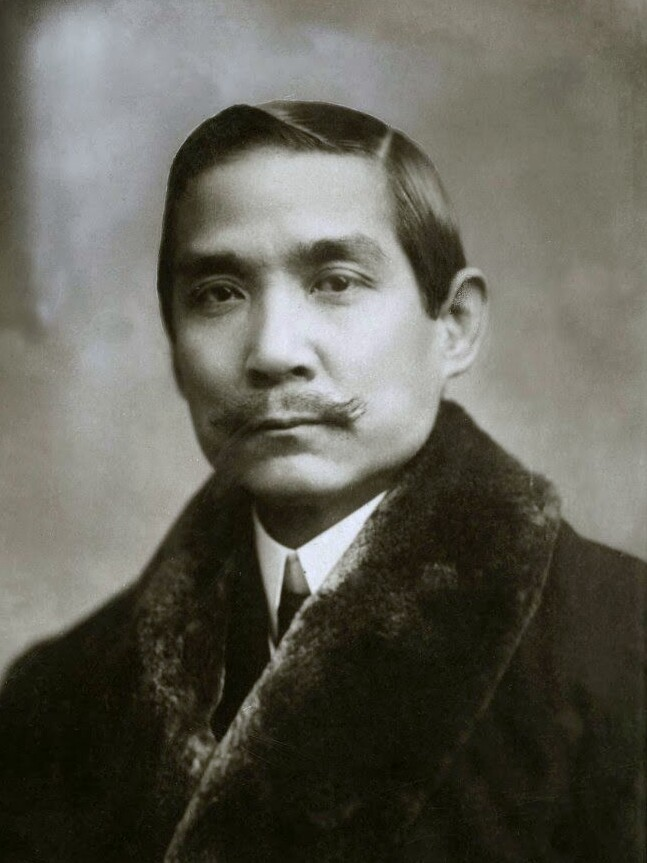
1912: Sun Yat-sen

- 1912: Nach dem Sturz der Qing-Dynastie und des letzten Kaisers, Pu Yi, in China gründet der Revolutionär Sun Yat-sen die Kuomintang.
- 1914: In der seit zwei Tagen währenden Schlacht von Kraśnik bezwingt im Ersten Weltkrieg das Heer Österreich-Ungarns in Galizien die aufgebotenen Truppen Russlands.
- 1914: Die belgische Stadt Löwen wird von deutschen Truppen teilweise zerstört nachdem sie sich von Heckenschützen (Francs-tireurs) angegriffen glauben; 248 Zivilisten kommen bei den Ausschreitungen zu Tode.
- 1919: Das bayerische Kriegsministerium wird aufgelöst, die Soldaten der Bayerischen Armee in die Reichswehr integriert. Die Weimarer Verfassung behält die Landesverteidigung allein den Aufgaben des Reichs vor.

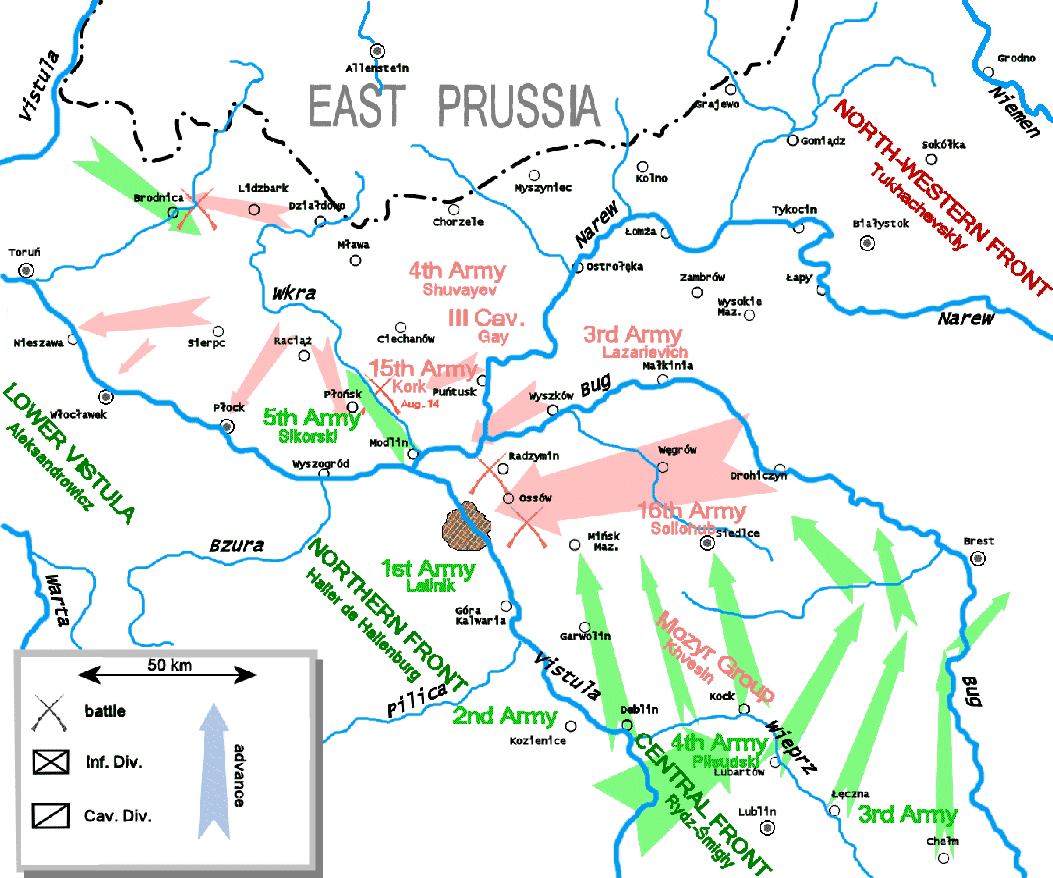
1920: Schlacht an der Weichsel

- 1920: Die Schlacht bei Warschau im Polnisch-Sowjetischen Krieg endet mit einer vernichtenden Niederlage der Roten Armee. Das „Wunder an der Weichsel“ bewahrt die Unabhängigkeit des jungen polnischen Staates und sorgt für eine Wende im Krieg.
- 1921: Die USA, die den Friedensvertrag von Versailles nicht ratifiziert haben, schließen im Berliner Vertrag einen Separatfrieden mit dem Deutschen Reich.
- 1933: Im Deutschen Reichsanzeiger erscheint eine erste Liste mit Namen von emigrierten Künstlern und Politikern, die nach § 2 des Gesetzes über den Widerruf von Einbürgerungen und die Aberkennung der deutschen Staatsangehörigkeit vom Juli 1933 ausgebürgert werden (darunter sind unter anderem Lion Feuchtwanger, Friedrich Wilhelm Foerster, Alfred Kerr, Heinrich Mann, Wilhelm Pieck, Philipp Scheidemann, Ernst Toller, Kurt Tucholsky und Otto Wels).
- 1939: Großbritannien und Polen schließen einen Beistandspakt.
- 1940: Die Royal Air Force fliegt in der Nacht erstmals einen Bombenangriff auf die Reichshauptstadt Berlin, der jedoch kaum Schäden verursacht.

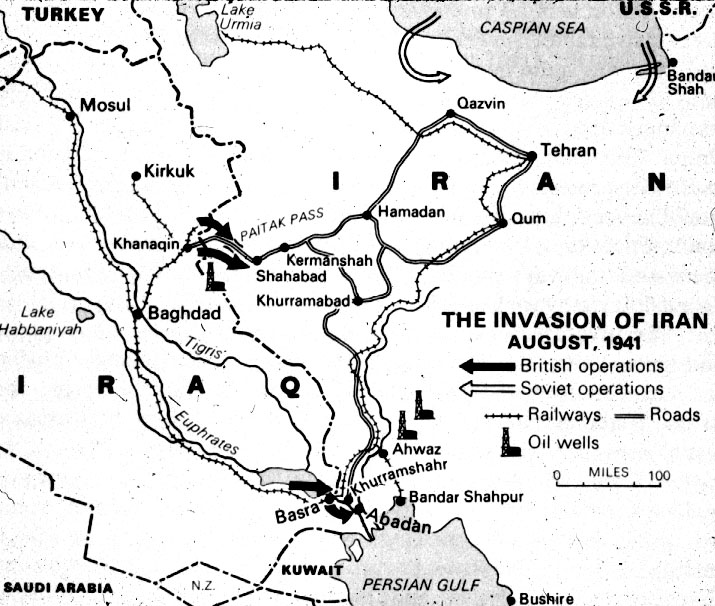
1941: Invasion des Iran

- 1941: Sowjetische und britische Truppen marschieren im Rahmen der anglo-sowjetischen Invasion des Iran in den Norden und Süden des neutralen Irans ein. Bis zum 17. September kommt es zu einer vollständigen Besetzung des Landes, die bis zum Ende des Zweiten Weltkriegs andauert.
- 1942: Die Schlacht bei den Ost-Salomonen während des Zweiten Weltkriegs endet ohne entscheidenden Sieg.
- 1942: Während des Pazifikkrieges beginnt die Schlacht um die Milne-Bucht, die bis zum 5. September andauert. Es wird die erste Schlacht, bei der Landstreitkräfte der Alliierten die Japaner besiegen können.
- 1944: Alliierte Truppen befreien nach einem Aufstand in der Stadt das nach einer Befehlsverweigerung des deutschen Stadtkommandanten Dietrich von Choltitz unzerstörte Paris.
- 1944: Zwei Tage nach einem Staatsstreich und im Ergebnis der Bombardierung Bukarests durch die deutsche Luftwaffe erklärt Rumänien Deutschland den Krieg.

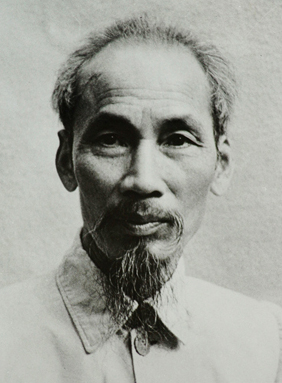
1945: Hồ Chí Minh

- 1945: Nach der Augustrevolution in Vietnam dankt Kaiser Bảo Đại ab und überlässt den Việt Minh unter Hồ Chí Minh die Macht.
- 1955: Der Flughafen Wien-Schwechat wird von den britischen Besatzern an die österreichischen Behörden übergeben.
- 1981: Der Lennon-Attentäter Mark David Chapman wird zu einer lebenslangen Haftstrafe verurteilt.
- 1983: Johannes Weinrich verübt den Anschlag auf das Kulturzentrum Maison de France in Berlin.
- 1991: Ein Angriff auf die kroatische Stadt Vukovar durch Flugzeuge der serbisch dominierten Jugoslawischen Volksarmee markiert den Beginn der Schlacht um Vukovar, die bis zum 18. November andauert. Die in der Folge von der Jugoslawischen Volksarmee und serbischen Freischärlern begangenen Gräueltaten (insbesondere das Massaker von Vukovar) befördern die internationale Anerkennung der Republik Kroatien als unabhängigen Staat.
- 1991: Mit großer Mehrheit proklamiert das Parlament der Weißrussischen SSR die Unabhängigkeit.

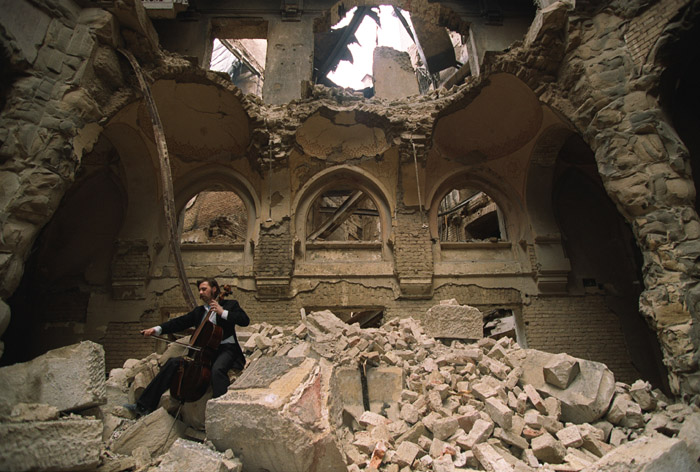
1992: Zerstörte Nationalbibliothek

- 1992: Bei der Belagerung von Sarajevo beginnt der durch Kriegseinwirkungen ausgelöste Brand der Nationalbibliothek Bosnien und Herzegowina, der bis in den nächsten Tag hineinreicht. Tausende unersetzliche Werke gehen verloren.
- 1992: Mit dem Einsatz von sieben Wasserwerfern um 3:00 Uhr früh enden die viertägigen ausländerfeindlichen Ausschreitungen in Rostock-Lichtenhagen.
- 1997: Die 27. Große Strafkammer des Berliner Landgerichts verurteilt die ehemaligen Mitglieder des SED-Politbüros Krenz, Schabowski und Kleiber zu Freiheitsstrafen. Sie tragen Mitverantwortung an der Tötung von Flüchtlingen an der innerdeutschen Grenze.
- 2002: Im Vorfeld der Bundestagswahl findet erstmals ein Fernsehduell zwischen den Kanzlerkandidaten der beiden großen deutschen Parteien statt.
- 2006: Aufgrund der Sicherheitslage in Osttimor beschließt der UN-Sicherheitsrat mit Resolution 1704 eine integrierte UN-Mission im Land.

### Wirtschaft
- 1810: Der Brite Peter Durand erhält in Großbritannien ein Patent auf die Konservendose.

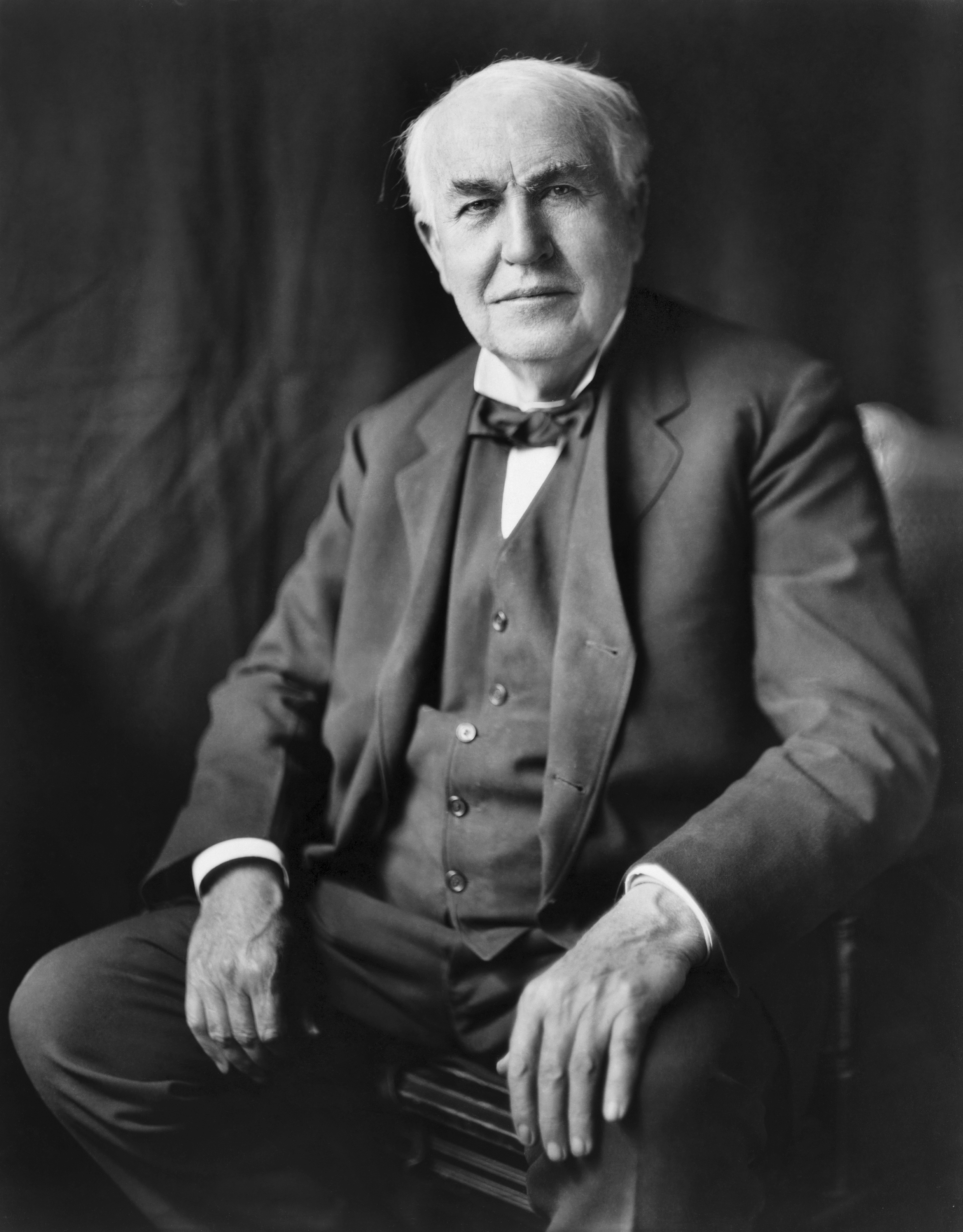
1891: Thomas Alva Edison

- 1891: Thomas Alva Edison erhält das Patent für die Erfindung des 35-mm-Films.
- 1923: Reichspräsident Friedrich Ebert (SPD) verhängt ein Verbot des privaten Goldbesitzes.
- 2000: In der westtürkischen Stadt Izmir wird die Metro feierlich in Betrieb genommen. Der Ort verfügt damit als landesweit vierte Stadt über eine U-Bahn.
- 2006: Deutschlands größtes Zwischenlager für Kernbrennstoffe geht im Kernkraftwerk Gundremmingen in Betrieb.

### Wissenschaft und Technik
- 1609: Galileo Galilei präsentiert in Venedig erstmals sein nach holländischem Vorbild konstruiertes Fernrohr.
- 1835: Die New York Sun veröffentlicht den ersten Artikel des Great Moon Hoax.
- 1891: Mit der Drehstromübertragung Lauffen–Frankfurt gelang erstmals die Fernübertragung von Drehstrom über 176 km.

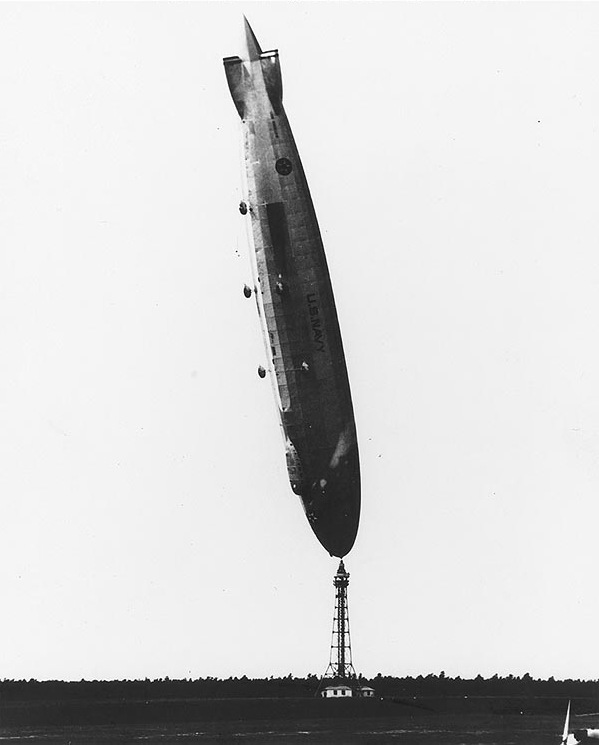
1927: „Kopfstand“ der USS Los Angeles

- 1927: Die auf dem US-amerikanischen Luftschiffhafengelände Lakehurst an einem Hochmast verankerte USS Los Angeles vollführt einen unfreiwilligen „Kopfstand“, was zur Abkehr vom Konzept des Hochmastes für Luftschiffe zugunsten niedrigerer Konstruktionen führt.
- 1956: Unterwasserarchäologie: Nach mehrjähriger Suche gelingt die Ortung des Wracks der 1628 vor Stockholm gesunkenen Vasa.
- 1967: Die Geschichte des Fernsehens in Deutschland verzeichnet anlässlich der Internationalen Funkausstellung in der Bundesrepublik den Start des Farbfernsehens.
- 1989: Die US-amerikanische Raumsonde Voyager 2 fliegt am Neptun vorbei und liefert viele Fotos des Planeten und seiner Monde.
- 1991: Linus Torvalds gibt in einem Usenet-Posting an die dem Minix-System gewidmeten Newsgroup die Arbeit an einem freien Betriebssystem bekannt. Es entsteht Linux.

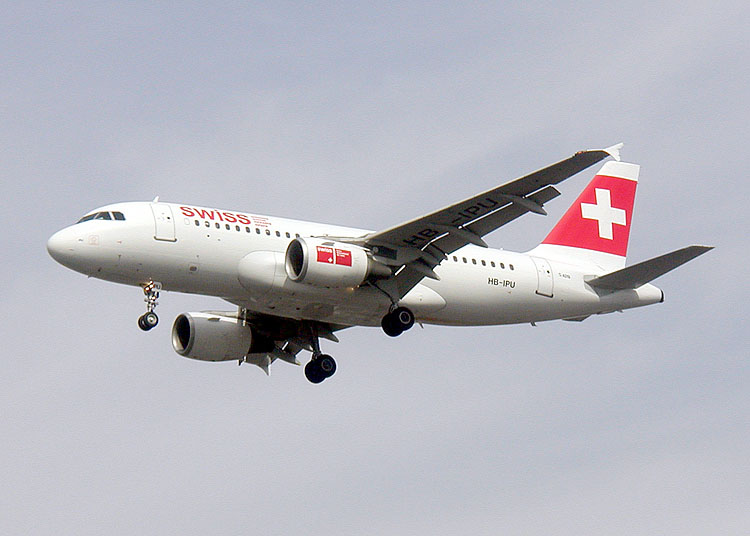
1995: Airbus A319

- 1995: Von Hamburg-Finkenwerder aus startet der Airbus A319 zu seinem Erstflug.
- 2003: Eine Delta II-Rakete befördert das Spitzer-Weltraumteleskop von Cape Canaveral aus ins All. Es liefert für die Infrarotastronomie während seines Betriebes neue Erkenntnisse und entdeckt bislang ungesehene Himmelsobjekte.
- 2012: Voyager 1 verlässt die Heliopause und tritt so als erstes von Menschen gemachtes Objekt in den interstellaren Raum ein.

### Kultur

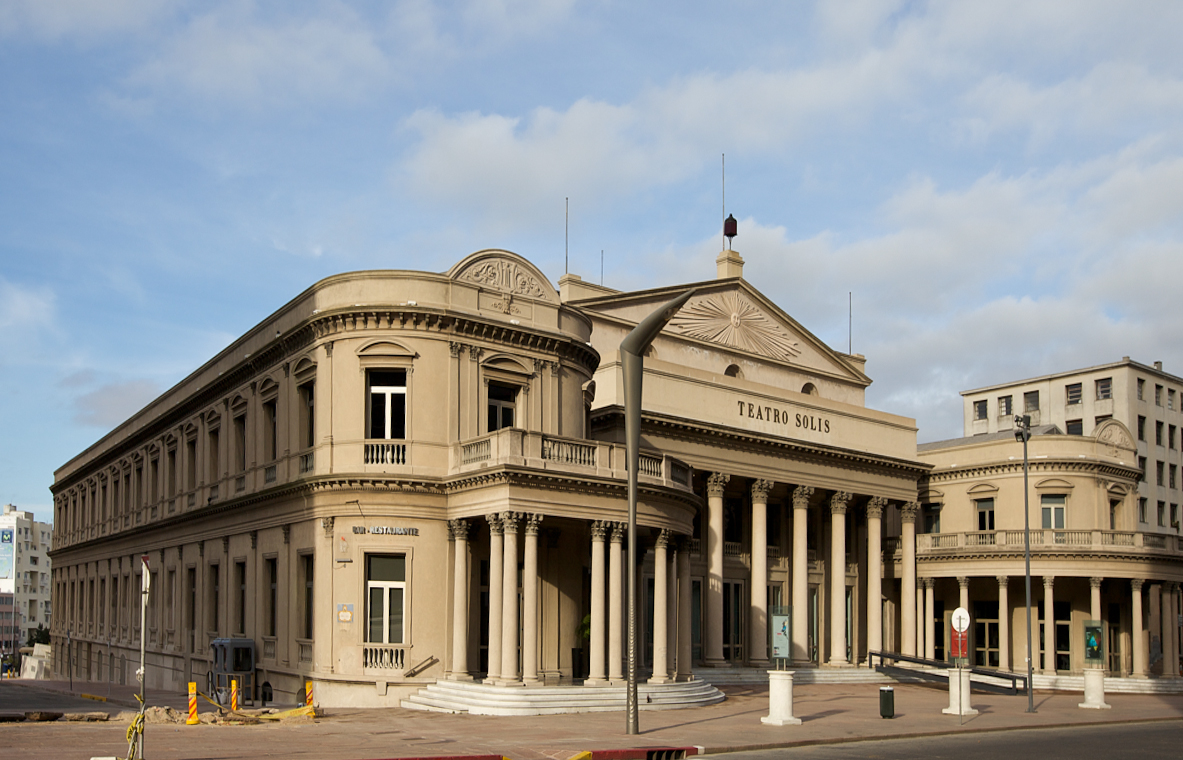
1856: Teatro Solís

- 1856: In Montevideo eröffnet das im Stil des historistischen Eklektizismus erbaute Teatro Solís.
- 1867: In München wird der Grundstein für das Neue Rathaus gelegt. Verwirklicht wird der lange umstrittene neugotische Entwurf des erst 25-jährigen Grazer Architekten Georg von Hauberisser.
- 1917: Leon Jessels Operette Schwarzwaldmädel wird in Berlin uraufgeführt.
- 1938: In Uruguays Hauptstadt wird am Nationalfeiertag der an die erste Verfassung erinnernde Obelisk von Montevideo eingeweiht.
- 1950: Akira Kurosawas Film Rashomon – Das Lustwäldchen kommt in die japanischen Kinos.

### Gesellschaft
- 2001: Der norwegische Kronprinz Haakon heiratet Mette-Marit Tjessem Høiby.

### Religion

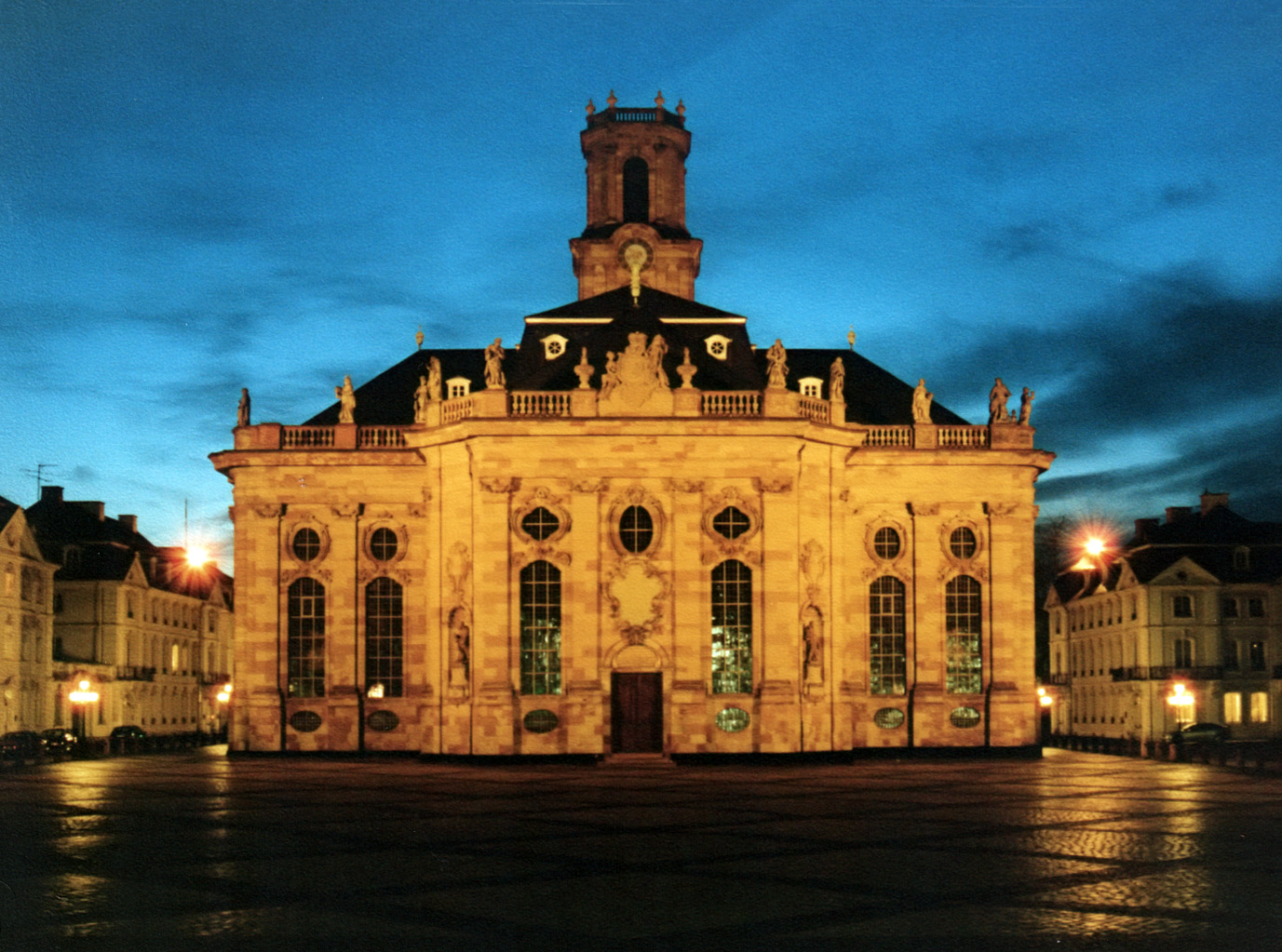
1775: Saarbrücker Ludwigskirche

- 1775: Die barocke evangelische Ludwigskirche in Saarbrücken wird eingeweiht.

### Katastrophen
- 1861: Bei einem Eisenbahnunfall im Clayton-Tunnel sterben 23 Menschen, 176 weitere werden verletzt. Es handelt sich um den zu diesem Zeitpunkt schwersten Eisenbahnunfall in der britischen Geschichte.
- 1927: Der japanische Zerstörer Warabi sinkt nach einer Kollision mit dem Leichten Kreuzer Jintsū vor Bungo-Suido, 102 Besatzungsmitglieder sterben.
- 1929: Am Morgen des 25. August ereignet sich das größte Zugunglück der 1920er und 1930er Jahre in Deutschland: der Eisenbahnunfall von Buir. Es sterben 16 Menschen, mehr als 50 werden ernsthaft verletzt.
- 1933: Das Diexi-Erdbeben mit der Stärke 7,5 fordert in China mehr als 9000 Tote.
- 1988: Bei einem Großbrand im Stadtteil Chiado wird die Altstadt von Lissabon fast zur Gänze zerstört. Das Feuer wütet auf einer Fläche von zwei Hektar.

Kleinere Unglücksfälle sind in den Unterartikeln von Katastrophe und in der Liste von Katastrophen aufgeführt.

### Natur und Umwelt
- 1916: In den USA entsteht der National Park Service. Ihm obliegt es, die verwalteten Orte zugänglich zu machen und die natürliche Landschaft und Tierwelt sowie historische Denkmale zu erhalten.

### Sport
- 1875: Matthew Webb erreicht nach 21 Stunden und 45 Minuten Calais und hat damit als erster Mensch den Ärmelkanal durchschwommen.
- 1946: Unter dem Namen Arbeitsgemeinschaft deutscher Fernschachfreunde wird der Deutsche Fernschachbund gegründet.
- 1960: Die XVII. Olympischen Sommerspiele werden in Rom eröffnet.

Einträge von Leichtathletik-Weltrekorden befinden sich unter der jeweiligen Disziplin unter Leichtathletik.

## Geboren

### Vor dem 18. Jahrhundert

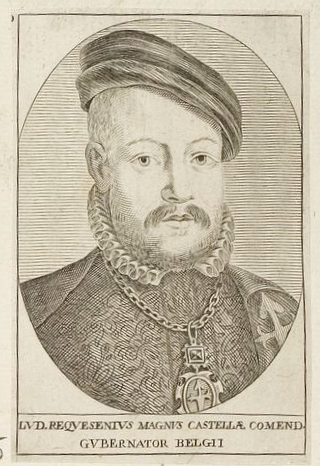
Luis de Zúñiga y Requesens (* 1528)

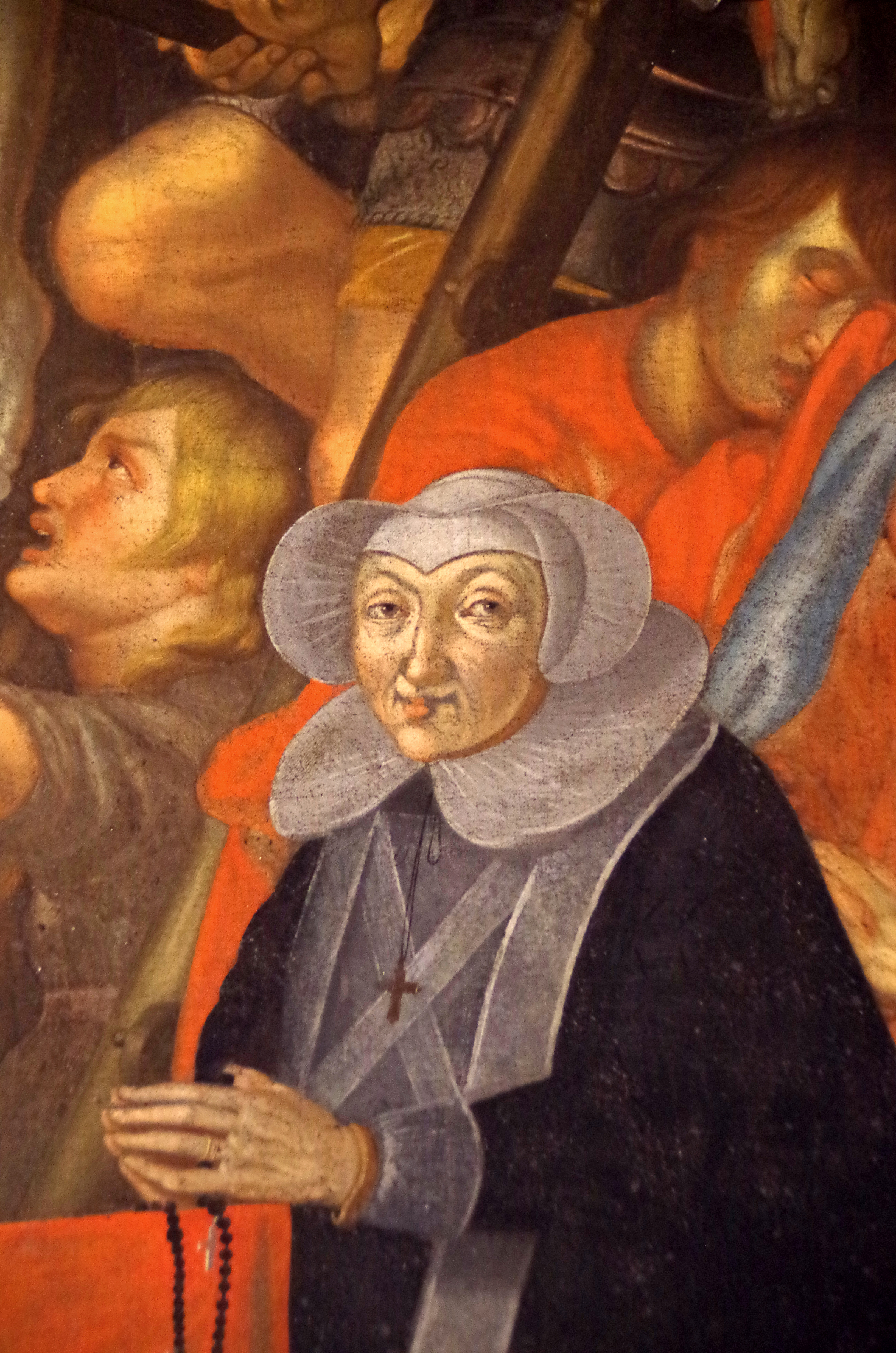
Gräfin Magdalene von Hessen-Kassel (* 1611)

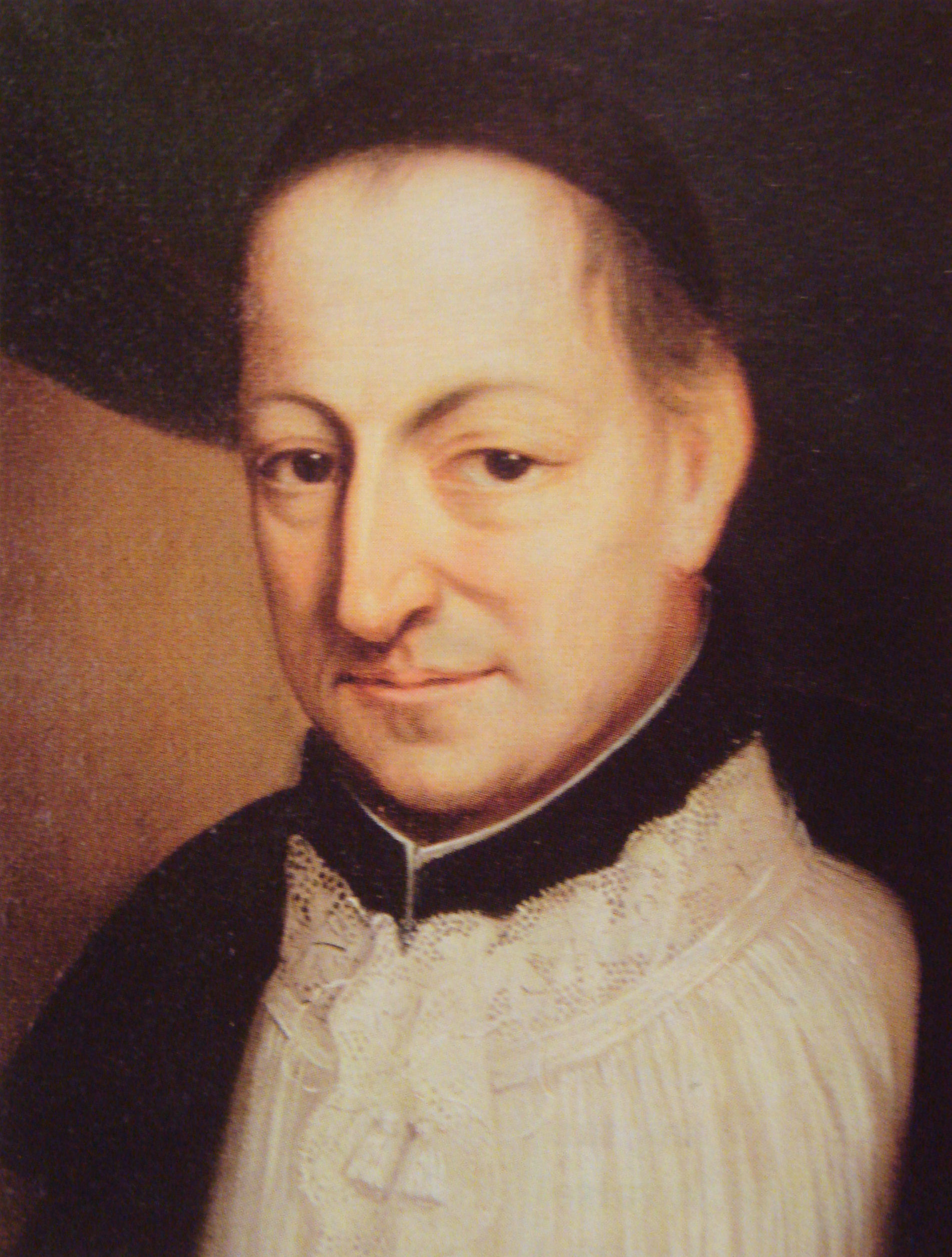
François d’Aix de Lachaise (* 1624)

- 1473: Margarethe von Münsterberg, schlesische Prinzessin aus dem Haus Münsterberg, Fürstin von Anhalt
- 1491: Innocenzo Cibo, italienischer Kardinal
- 1509: Ippolito II. d’Este, Erzbischof von Mailand, Kardinal
- 1528: Luis de Zúñiga y Requesens, Haushofmeister und Erzieher des späteren spanischen Königs Philipp II.
- 1530: Iwan IV., erster gekrönter russischer Zar
- 1561: Johan Philip Lansberg, niederländischer Astronom
- 1570: Wilhelm, Graf von Nassau-Weilburg
- 1573: Elisabeth von Dänemark, Herzogin zu Braunschweig und Lüneburg und Fürstin von Braunschweig-Wolfenbüttel
- 1585: Giovanni Biliverti, italienischer Maler
- 1588: Elizabeth Poole, englische Siedlerin, Gründerin der Stadt Taunton in Massachusetts
- 1594: Christoph Vitzthum von Eckstedt, kursächsischer Beamter
- 1605: Philipp Moritz, Graf von Hanau-Münzenberg
- 1609: Sassoferrato, italienischer Maler
- 1610: Susanna Margarethe von Anhalt-Dessau, Prinzessin von Anhalt-Dessau, Gräfin von Hanau
- 1611: Magdalene von Hessen-Kassel, Altgräfin zu Salm-Reifferscheidt
- 1624: François d’Aix de Lachaise, französischer Jesuit
- 1625: Alberich Degen, Abt des Zisterzienserklosters in Ebrach
- 1628: Friedrich Hondorff, deutscher Salzgraf
- 1666: Andrei Artamonowitsch Matwejew, russischer Diplomat
- 1691: Alessandro Galilei, italienischer Architekt
- 1694: Theodor von Neuhoff, politischer Abenteurer und König von Korsika
- 1700: Johann Friedrich Stoy, deutscher evangelischer Theologe

### 18. Jahrhundert
- 1702: Johann David Steingruber, deutscher Landbauinspektor und Baumeister
- 1707: Ludwig I., König von Spanien
- 1718: Christianus Carolus Henricus van der Aa, niederländischer lutherischer Theologe
- 1719: Charles-Amédée-Philippe van Loo, französischer Porträtmaler
- 1724: George Stubbs, britischer Maler

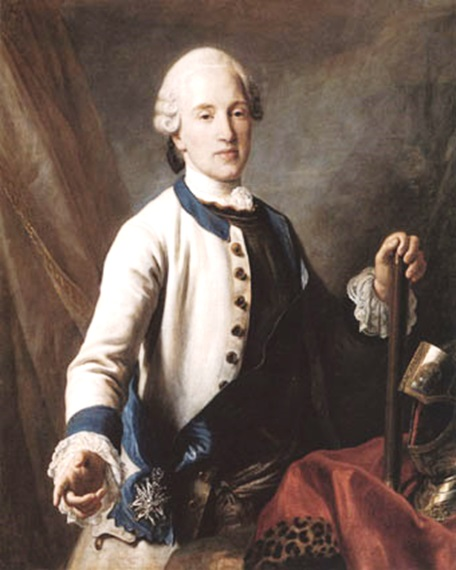
Franz Xaver von Sachsen (* 1730)

- 1730: Franz Xaver von Sachsen, Prinz von Sachsen und Polen
- 1736: Franz Ludwig Schenk von Castell, deutscher Adliger und Strafverfolger
- 1741: Karl Friedrich Bahrdt, deutscher evangelischer Theologe
- 1742: Peter Burckhardt, Schweizer Politiker, Tagsatzungsgesandter, Bürgermeister von Basel
- 1744: Johann Gottfried Herder, deutscher Dichter, Philosoph, Übersetzer und Theologe der Weimarer Klassik
- 1752: Louise Diede zum Fürstenstein, deutsche Adelige und Pianistin
- 1755: Johann Philipp Högl, österreichischer Steinmetz, Obervorsteher der Wiener Bauhütte
- 1757: Carl Friedrich Leopold von Gerlach, preußischer Politiker, Geheimer Oberfinanzrat, Oberbürgermeister von Berlin
- 1762: Anton Wilhelm Möller, deutscher evangelischer Geistlicher

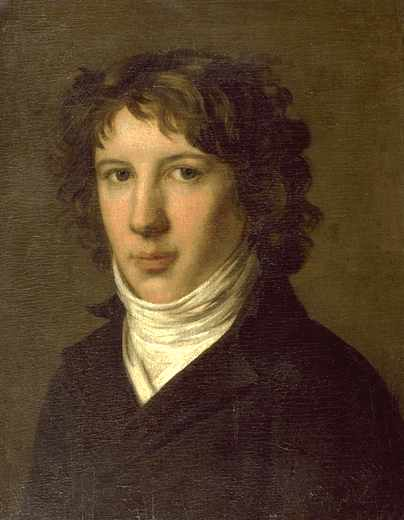
Louis Antoine de Saint-Just (* 1767)

- 1767: Louis Antoine de Saint-Just, französischer Revolutionär, Mitglied des Nationalkonvents
- 1770: Bernhard Wilhelm Toel, deutscher Geistlicher
- 1775: Andreas Jordan, deutscher Politiker und Winzer, MdL
- 1777: Marcus Warschauer, deutscher Bankier
- 1779: Karl Emil Adelbert von Herder, bayerischer Ökonom
- 1785: Adam Wilhelm Moltke, dänischer Politiker, Ministerpräsident
- 1785: Zoé Talon, Mätresse des französischen Königs Ludwig XVIII.
- 1786: Ludwig I., König von Bayern
- 1788: Cornelis Jacobus van Assen, niederländischer Rechtsgelehrter
- 1788: Franz Anton Egells, deutscher Unternehmer
- 1791: Christian Karl Josias von Bunsen, preußischer Botschafter
- 1793: Nathanael G. Pendleton, US-amerikanischer Rechtsanwalt und Politiker, Mitglied des Repräsentantenhauses
- 1793: Heinrich Rathke, deutscher Anatom, Embryologe und Zoologe
- 1796: James Lick, US-amerikanischer Pianobauer, Großgrundbesitzer
- 1798: Joseph von Auffenberg, deutscher Dramatiker und Dichter
- 1798: Henrik Hertz, dänischer Schriftsteller
- 1800: Joseph H. Anderson, US-amerikanischer Politiker, Mitglied des Repräsentantenhauses
- 1800: Josef Ettenreich, österreichischer Fleischhauer, vereitelte ein Attentat auf Kaiser Franz Joseph I.
- 1800: Karl von Hase, deutscher Theologe

### 19. Jahrhundert

#### 1801–1850

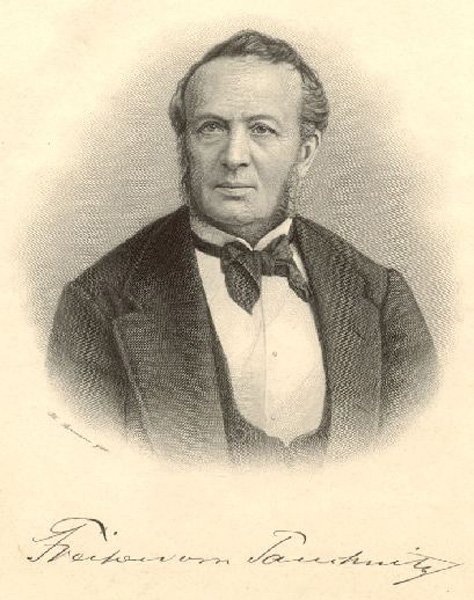
Christian Bernhard Tauchnitz (* 1816)

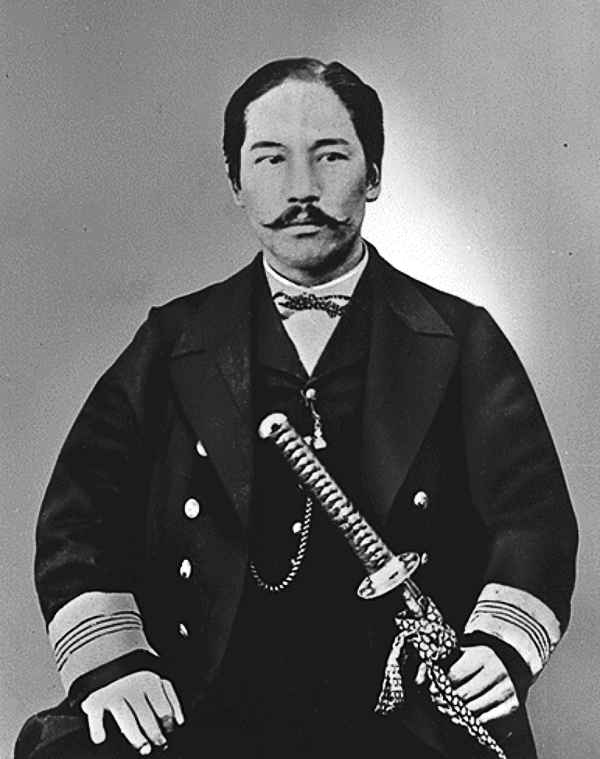
Enomoto Takeaki (* 1836)

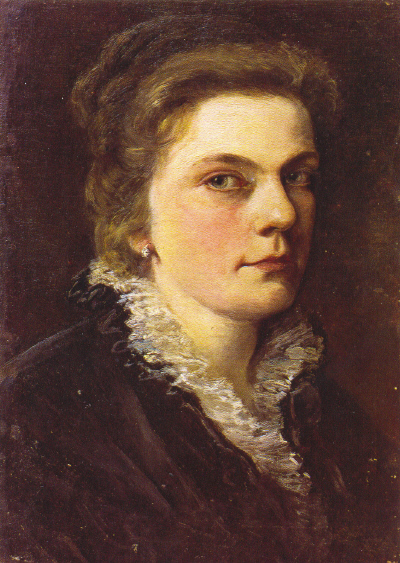
Marie Egner (* 1850)

- 1803: David T. Disney, US-amerikanischer Politiker, Mitglied des Repräsentantenhauses
- 1804: Gustav Bunsen, deutscher Chirurg und Freiheitskämpfer
- 1811: August Gottfried Ritter, deutscher Komponist und Organist
- 1814: Alphonse François, französischer Kupferstecher
- 1815: Maschinka Schneider, deutsche Opernsängerin (Sopran/Mezzosopran)
- 1816: Christian Bernhard Tauchnitz, deutscher Verleger, Wegbereiter des modernen Taschenbuchs
- 1817: Alfred F. Russell, liberianischer Politiker US-amerikanischer Abstammung, Staatspräsident
- 1817: Wilhelm Stade, deutscher Organist, Dirigent und Komponist
- 1818: Shiv Dayal Singh, indischer Mystiker
- 1818: Thomas Wade, britischer Sinologe
- 1819: Allan Pinkerton, US-amerikanischer Detektiv, Gründer der Pinkerton-Detektei
- 1821: Ludwig Pfau, deutscher Schriftsteller und Revolutionär
- 1822: Gardiner Greene Hubbard, US-amerikanischer Jurist und Unternehmer
- 1822: Albrecht Wolters, preußischer Theologe
- 1823: Julius Victor Carus, deutscher Zoologe
- 1825: Otto von Aufseß, deutscher Politiker, MdR
- 1833: Albert Glatzel, deutscher Jurist
- 1833: Izrael Poznański, polnischer Philanthrop und Geschäftsmann
- 1836: Bret Harte, US-amerikanischer Schriftsteller
- 1836: Enomoto Takeaki, japanischer Admiral
- 1841: Theodor Kocher, Schweizer Chirurg, Nobelpreisträger
- 1842: Gustav von Görtz, österreichisch-ungarischer Offizier
- 1842: Benoit Oppenheim, deutscher Bankier
- 1842: Édouard Louis Trouessart, französischer Zoologe
- 1845: Ludwig II., König von Bayern
- 1845: Cassius McDonald Barnes, US-amerikanischer Politiker, Gouverneur des Oklahoma-Territoriums
- 1850: Pawel Borissowitsch Axelrod, russischer Revolutionär
- 1850: Marie Egner, österreichische Malerin

#### 1851–1900

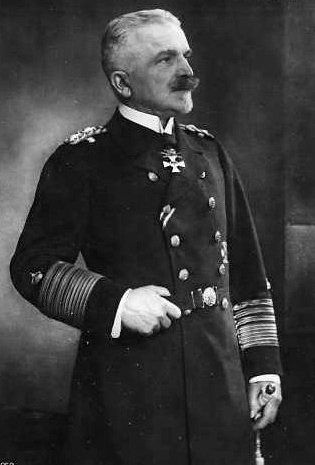
Hugo von Pohl (* 1855)

Leopoldine Kutzel (* 1860)

- 1851: Marie Kiesel, österreichische Sängerin
- 1855: Patrick Glynn, australischer Politiker, Minister
- 1855: Hugo von Pohl, deutscher Marineoffizier, Chef des Admiralstab der Kaiserlichen Marine und der Hochseeflotte im Ersten Weltkrieg
- 1856: Louis Aubert, Schweizer evangelischer Geistlicher und Hochschullehrer
- 1860: Leopoldine Kutzel, österreichische Volkssängerin
- 1861: Franz Amecke, deutscher Pfarrer
- 1862: Louis Barthou, französischer Politiker, Ministerpräsident, mehrfacher Minister
- 1863ː Emilie Benz, Pionierin der Schweizer Lehrerinnen- und Mädchenbildung
- 1865: Arthur Hinsley, englischer Geistlicher, Erzbischof von Westminster, Kardinal
- 1867: Marcel Schwob, französischer Schriftsteller und Übersetzer
- 1869: Tom Kiely, irischer Leichtathlet, Olympiasieger
- 1872: Louis Brisset, französischer Komponist
- 1876: Victor Conrad, österreichischer Klimatologe und Geophysiker
- 1876ː Eglantyne Jebb, britische Kinderrechts-Aktivistin, Gründerin der Organisation Save the Children
- 1877: Petar Stojanović, serbischer Komponist
- 1879: John Randolph Bray, US-amerikanischer Produzent, Regisseur und Drehbuchautor, Pionier des Zeichentrickfilms
- 1880: Charlotte Fränkel, deutsche klassische Archäologin
- 1880: Ludwig Rochlitzer, österreichischer Komponist

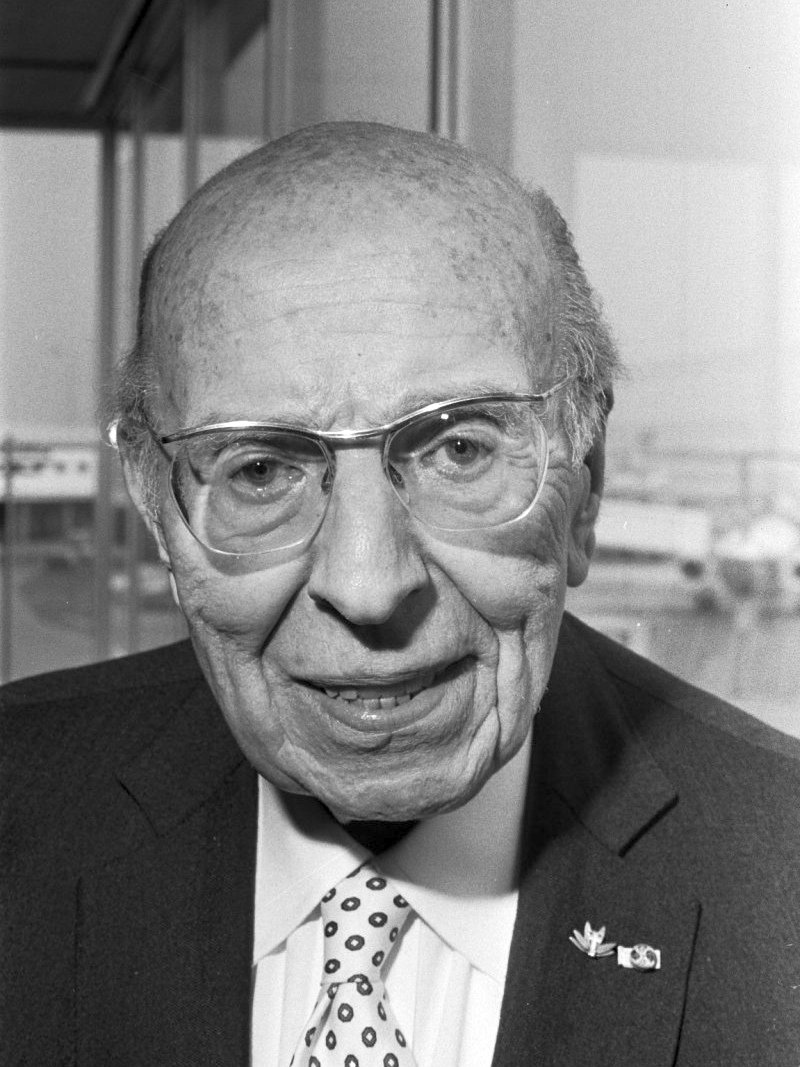
Robert Stolz (* 1880)

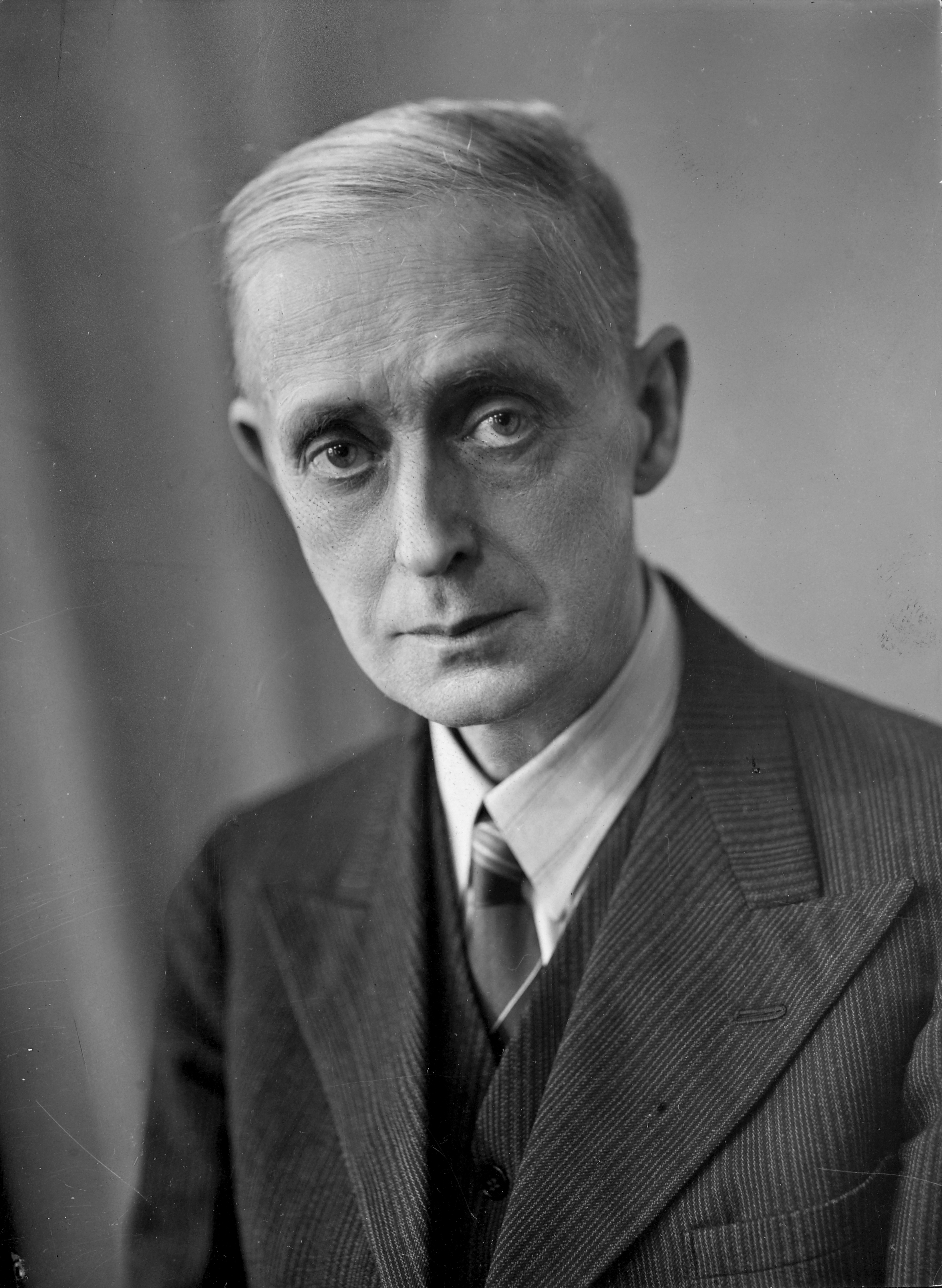
Fartein Valen (* 1887)

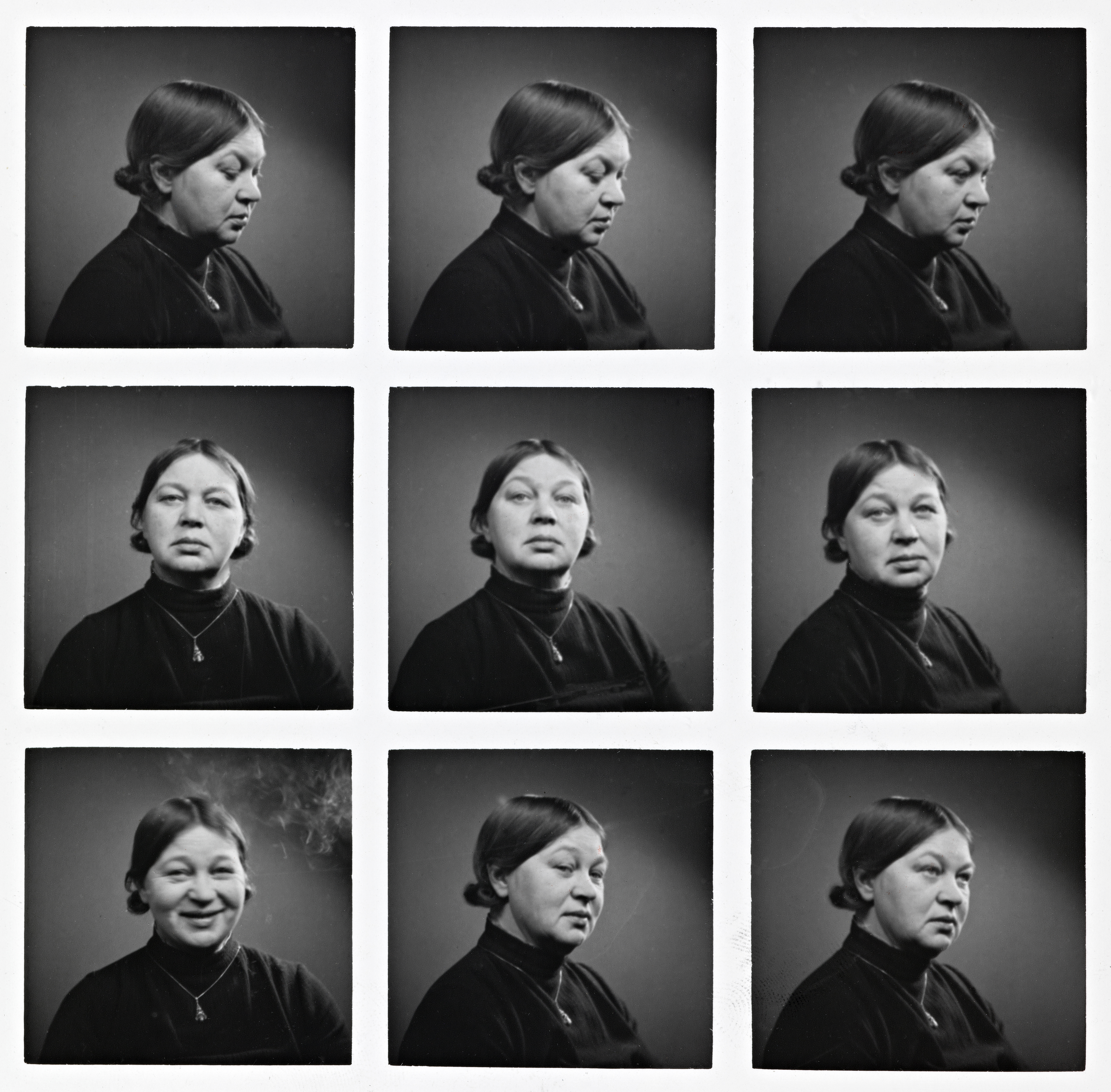
Aslaug Vaa (* 1889)

- 1880: Robert Stolz, österreichischer Komponist und Dirigent
- 1882: Richard Paul Wagner, deutscher Maschinenbauingenieur und Eisenbahn-Baubeamter, Chef des Bauartdezernats im Konstruktionsbüro der Deutschen Reichsbahn-Gesellschaft, Oberregierungsbaurat, Reichsbahnoberrat
- 1882: Seán Ó Ceallaigh, irischer Politiker, Minister, Staatspräsident
- 1883: Christian Weber, deutscher Politiker, SS-Angehöriger und Sportfunktionär, MdR
- 1884: Léon Poirier, französischer Filmregisseur und Drehbuchautor
- 1885: Édouard Dethier, belgisch-amerikanischer Geiger und Musikpädagoge
- 1886: Erich Liebermann-Roßwiese, deutscher Pianist, Komponist und Librettist
- 1886: Willi Worpitzky, deutscher Fußballspieler
- 1887: Friedrich Wilhelm Lübke, deutscher Politiker, Ministerpräsident von Schleswig-Holstein
- 1887: Fartein Valen, norwegischer Komponist
- 1889: Waldo Frank, US-amerikanischer Schriftsteller und Soziologe
- 1889: Rémy Principe, italienischer Komponist, Violinist und Musikpädagoge
- 1889: Aslaug Vaa, norwegische Schriftstellerin
- 1891: Maria Lauber, Schweizer Dialekt-Schriftstellerin
- 1891: Gustaw Morcinek, polnischer Schriftsteller
- 1891: Alberto Savinio, italienischer Schriftsteller und Maler
- 1892: Georgi Asagarow, russischer Filmregisseur und Schauspieler
- 1892: Bernhard Spetsmann, deutscher Politiker und Gewerkschafter
- 1893: Maxim Dormidontowitsch Michailow, russischer bzw. sowjetischer Opernsänger und Schauspieler
- 1894: Alfred Berger, österreichischer Eiskunstläufer, Weltmeister, Olympiasieger
- 1894: Ernst Hornig, deutscher Geistlicher, Bischof von Görlitz
- 1894: Pascalina Lehnert, deutsche Nonne
- 1894: Nick Winter, australischer Dreispringer, Olympiasieger
- 1896: Friedrich von Kessel, deutscher Politiker, MdL, Landesminister, Bundesvorsitzenden des GB/BHE
- 1896: Wilhelm Kinkelin, deutscher Mediziner, Heimatforscher, Parteifunktionär und SS-Angehöriger, Leiter des Amtes „Blutpflege und Rassenkultur“
- 1897: Jaroslav Řídký, tschechischer Komponist, Dirigent, Musiker und Musiklehrer
- 1897ː Klara Segałowicz, Schauspielerin, Holocaustopfer

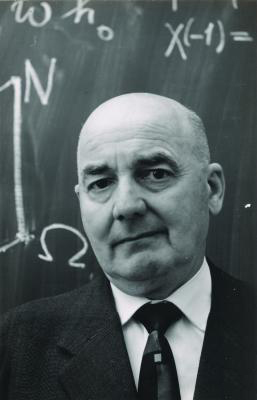
Helmut Hasse (* 1898)

- 1898: Helmut Hasse, deutscher Mathematiker
- 1899: Guy Butler, britischer Leichtathlet, Olympiasieger
- 1899: Adolf Rieger, deutscher Ringer, Olympiamedaillengewinner
- 1900: Carl Auböck, österreichischer Maler und Designer
- 1900: Kurt von Fritz, deutscher klassischer Philologe
- 1900: Hans Adolf Krebs, deutscher bzw. britischer Mediziner und Biochemiker

### 20. Jahrhundert

#### 1901–1925

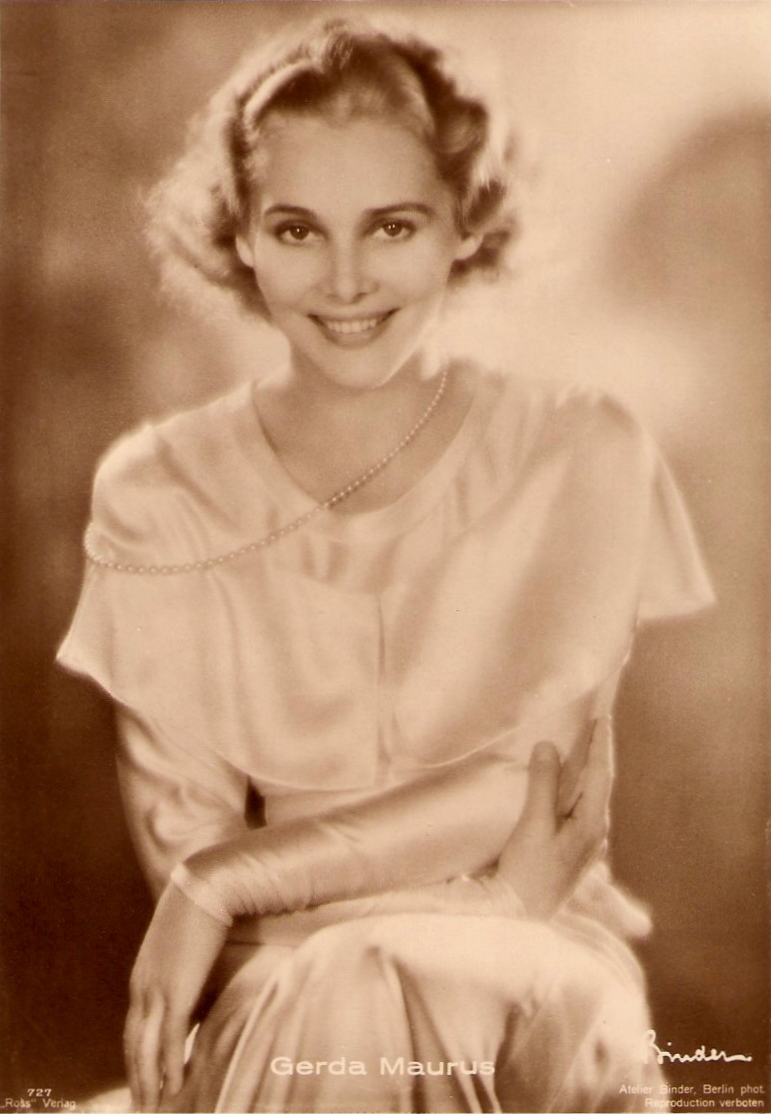
Gerda Maurus (* 1903)

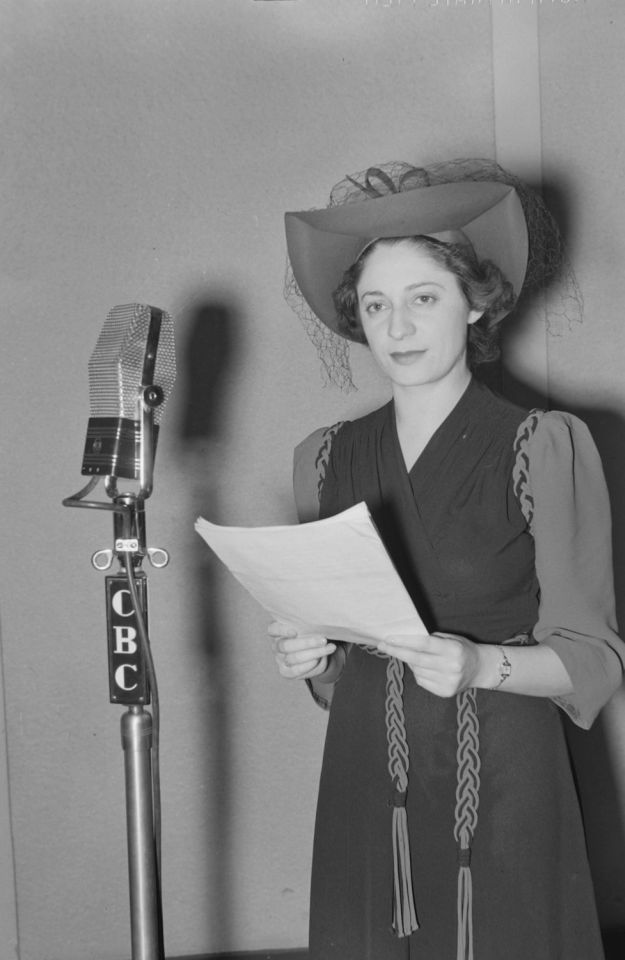
Ethel Stark (* 1910)

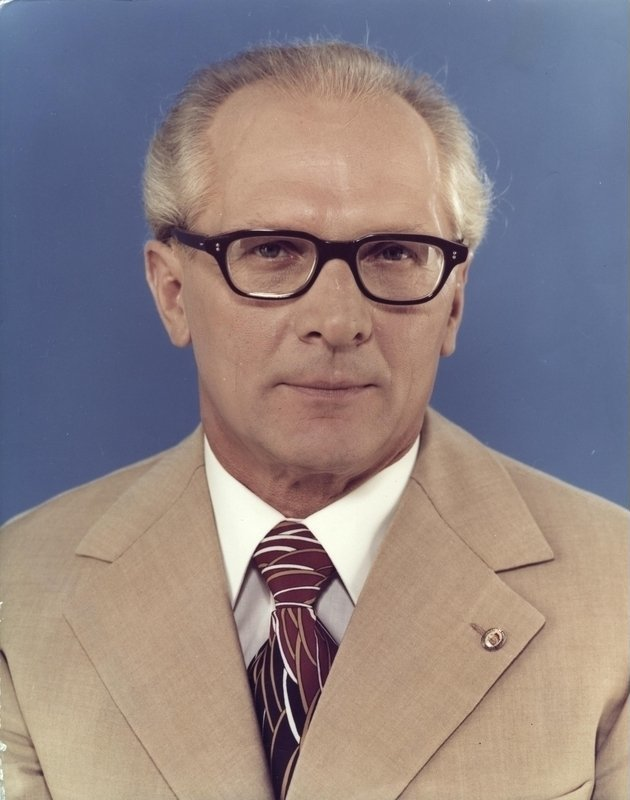
Erich Honecker (* 1912)

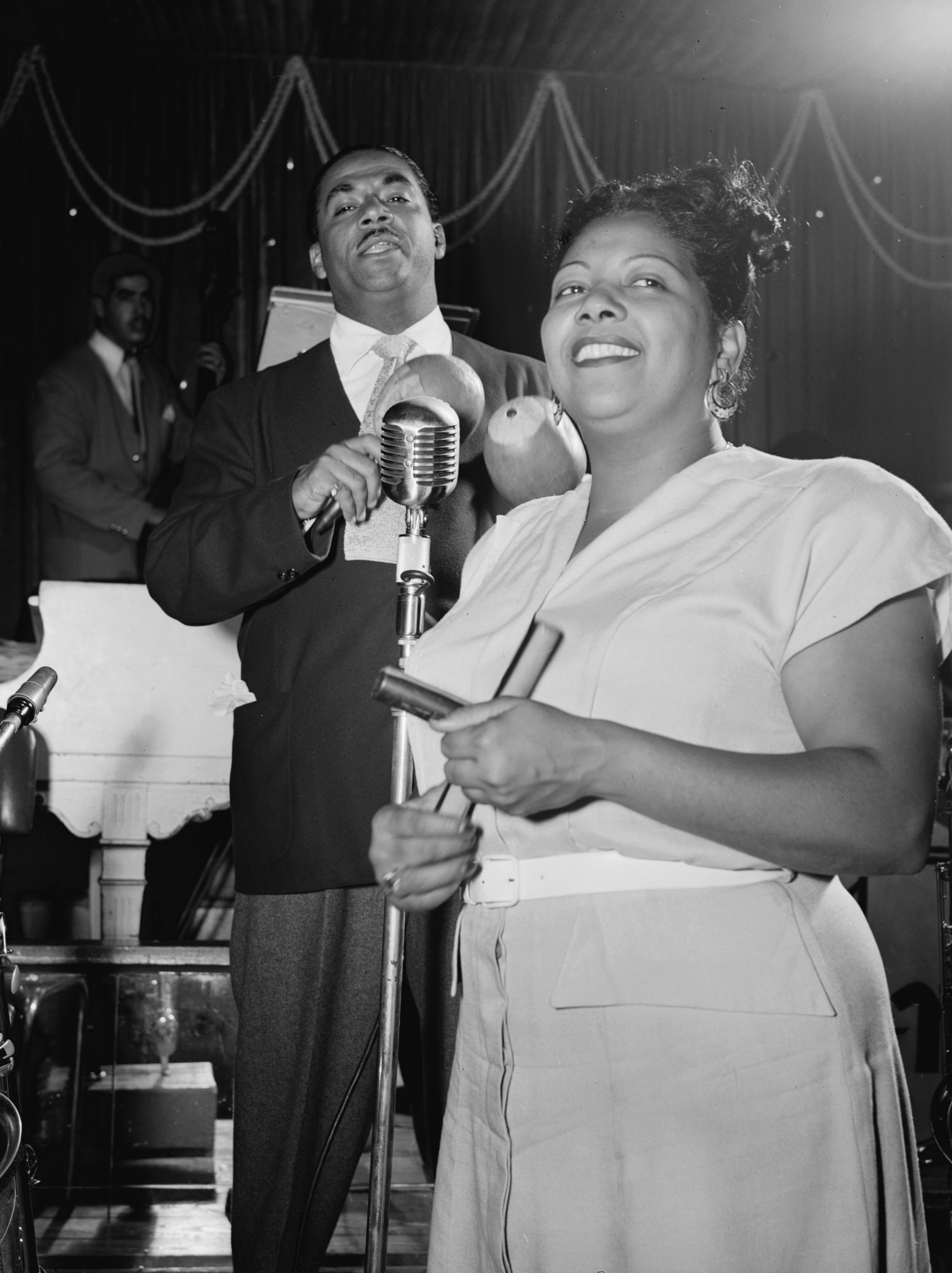
Graciella Grillo (* 1915)

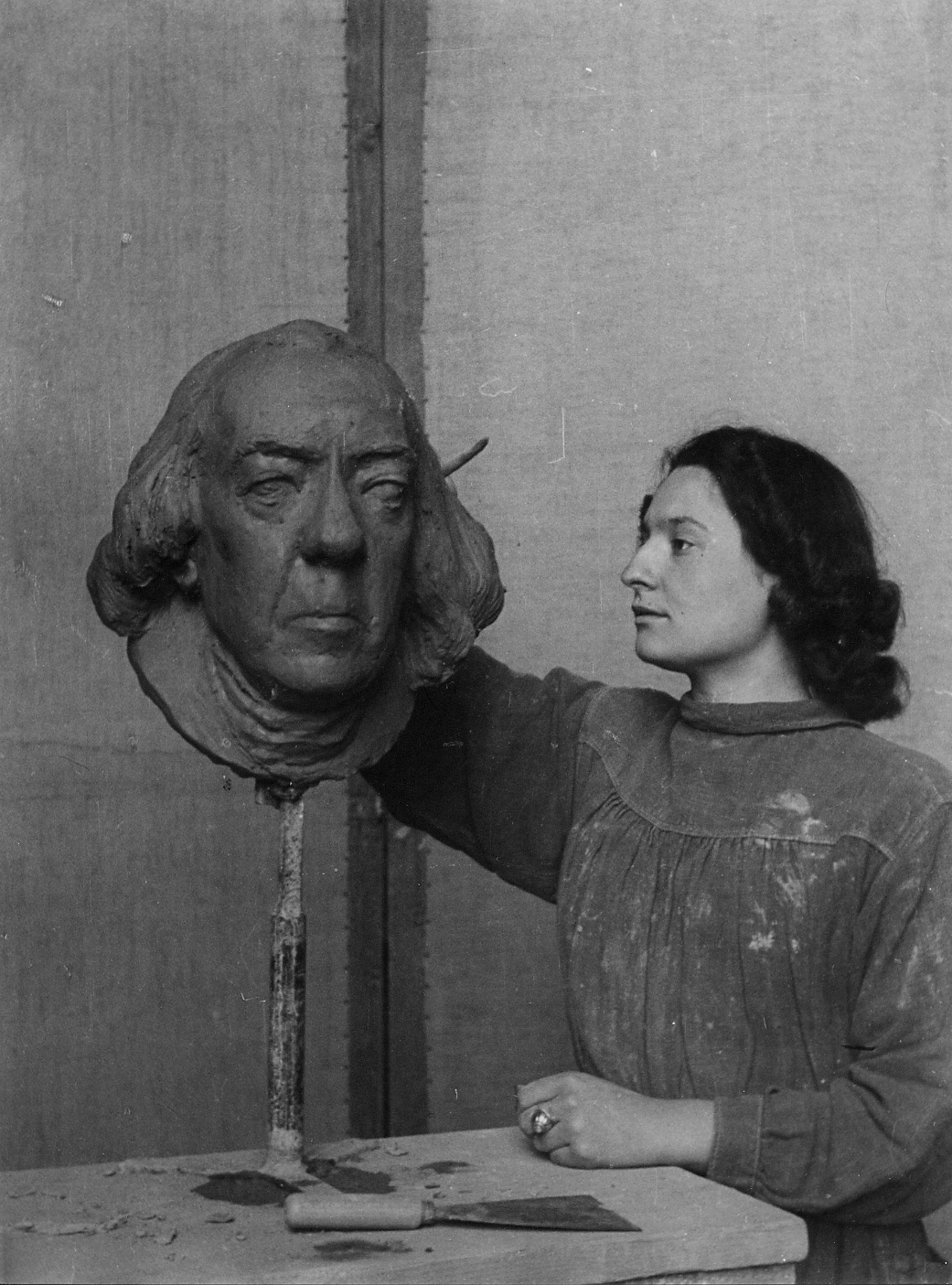
Marlene Neubauer-Woerner (* 1918)

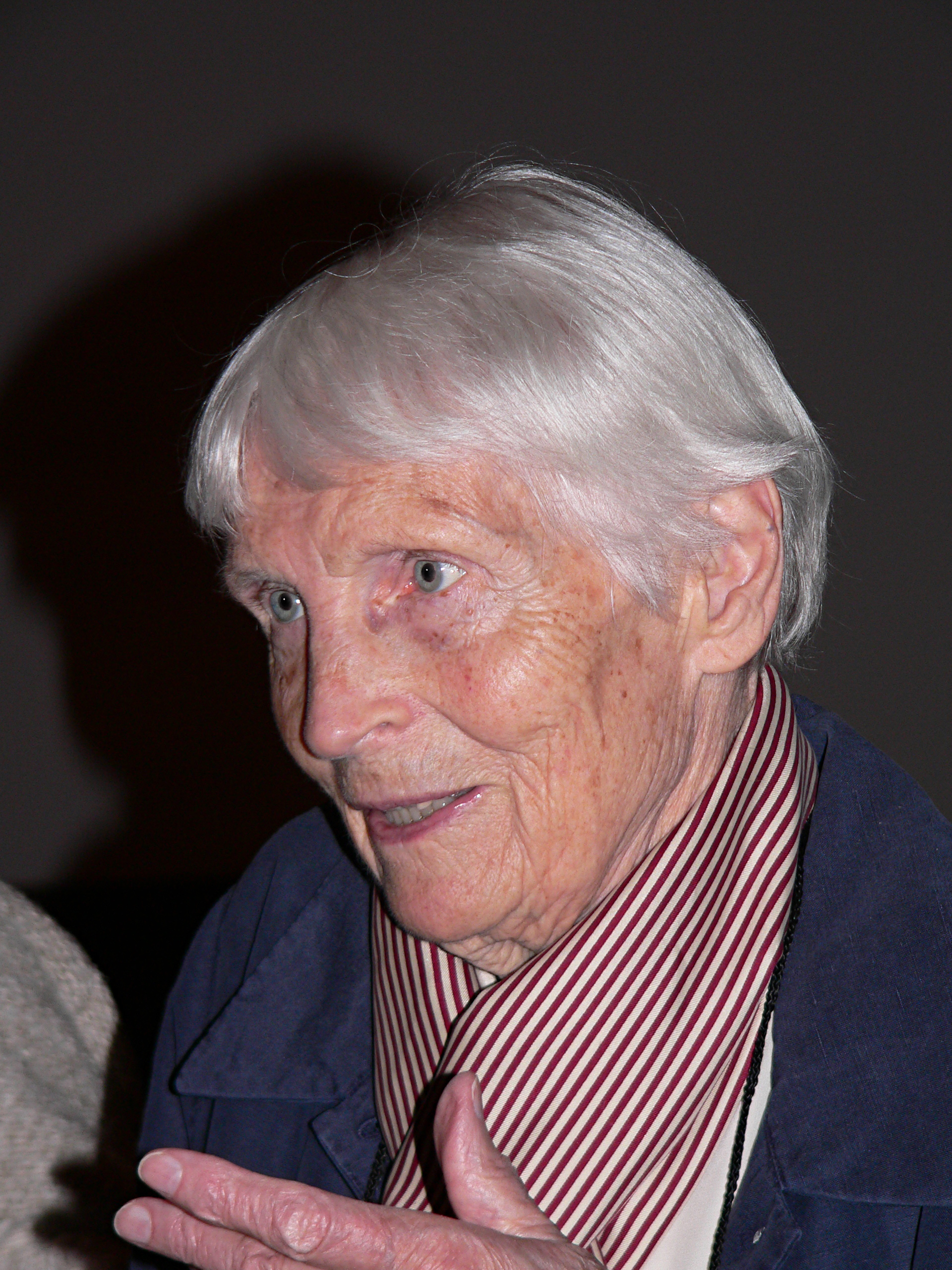
Marie Marcks (* 1922)

- 1901: Kjeld Abell, dänischer Schriftsteller
- 1901: Charlie Burse, US-amerikanischer Blues-Musiker
- 1902: Stefan Wolpe, deutscher Komponist
- 1903: Gerda Maurus, österreichische Filmschauspielerin, Stummfilmstar
- 1903: Wallace O’Connor, US-amerikanischer Schwimmer und Wasserballspieler
- 1904: Wilhelm Abel, deutscher Wirtschaftshistoriker
- 1904: Jack Bartlett, britischer Unternehmer und Autorennfahrer
- 1905: Guy Cloitre, französischer Autorennfahrer
- 1905: Maria Faustyna Kowalska, polnische Ordensfrau, Mystikerin und Heilige
- 1905: Iwan Alexandrowitsch Serow, russischer Politiker, Vorsitzender des KGB und der GRU
- 1906: Eugen Gerstenmaier, deutscher Theologe, Widerstandskämpfer und Politiker, MdB, Bundestagspräsident, MdEP
- 1907: Arthur Apelt, deutscher Dirigent und Generalmusikdirektor
- 1907: Ruben Josefson, Erzbischof der schwedischen Kirche
- 1908: Bronisław Czech, polnischer Skisportler
- 1908: Walburga Wegner, deutsche Sängerin
- 1909: Kurt Borm, deutscher Arzt und SS-Angehöriger
- 1909: Eileen Hiscock, britische Leichtathletin, Olympiasiegerin
- 1909: Michael Rennie, britischer Schauspieler
- 1910: Ethel Stark, kanadische Dirigentin, Violinistin und Musikpädagogin
- 1910: Dorothea Tanning, US-amerikanische Malerin, Bildhauerin und Schriftstellerin
- 1911: Võ Nguyên Giáp, vietnamesischer General und Guerillakämpfer
- 1911: Vivi-Anne Hultén, schwedische Eiskunstläuferin
- 1912: Erich Honecker, deutscher Politiker, Generalsekretär des ZK der SED und Staatsratsvorsitzender der DDR
- 1912: Charles Lenz, Schweizer Zollbeamter
- 1913: Alexej von Assaulenko, russisch-ukrainischer Maler
- 1913: Gerhard Jacobi, deutscher Brigadegeneral
- 1913: Walt Kelly, US-amerikanischer Trickfilm- und Comiczeichner
- 1914: Alexei Hajew, US-amerikanischer Komponist
- 1915: Georg Freiherr von Boeselager, deutscher Kavallerieoffizier
- 1915: Graciela Grillo Pérez, kubanische Jazzsängerin
- 1916: Van Johnson, US-amerikanischer Schauspieler
- 1916: Ernest Majo, deutscher Komponist und Professor
- 1917: Mel Ferrer, US-amerikanischer Schauspieler
- 1917: Lisbeth Movin, dänische Schauspielerin und Regisseurin
- 1917: Lou van Burg, niederländisch-deutscher Showmaster und Entertainer
- 1918: Leonard Bernstein, US-amerikanischer Dirigent und Komponist
- 1918: Elene Gokieli, georgische Leichtathletin
- 1918: Marlene Neubauer-Woerner, deutsche Bildhauerin
- 1919: Werner Gerich, deutscher Ingenieur
- 1919: George Wallace, US-amerikanischer Politiker, Gouverneur von Alabama
- 1920: Agha Shahi, pakistanischer Diplomat und Politiker, Außenminister
- 1921: Walter Achenbach, deutscher Mediziner
- 1921: Brian Moore, US-amerikanischer Schriftsteller und Drehbuchautor
- 1922: Hellmut Andics, österreichischer Journalist und Autor
- 1922: Claude Bridel, Schweizer evangelische Geistlicher und Hochschullehrer
- 1922: Marie Marcks, deutsche Karikaturistin
- 1923: Dorothy Dunnett, schottische Schriftstellerin
- 1923: Ayya Khema, deutsche buddhistische Nonne
- 1924: Allan Edwall, schwedischer Schauspieler, Autor, Regisseur und Musiker
- 1924: Zsuzsa Körmöczy, ungarische Tennisspielerin
- 1925: Alexander Adschemian, armenischer Komponist
- 1925: Thea Astley, australische Schriftstellerin
- 1925: Gustavo Becerra-Schmidt, chilenischer Komponist und Musikpädagoge
- 1925: Maurice Binder, US-amerikanischer Filmschaffender
- 1925: Hilmar Hoffmann, deutscher Kulturpolitiker
- 1925: Gert von Paczensky, deutscher Journalist, Restaurantkritiker
- 1925: Juana Reina, spanische Schauspielerin und Sängerin

#### 1926–1950

Althea Gibson (* 1927)

- 1927: Althea Gibson, US-amerikanische Tennisspielerin
- 1927: Liselott Linsenhoff, deutsche Dressurreiterin
- 1928: Elie Amsini Kiswaya, kongolesischer Bischof
- 1928: Herbert Kroemer, deutscher Physiker
- 1929: Gordon Sherwood, US-amerikanischer Komponist
- 1930: Sean Connery, britischer Schauspieler
- 1930: Rainer Zepperitz, deutscher Kontrabassist
- 1931: Cecil D. Andrus, US-amerikanischer Politiker
- 1931: Peter Gilmore, britischer Schauspieler
- 1932: Alexander Arnz, deutscher Fernsehregisseur
- 1932: Natalja Dontschenko, sowjetische Eisschnellläuferin
- 1932: Daryl Irvine, kanadische Pianistin und Musikpädagogin
- 1933: Roberto De Simone, italienischer Komponist, Theatermann, Autor, Opernregisseur, Musikwissenschaftler, Mythologe und Ethnologe.
- 1933: Diana Norman, britische Schriftstellerin und Biographin
- 1933: Wayne Shorter, US-amerikanischer Jazz-Saxophonist und -Komponist
- 1933: Tom Skerritt, US-amerikanischer Schauspieler

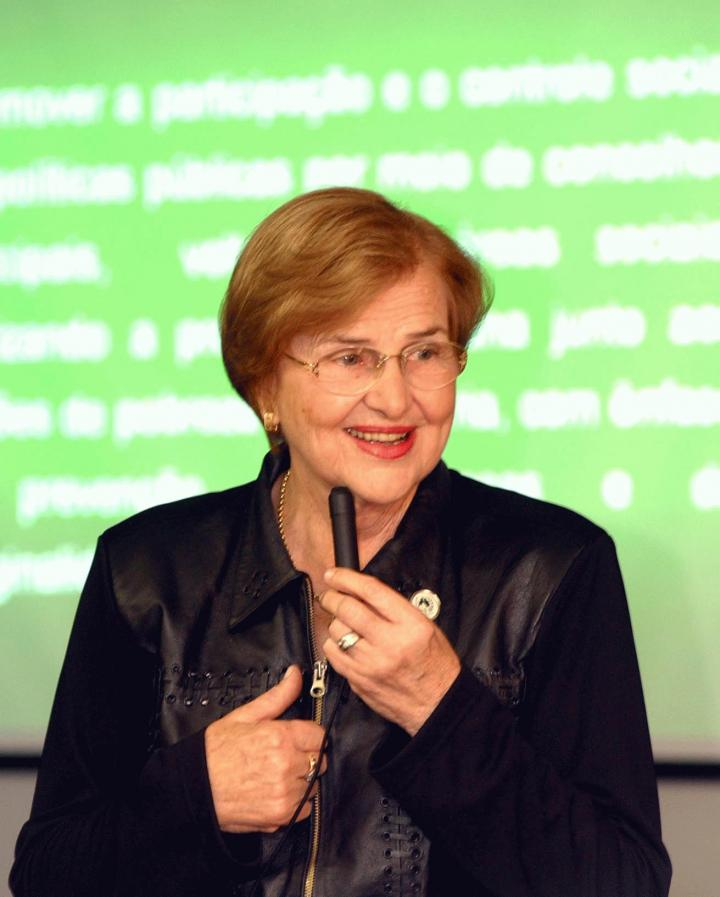
Zilda Arns (* 1934)

- 1934: Zilda Arns, brasilianische Medizinerin, Präsidentin der Pastoral da Criança
- 1934: Ali Akbar Hāschemi Rafsandschāni, iranischer Geistlicher und Politiker
- 1936: Hugh Hudson, britischer Filmregisseur
- 1936: Éva Kóczián, ungarische Tischtennisspielerin
- 1937: Peter Osterhoff, deutscher Fußballspieler
- 1937: Klaus Wildbolz, Schweizer Schauspieler
- 1938: Ab van Egmond, niederländischer Radrennfahrer
- 1938: Frederick Forsyth, britischer Schriftsteller
- 1939: John Badham, britischer Filmregisseur
- 1939: Alex Orban, US-amerikanischer Fechter
- 1940: Norbert Grupe, deutscher Profiboxer und Schauspieler
- 1940: José van Dam, belgischer Opernsänger
- 1941: Carol Bolt, kanadische Dramatikerin
- 1941: Mario Corso, italienischer Fußballspieler und -trainer
- 1941: Urs Joseph Flury, Schweizer Komponist
- 1942: Frances Itani, kanadische Schriftstellerin und Lyrikerin
- 1942: Hilde Zach, österreichische Kommunalpolitikerin
- 1943: Spartaco Dini, italienischer Autorennfahrer

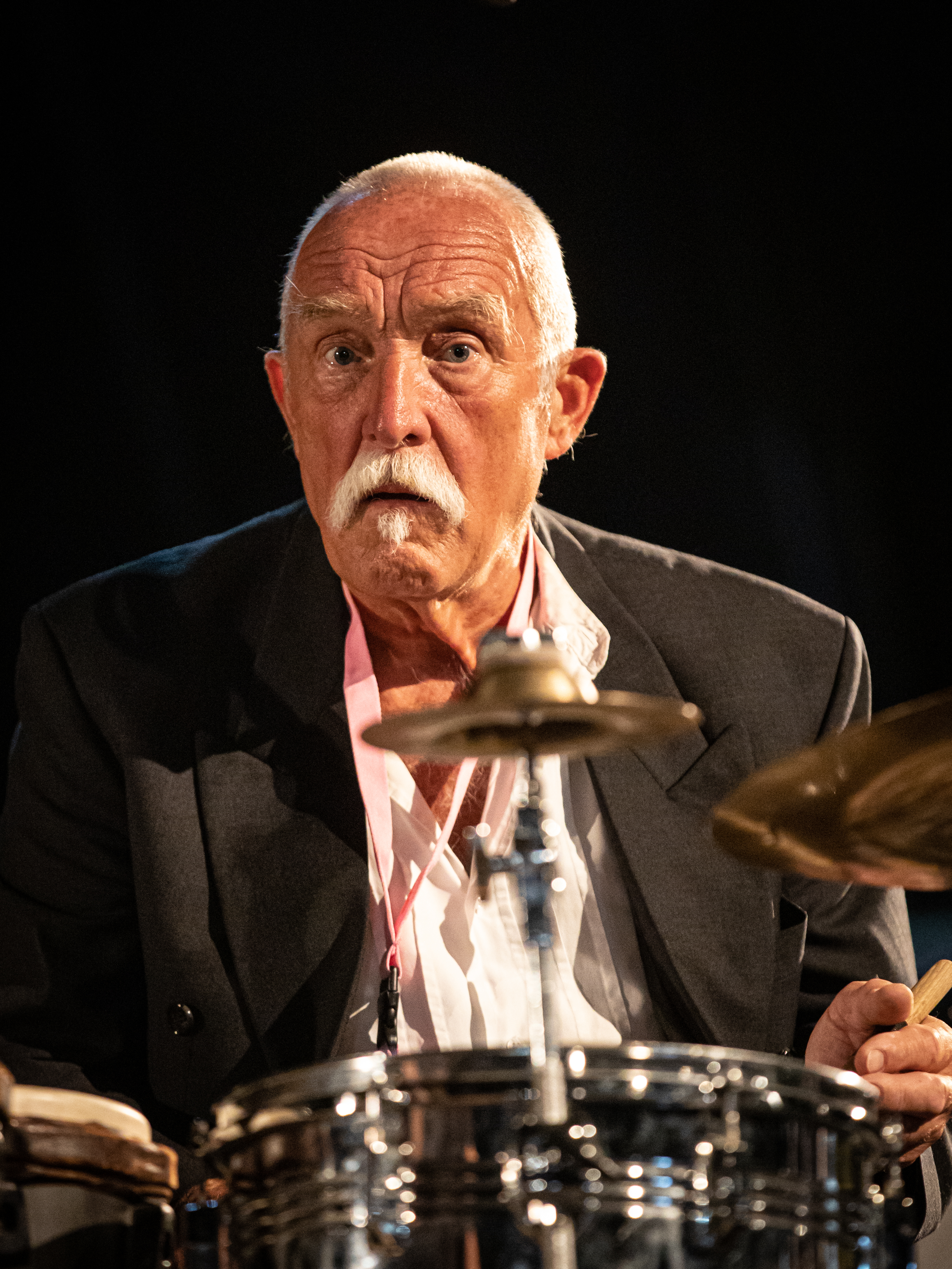
Günter Sommer (* 1943)

- 1943: Günter Sommer, deutscher Schlagzeuger und Perkussionist
- 1944: Jacques Demers, kanadischer Eishockeytrainer und Politiker
- 1944: Anthony Heald, US-amerikanischer Schauspieler
- 1944: Erwin Hermandung, deutscher Fußballspieler
- 1944: Pat Martino, US-amerikanischer Jazz-Gitarrist
- 1944: Louis Ferdinand, deutscher Adeliger, Mitglied des Hauses Hohenzollern
- 1946: Rollie Fingers, US-amerikanischer Baseballspieler
- 1946: Charlie Sanders, US-amerikanischer American-Football-Spieler

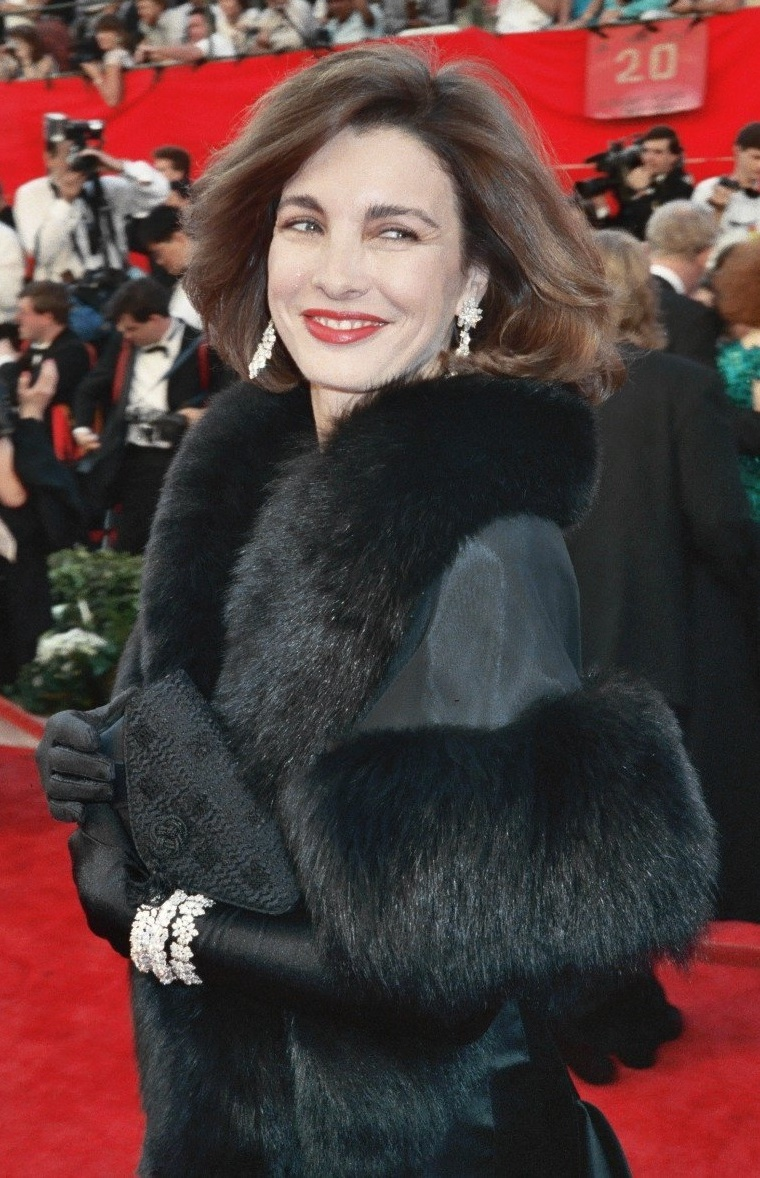
Anne Archer (* 1947)

- 1947: Anne Archer, US-amerikanische Schauspielerin
- 1947: Rinaldo Talamonti, italienischer Schauspieler
- 1947: Keith Tippett, britischer Jazz-Pianist
- 1948: Jean-Luc Chéreau, französischer Unternehmer und Autorennfahrer
- 1948ː Elsa Prochazka, österreichische Architektin
- 1948: Helga Zepp-LaRouche, deutsche Journalistin und Politikerin
- 1948: Christoph von Wolzogen, deutscher Philosoph
- 1949: Martin Amis, britischer Schriftsteller
- 1949: Salif Keïta, afrikanischer Sänger und Songwriter
- 1949: John Savage, US-amerikanischer Filmschauspieler und Produzent
- 1949: Gene Simmons, US-amerikanischer Sänger und Musiker (Kiss)
- 1949: Rosemarie Will, deutsche Richterin und Professorin
- 1950: Willy DeVille, US-amerikanischer Rock- und Bluesmusiker
- 1950: Jógvan Isaksen, färöischer Schriftsteller

#### 1951–1975

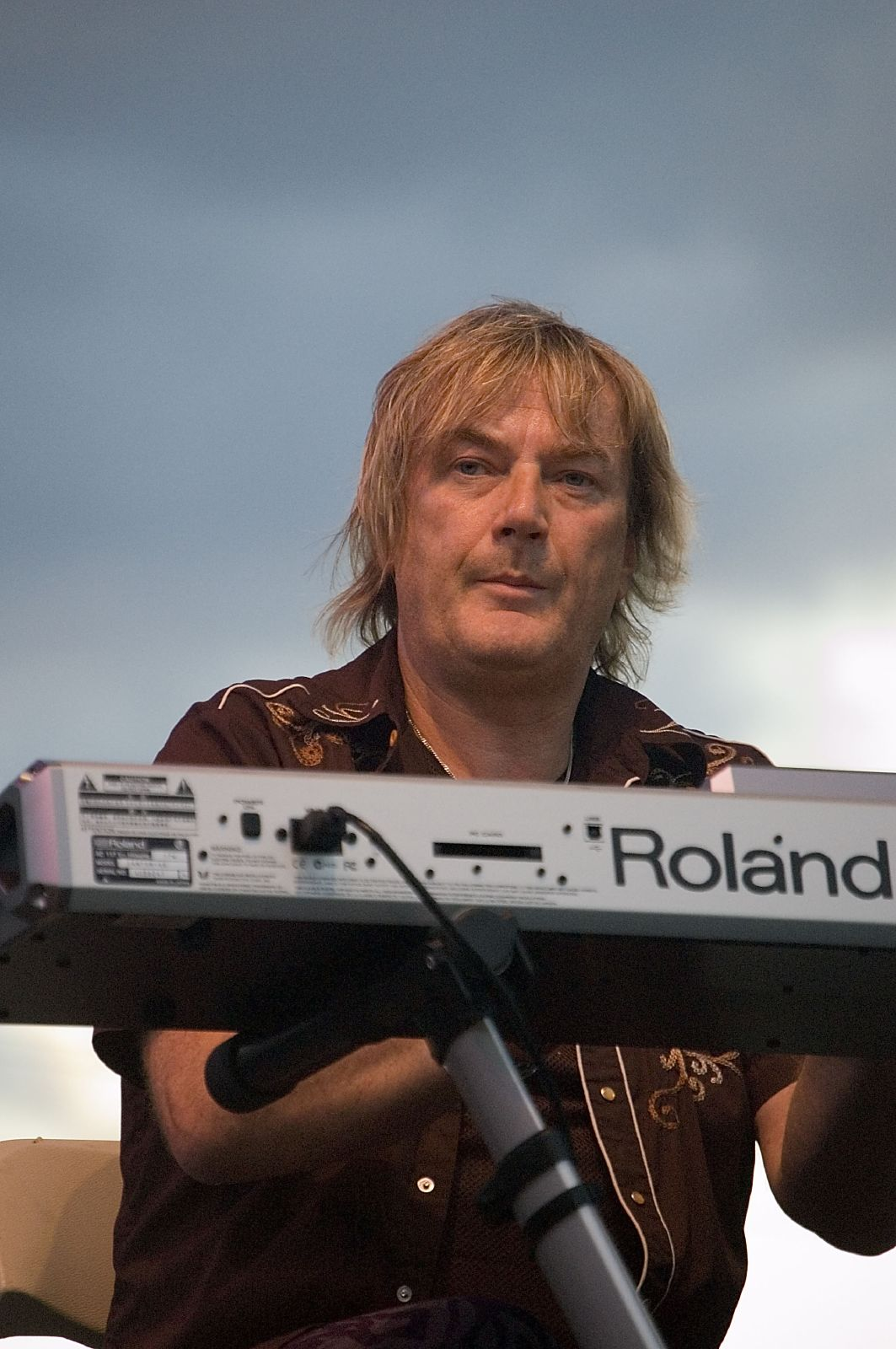
Geoff Downes (* 1952)

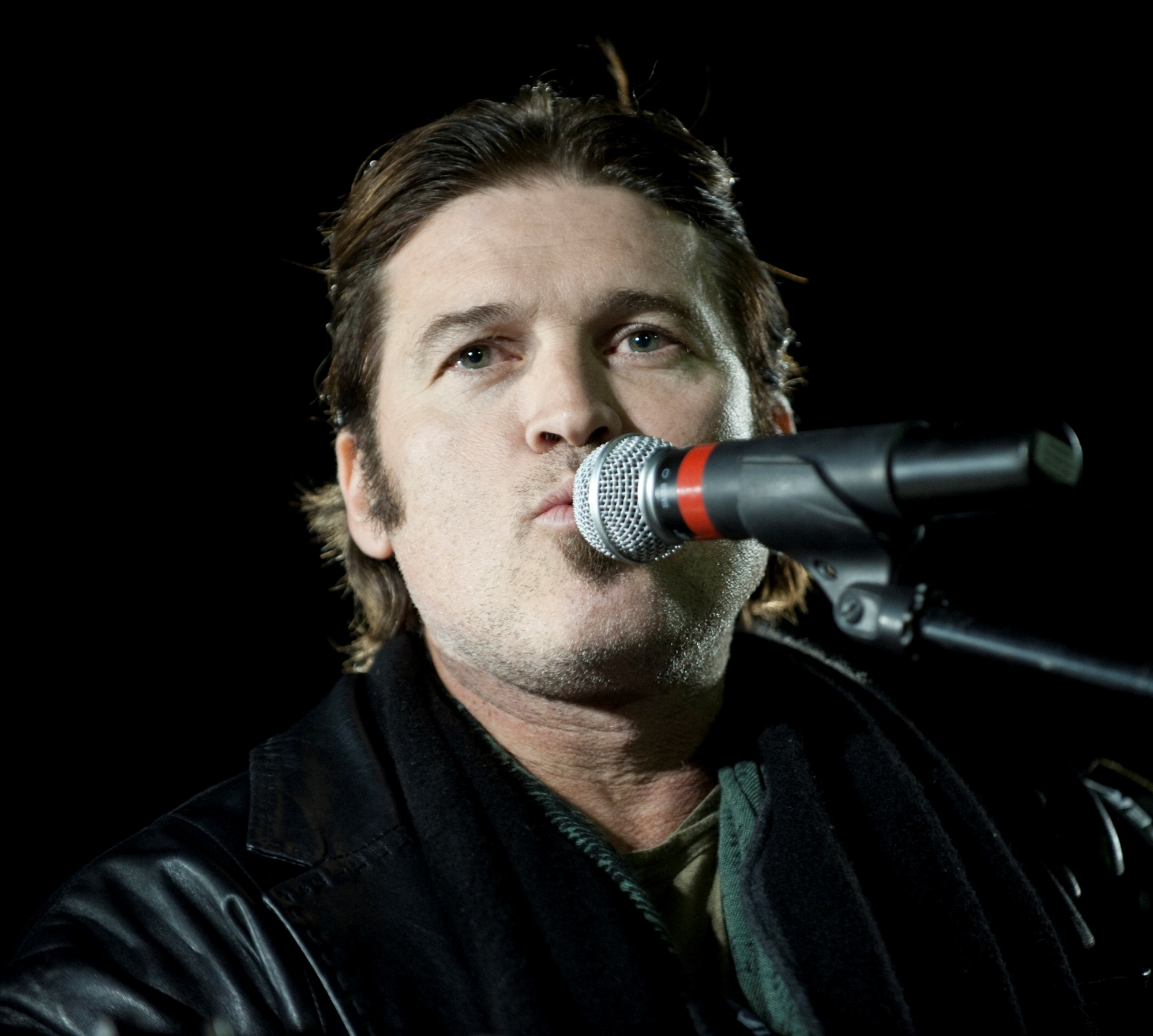
Billy Ray Cyrus (* 1961)

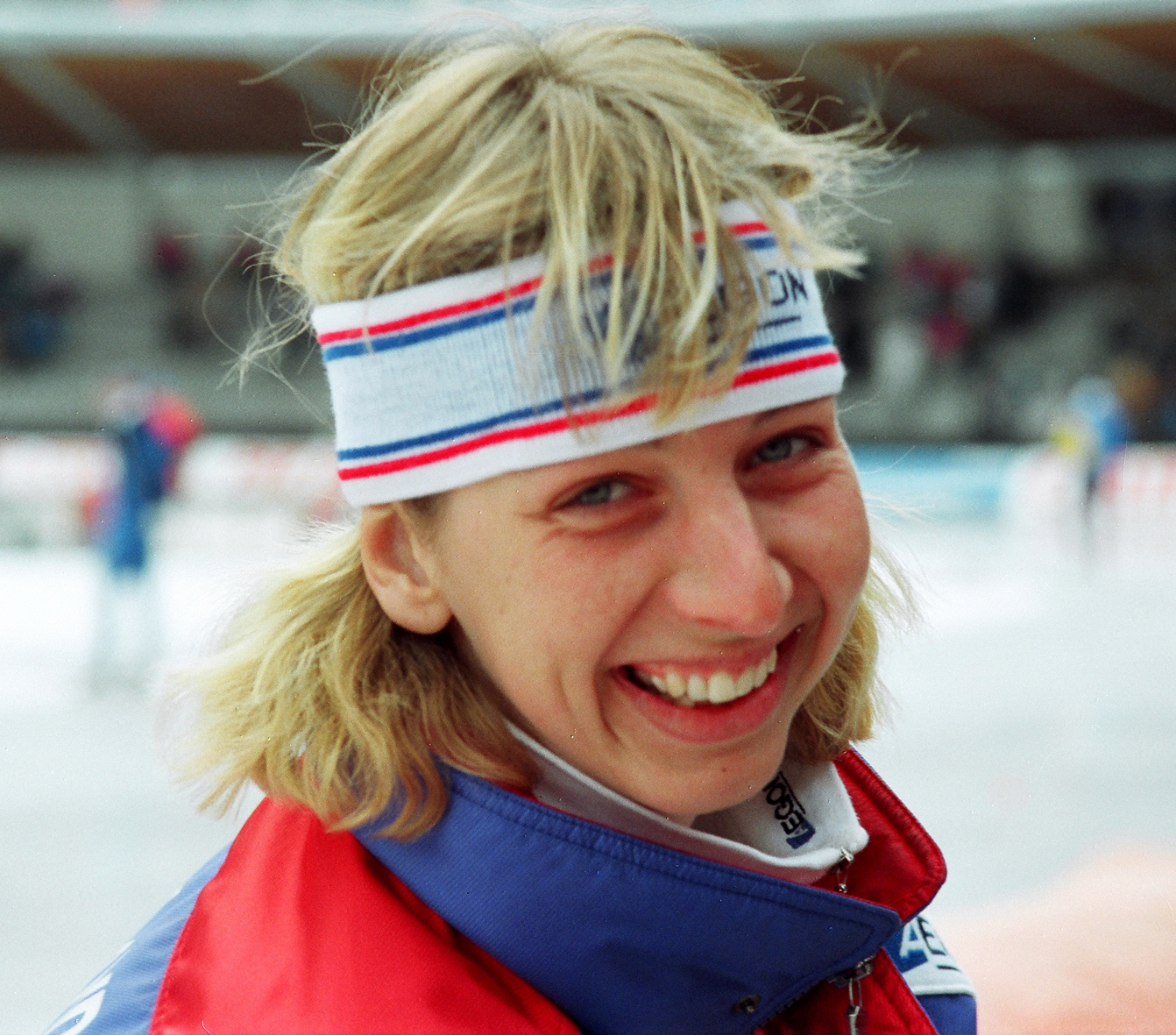
Christine Aaftink (* 1966)

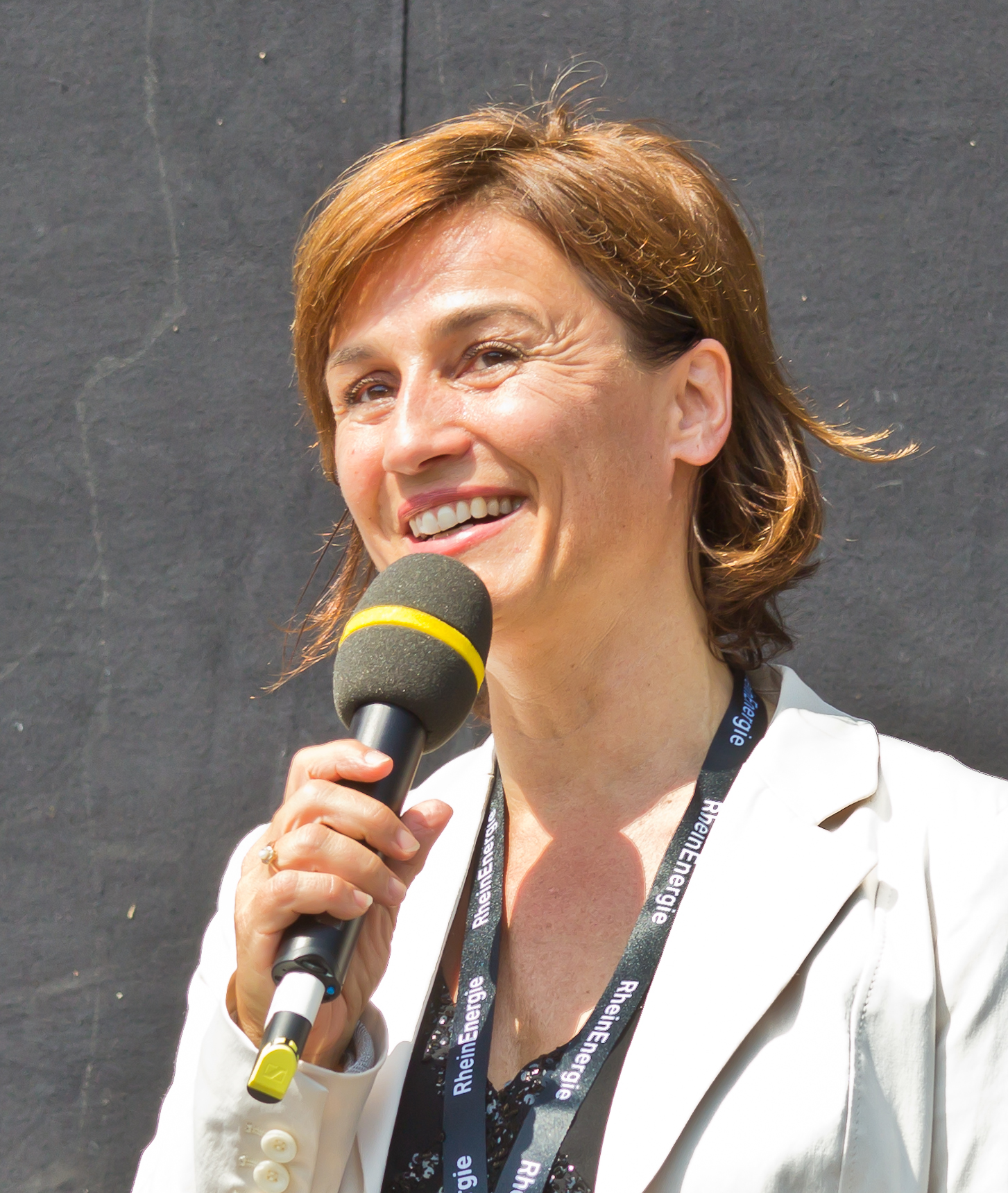
Sandra Maischberger (* 1966)

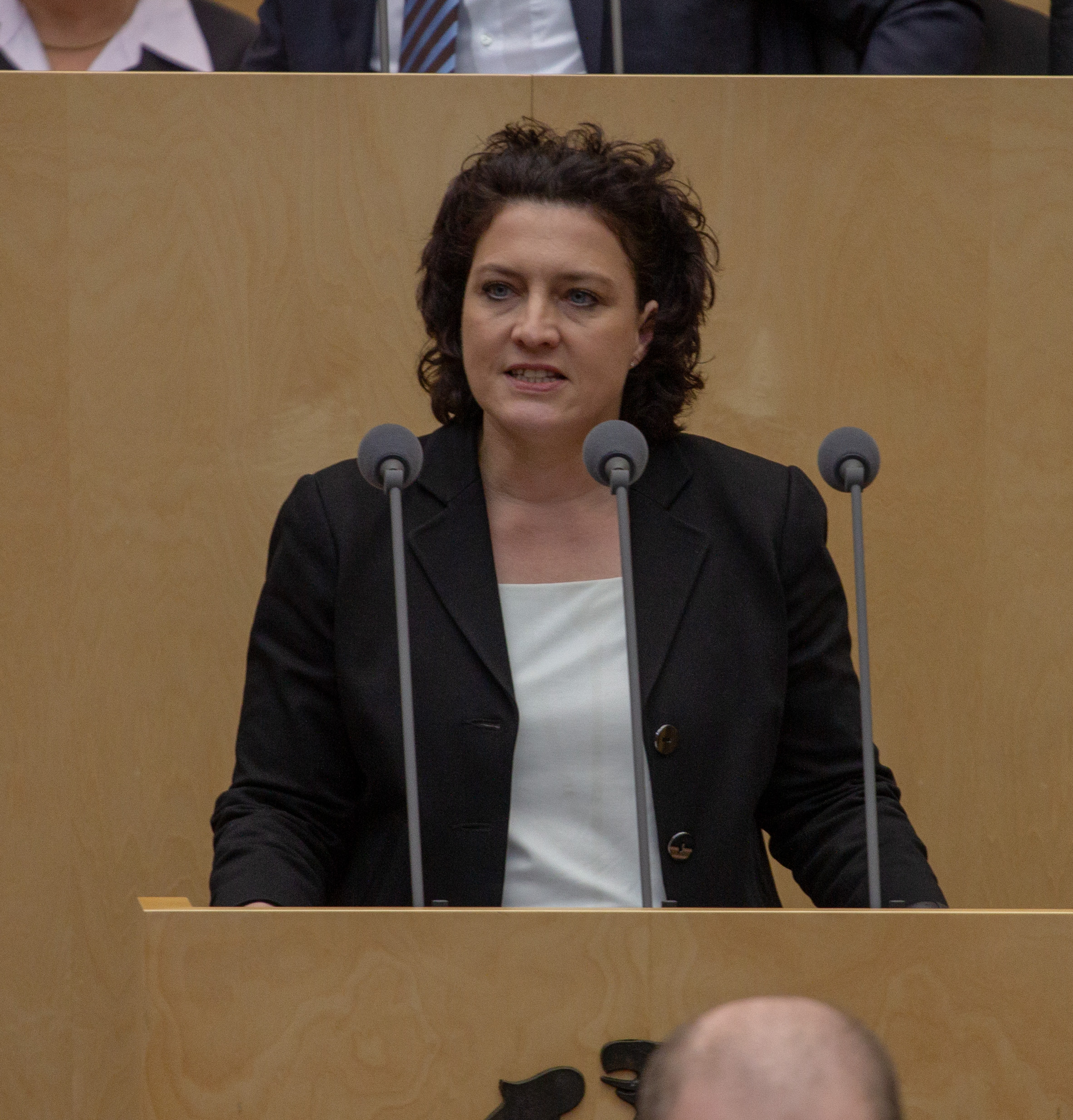
Carola Reimann (* 1967)

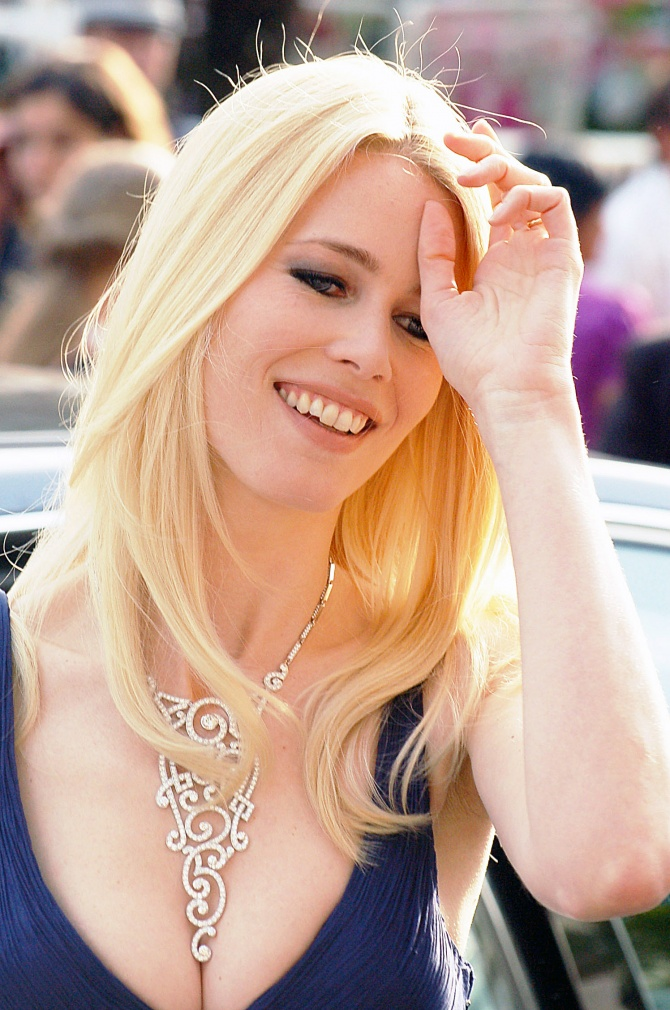
Claudia Schiffer (* 1970)

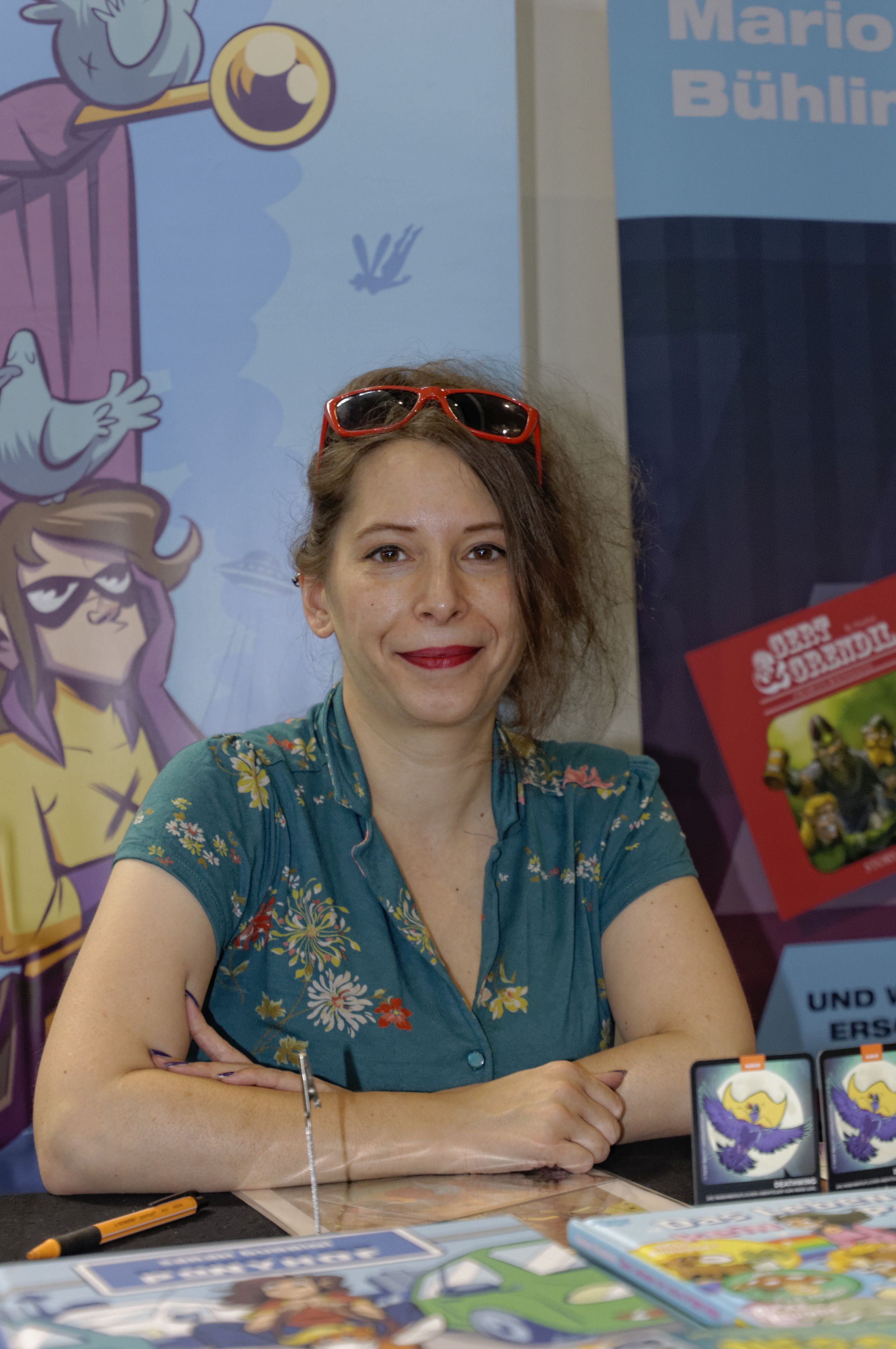
Sarah Burrini (* 1979)

- 1951: Rino Fisichella, italienischer Theologe, Kurienerzbischof
- 1951: Rob Halford, britischer Sänger (Judas Priest)
- 1952: Geoff Downes, britischer Rockmusiker
- 1952: Heinrich Timmerevers, deutscher Weihbischof im Bistum Münster
- 1953: Javier Giménez Noble, argentinischer Komponist
- 1953: Wolfgang Wellner, deutscher Jurist
- 1954: Elvis Costello, britischer Sänger und Songschreiber
- 1954: Gilbert Duclos-Lassalle, französischer Radprofi
- 1954: Bruno Manser, Schweizer Ethnologe und Umweltaktivist
- 1955: Christa Hein, deutsche Schriftstellerin
- 1955: Thomas Meinecke, deutscher Schriftsteller
- 1955: Gerd Müller, deutscher Politiker
- 1956: Robert Brahm, Weihbischof im Bistum Trier/Deutschland
- 1956: Stig Strand, schwedischer Skirennläufer
- 1957: Esperanza Martínez-Romero, mexikanische Mikrobiologin und Genomforscherin
- 1957: Simon McBurney, britischer Schauspieler, Autor und Regisseur
- 1957: Grzegorz Skrzecz, polnischer Boxer
- 1957: Kai Taschner, deutscher Schauspieler, Synchronsprecher und Synchronregisseur
- 1958: Tim Burton, US-amerikanischer Autor, Produzent und Filmregisseur
- 1958: Pierre Délèze, Schweizer Leichtathlet
- 1959: Sönke Wortmann, deutscher Regisseur
- 1960: Maxim Biller, deutscher Schriftsteller
- 1960: Ingrid Deltenre, niederländisch-schweizerische Managerin
- 1960: Georg Zellhofer, österreichischer Fußballspieler und -trainer
- 1961: Jürgen Braun, deutscher Kommunikationsberater und Politiker
- 1961: Billy Ray Cyrus, US-amerikanischer Country-Sänger
- 1961: Joanne Whalley, britische Schauspielerin
- 1962: Vivian Campbell, nordirischer Rockmusiker (Def Leppard, Dio)
- 1962: Alexander Graf, deutscher Schachspieler
- 1962: Taslima Nasrin, Schriftstellerin aus Bangladesch
- 1962: Michael Zorc, deutscher Fußballspieler
- 1963: Miro Cerar, slowenischer Jurist und Politiker
- 1963: Roberto Mussi, italienischer Fußballspieler
- 1963: Carmen von Samson-Himmelstjerna, deutsche Literaturwissenschaftlerin und Übersetzerin
- 1963: Peter Schallenberg, deutscher Theologe
- 1964: Joseph Arshad, Bischof von Faisalabad
- 1964: Maxim Lwowitsch Konzewitsch, russischer Mathematiker
- 1965: Holger Aden, deutscher Fußballspieler und -trainer
- 1965: Tina Riegel, deutsche Eiskunstläuferin
- 1966: Christine Aaftink, niederländische Eisschnellläuferin
- 1966: Julia Davis, britische Komikerin und Schauspielerin
- 1966: Kai Dittmann, deutscher Sportreporter
- 1966: Martin Leutgeb, österreichischer Schauspieler
- 1966: Sandra Maischberger, deutsche Journalistin, Produzentin und Autorin
- 1966: Derek Sherinian, US-amerikanischer Keyboarder
- 1967: Eckart von Hirschhausen, deutscher Arzt und Kabarettist
- 1967: Thorsten Imkamp, deutscher Mathematiker und Physiker
- 1967: Jon Husted, amerikanischer  Politiker
- 1967: Carola Reimann, deutsche Politikerin
- 1968: Rolf Aldag, deutscher Radrennfahrer
- 1968: David Alan Basche, US-amerikanischer Film- und Theaterschauspieler
- 1968: Kurt Betschart, Schweizer Bahnradrennfahrer
- 1969: Jamie Gold, US-amerikanischer Pokerspieler
- 1969: Sven Leuenberger, Schweizer Eishockeyspieler
- 1969: Rachel Shelley, britische Schauspielerin
- 1970: Alexander Bade, deutscher Fußballspieler
- 1970: Jo Dee Messina, US-amerikanische Country-Sängerin
- 1970: Matthias Opdenhövel, deutscher Fernsehmoderator
- 1970: Christiane Scharf, deutsche Leichtathletin
- 1970: Claudia Schiffer, deutsches Fotomodell
- 1971: Fabian Gerhardt, deutscher Regisseur, Schauspieler und Autor
- 1971: Gilberto Simoni, italienischer Radrennfahrer
- 1971: Joby Talbot, britischer Komponist
- 1972: Nikolaj Arcel, dänischer Regisseur und Drehbuchautor
- 1972: Johanna Asklöf, finnische Orientierungsläuferin
- 1972: Marvin Harrison, US-amerikanischer American-Football-Spieler
- 1972: Ulrich Manitz, deutscher Journalist und Medienmanager
- 1972: Isabelle Stoffel, Schweizer Schauspielerin
- 1973: Fatih Akin, deutsch-türkischer Filmregisseur, Drehbuchautor, Schauspieler und Produzent
- 1974: Mario Jeckle, deutscher Informatiker
- 1974: Tatjana Logwin, österreichische Handballspielerin und -trainerin
- 1975: Jan Ammann, deutscher Sänger und Schauspieler
- 1975: Ivan Jurić, kroatischer Fußballspieler und -trainer
- 1975: Petria Thomas, australische Schwimmerin

#### 1976–2000
- 1976: Castro Coleman (Mr. Sipp), US-amerikanischer Gospel- und Bluesmusiker
- 1976: Rachel Eckroth, US-amerikanische Singer-Songwriterin und Keyboarderin

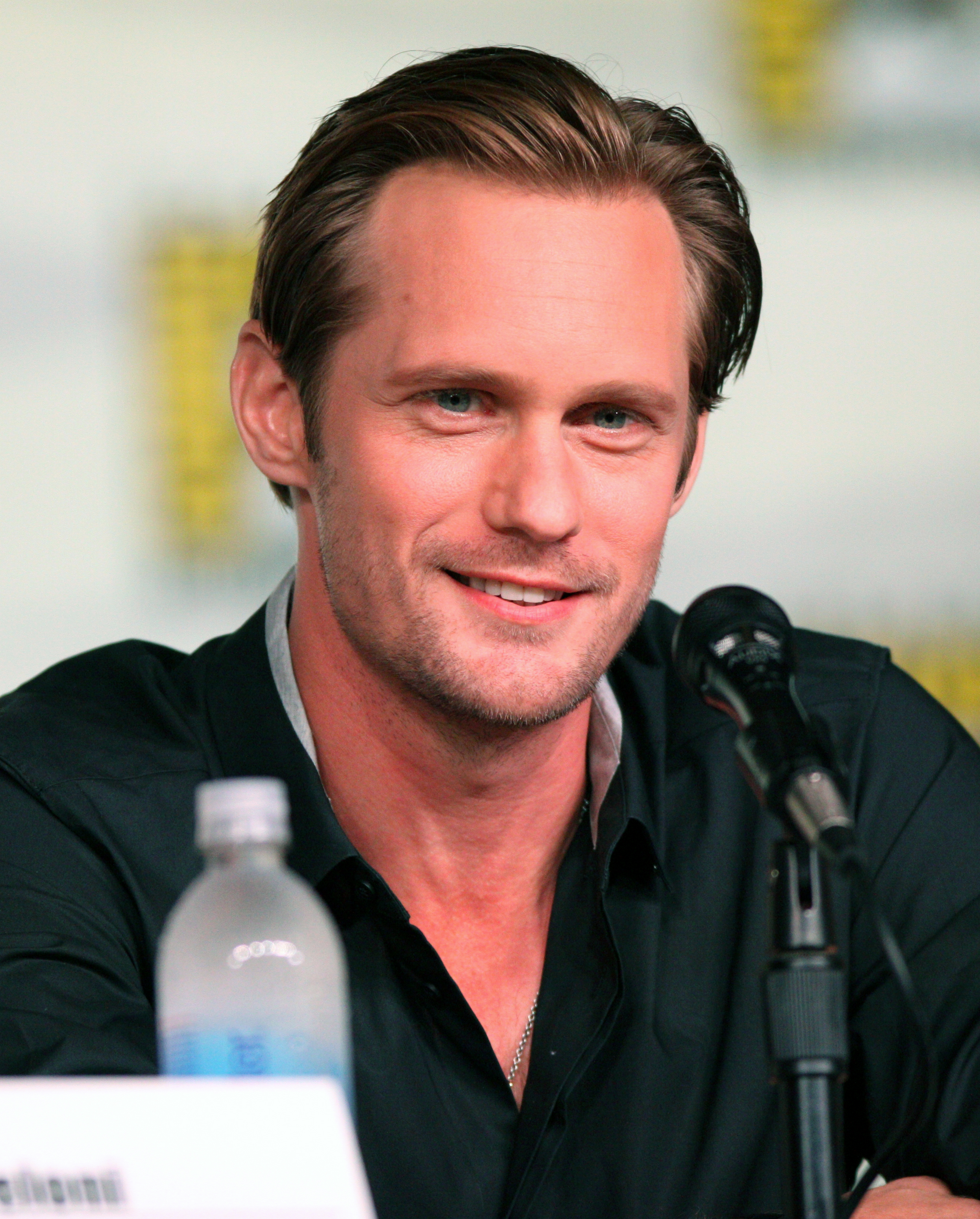
Alexander Skarsgård (* 1976)

- 1976: Alexander Skarsgård, schwedischer Schauspieler
- 1977: Diego Corrales, US-amerikanischer Boxer
- 1977: Andy McDonald, kanadischer Eishockeyspieler
- 1978: Chris, brasilianischer Fußballspieler
- 1978: Kel Mitchell, amerikanischer Schauspieler und Sänger
- 1978: Oliver Roggisch, deutscher Handballspieler
- 1979: Sarah Burrini, deutsch-italienische Comickünstlerin
- 1979: Marlon Harewood, englischer Fußballspieler
- 1979: Philipp Mißfelder, deutscher Politiker, Bundesvorsitzender der Jungen Union
- 1980: Ève Angeli, französische Sängerin
- 1980: Pieter Mertens, belgischer Radrennfahrer
- 1981: Rachel Bilson, US-amerikanische Schauspielerin
- 1981: Shiva Keshavan, indischer Rennrodler
- 1981: Jean-Julien Rojer, Tennisspieler aus Curaçao
- 1982: Emanuel Centurión, argentinischer Fußballspieler
- 1982: Enno Hesse, deutscher Schauspieler
- 1982: Connor James, kanadischer Eishockeyspieler
- 1982: Primož Pikl, slowenischer Skispringer

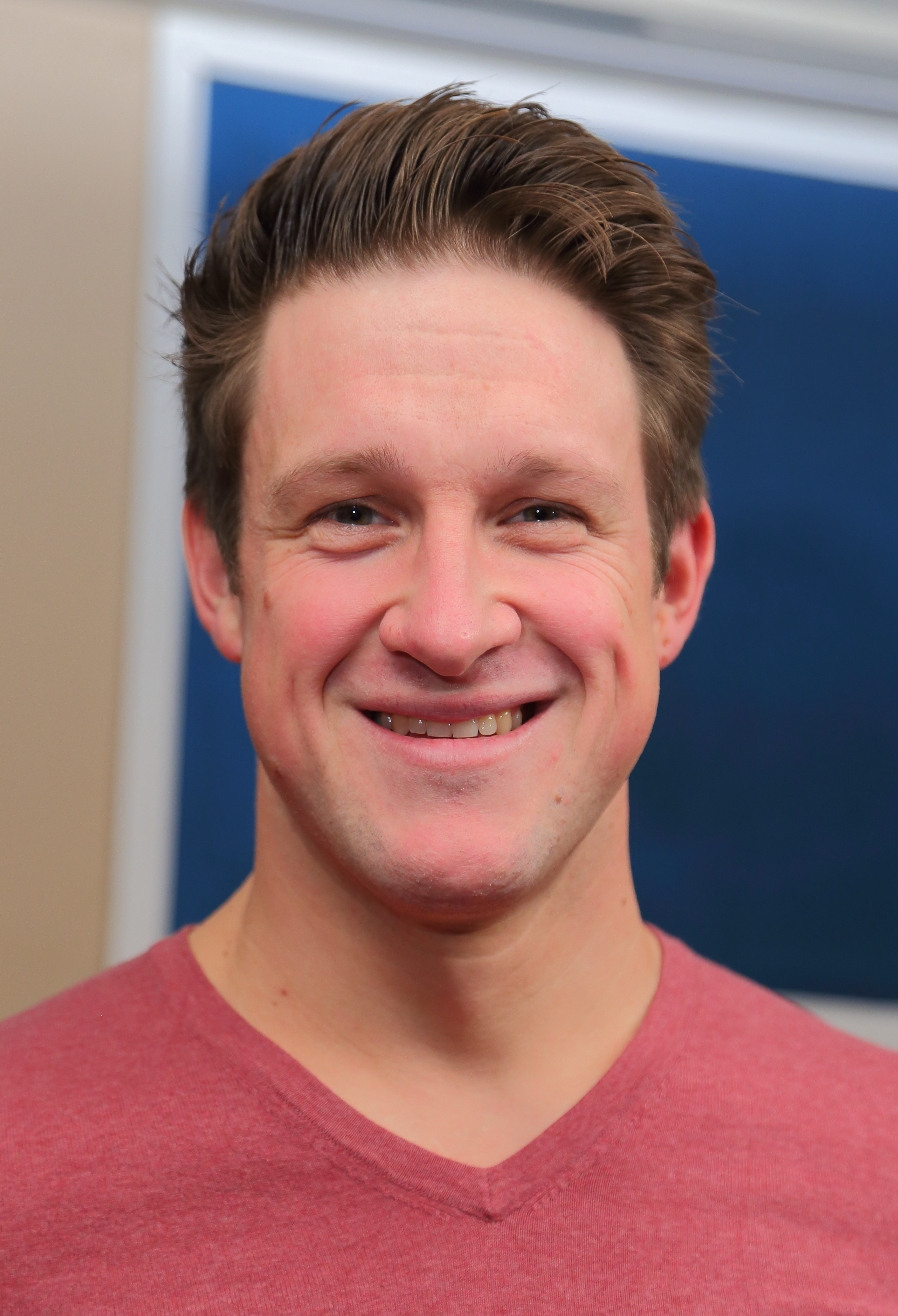
Matthias Steiner (* 1982)

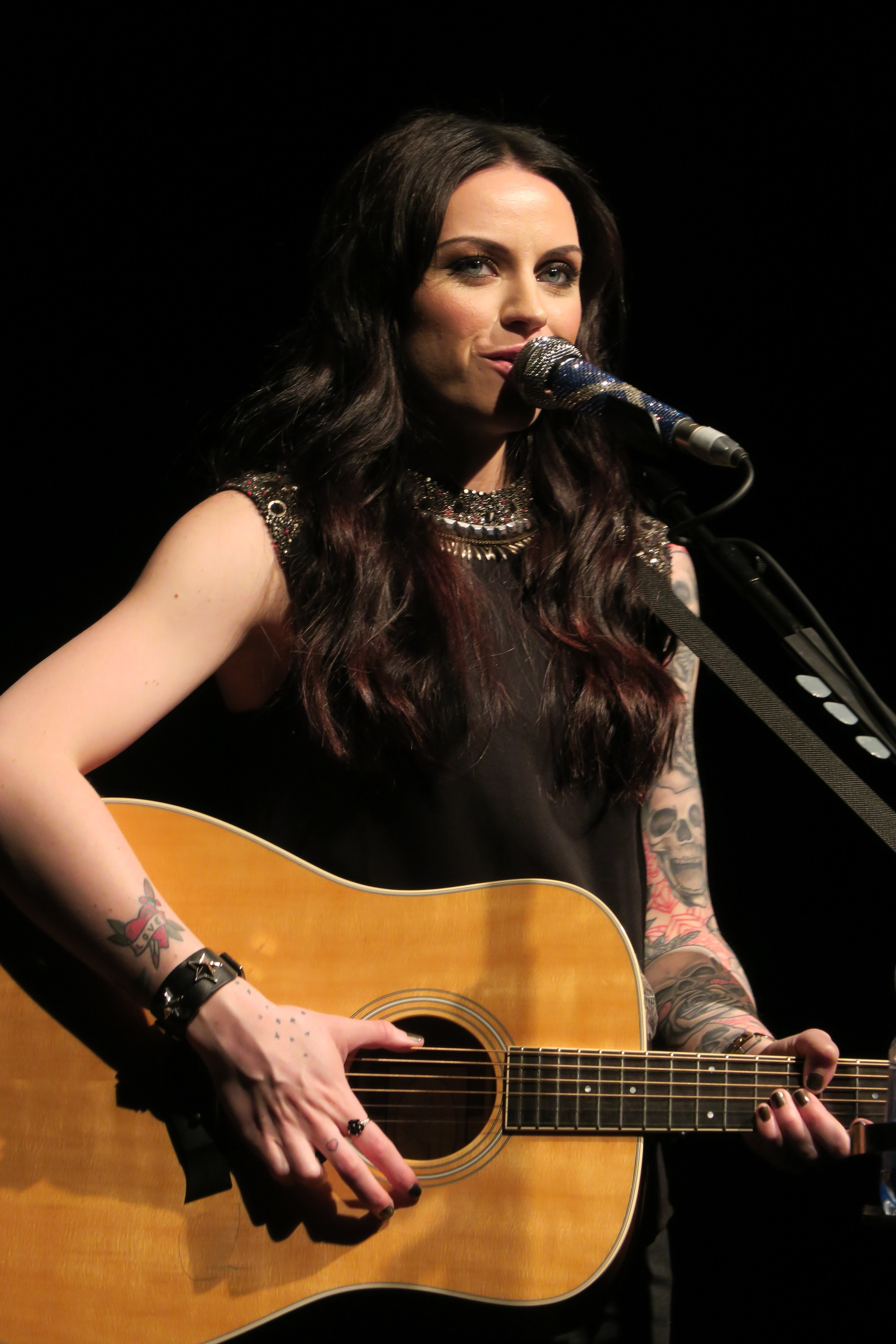
Amy Macdonald (* 1987)

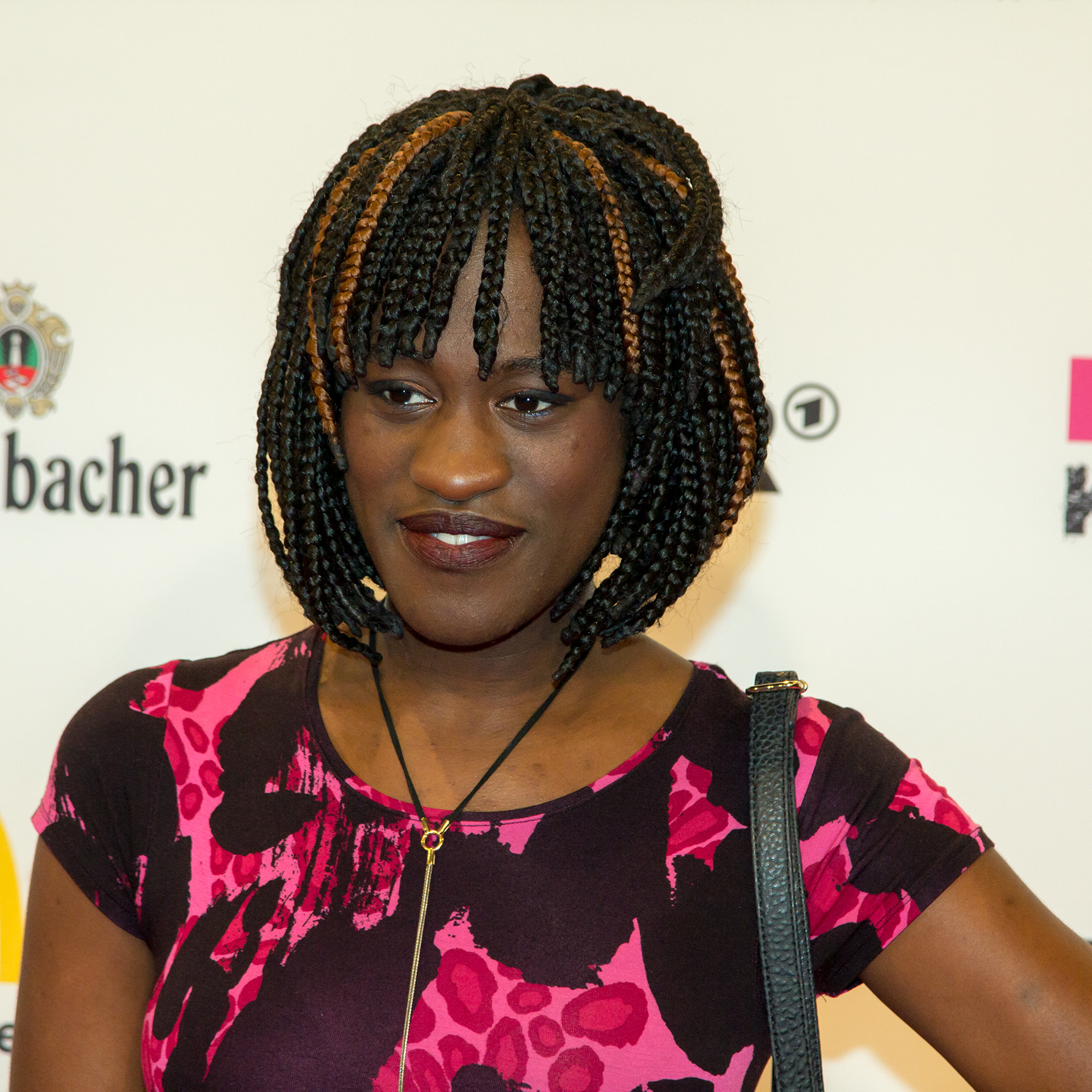
Ivy Quainoo (* 1992)

- 1982: Matthias Steiner, deutscher Gewichtheber, Olympiasieger, Europa- und Weltmeister
- 1983: James Rossiter, britischer Automobilrennfahrer
- 1983: Siniša Ubiparipović, bosnisch-herzegowinischer Fußballspieler
- 1984: Florian Mohr, deutscher Fußballspieler
- 1984: Vladislav Šarišský, slowakischer Komponist und Pianist
- 1984: Kenan Sofuoğlu, türkischer Motorradrennfahrer
- 1985: Fabio Carciola, deutscher Eishockeyspieler
- 1985: Wynter Gordon, US-amerikanische Sängerin und Liedtexterin
- 1985: Raffaela Schaidreiter, österreichische Radio- und TV-Journalistin
- 1987: Ollie Hancock, britischer Rennfahrer
- 1987: Blake Lively, US-amerikanische Schauspielerin und It-Girl
- 1987: Amy Macdonald, britische Singer-Songwriterin
- 1987: Chloe Pirrie, schottische Schauspielerin
- 1988: Ange Atsé, ivorische Fußballspielerin
- 1988: Mustafa Hadid, afghanischer Fußballspieler
- 1988: Merlin Leonhardt, deutscher Schauspieler
- 1989: Bahadir Incilli, deutscher Fußballspieler
- 1990: Scott Andrews, australischer Autorennfahrer
- 1991: Markus Fuchs, deutscher Handballspieler
- 1991: Gershon Koffie, ghanaischer Fußballspieler
- 1992: Angelica Mandy, britische Schauspielerin
- 1992: Ivy Quainoo, deutsch-ghanaische Sängerin
- 1993: Hannah Stevenson, britische Skeletonpilotin
- 1994: Anne Mette Hansen, dänische Handballspielerin
- 1996: Donis Avdijaj, kosovarisch-deutscher Fußballspieler
- 1996: Henrik Törnqvist, schwedischer Eishockeyspieler
- 1997: Jaylinn Hawkins, US-amerikanischer American-Football-Spieler
- 1997: Bryana Salaz, US-amerikanische Schauspielerin und Sängerin
- 1998: China Anne McClain, US-amerikanische Schauspielerin und Sängerin
- 1998: Léo Anguenot, französischer Skirennläufer
- 1999: Leon Vockensperger, deutscher Snowboarder

### 21. Jahrhundert
- 2003: Jonas Schuster, österreichischer Skispringer
- 2006: Andrea Kimi Antonelli, italienischer Automobilrennfahrer

## Gestorben

### Vor dem 17. Jahrhundert
- 0359: Iunius Bassus Theotecnius, römischer Politiker
- 0383: Gratian, römischer Kaiser im Westen
- 0471: Gennadios I., Patriarch von Konstantinopel
- 0591: Aredius von Limoges, französischer Abt
- 0811: Egino von Konstanz, Bischof
- 0985: Dietrich von Haldensleben, Graf im Schwabengau und im Nordthüringgau, Markgraf der Nordmark und Graf im Derlingau
- 1036: Pilgrim von Köln, Erzbischof des Erzbistums Köln, Erzkanzler von Italien
- 1148: Adalbero von Bremen, Erzbischof von Bremen und Hamburg

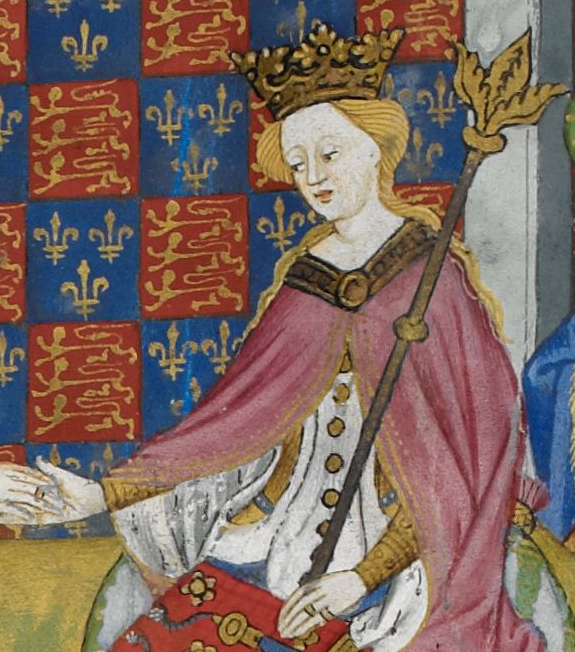
Margarete von Anjou († 1482)

- 1192: Hugo III., Herzog von Burgund
- 1192: Wichmann von Seeburg, Erzbischof von Magdeburg
- 1233: Berthold von Helfenstein, Bischof von Chur
- 1248: Heinrich von Tanne, Fürstbischof von Konstanz
- 1251: Gunner, dänischer Geistlicher und Bischof des Bistums Viborg, Hauptverfasser des Jütischen Rechts
- 1258: Georg Muzalon, Berater des byzantinischen Exil-Kaisers Theodor II. Laskaris
- 1270: Alfons von Brienne, Graf von Eu
- 1270: Ludwig IX., König von Frankreich
- 1282: Thomas de Cantilupe, englischer Lordkanzler und Bischof von Hereford
- 1298: Albrecht II., Herzog von Sachsen-Wittenberg und Kurfürst des Heiligen Römischen Reiches
- 1330: James Douglas of Douglas, schottischer Heerführer und Adliger
- 1330: William Sinclair, schottischer Ritter

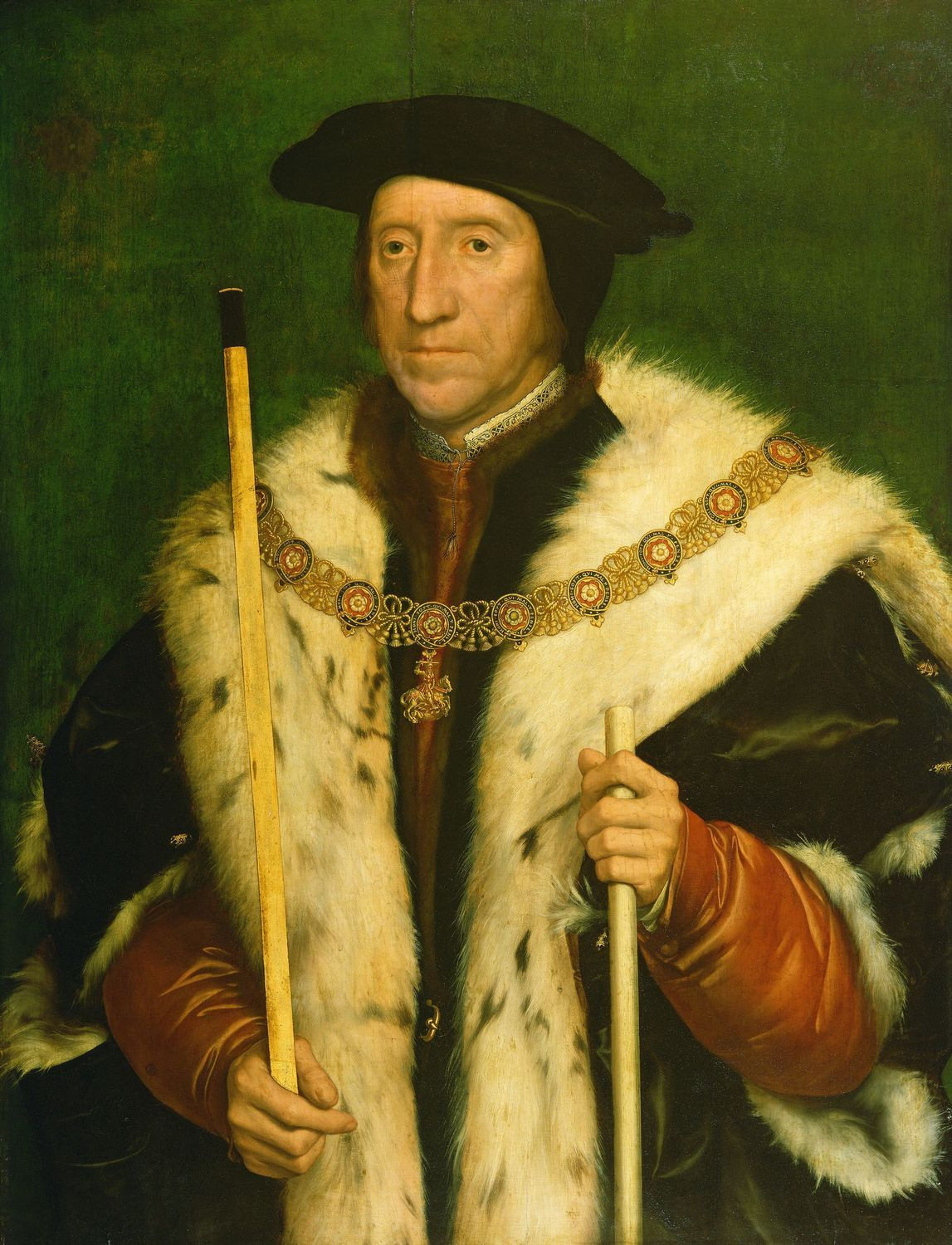
Thomas Howard († 1554)

- 1339: Henry de Cobham, 1. Baron Cobham, englischer Adliger und Politiker
- 1346: Rudolf, Herzog von Lothringen
- 1368: Engelbert III. von der Mark, Erzbischof von Köln
- 1482: Protasius von Boskowitz und Černahora, Bischof von Olmütz
- 1482: Margarete von Anjou, Adelige aus dem Hause Valois-Anjous, Ehegattin von Heinrich VI., englische Königin, Beteiligte der Rosenkriege
- 1497: Johann von Tiefen, Hochmeister des Deutschen Ordens
- 1504: Ludovico Podocathor, italienischer Kardinal
- 1551: Christoph Schappeler, Schweizer Bauernführer, reformierter Theologe und Reformator
- 1554: Thomas Howard, 3. Duke of Norfolk, englischer Staatsmann
- 1572: Christoph Lasius, deutscher evangelischer Theologe
- 1592: Fleurette de Nérac, französische Mätresse
- 1592: Wilhelm IV., Landgraf von Hessen-Kassel
- 1600: Hosokawa Gracia, japanische Fürstin und Christin

### 17./18. Jahrhundert

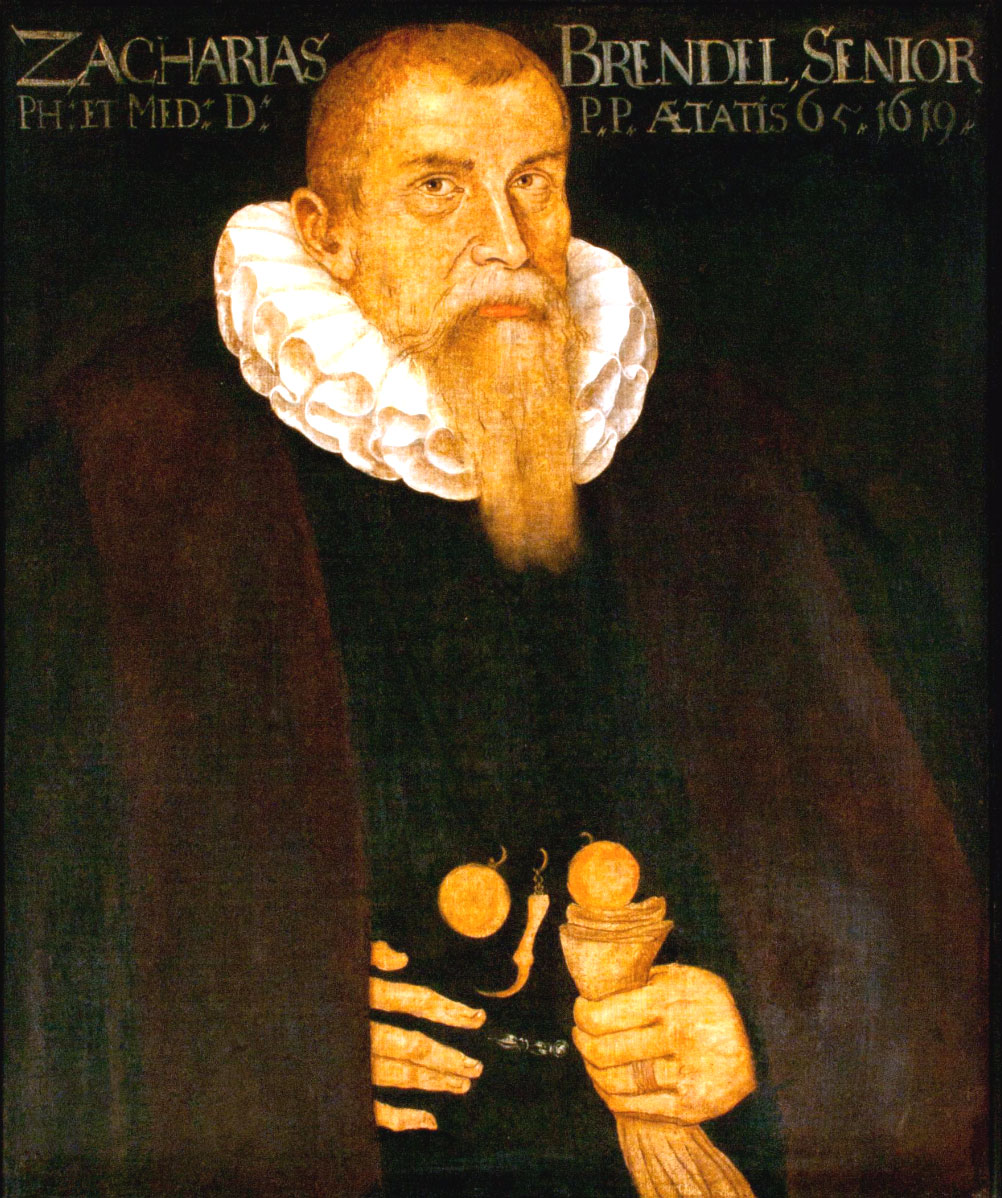
Zacharias Brendel († 1626)

- 1610: Johann Debel, deutscher Philologe und lutherischer Theologe
- 1626: Zacharias Brendel der Ältere, deutscher Philosoph, Physiker, Mediziner und Botaniker
- 1628: Bernhardine zur Lippe, Gräfin zu Leiningen-Leiningen
- 1632: Thomas Dekker, englischer Dramatiker

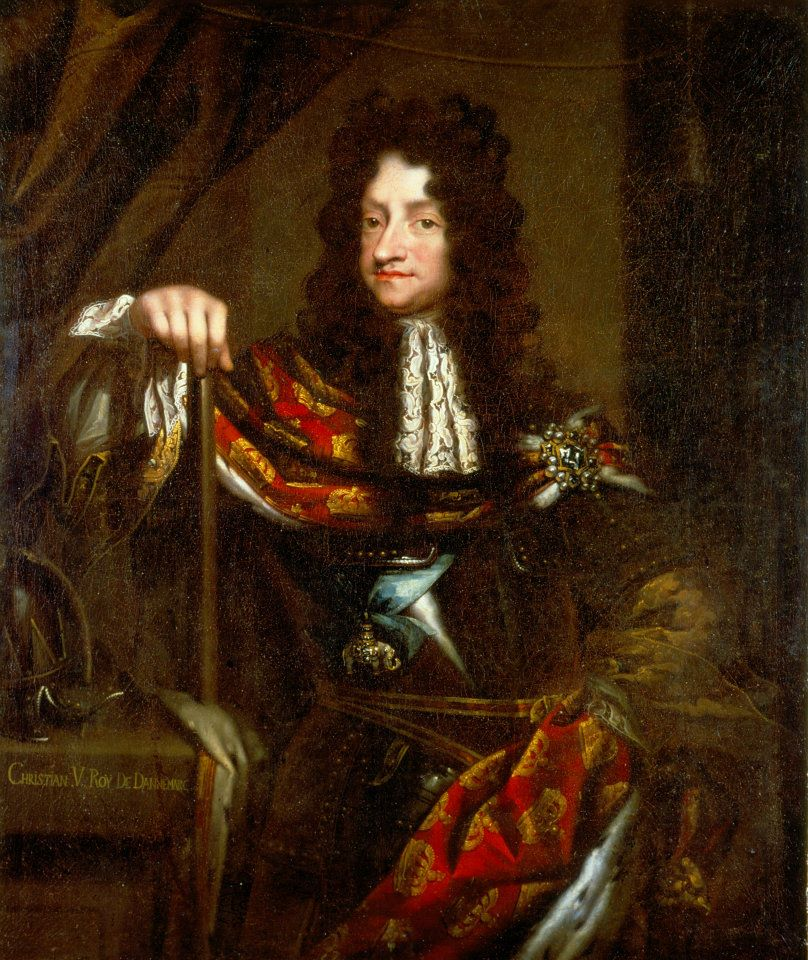
Christian V. († 1699)

- 1654: Maria Schnökel, Opfer der Hexenverfolgung in Rinteln
- 1673: John Theyer, englischer Rechtsanwalt, Schriftsteller und Antiquar
- 1685: Francisco de Herrera der Jüngere, spanischer Maler und Architekt
- 1688: Henry Morgan, englischer Pirat und Gouverneur von Jamaika
- 1691: Philipp Karl Franz von Arenberg, Herzog von Arenberg und Herzog von Aarschot
- 1693: Johann Christoph Bach, deutscher Violinist
- 1699: Christian V., König von Dänemark und Norwegen
- 1702: Friedrich Nitzsch, deutscher Mathematiker und Rechtswissenschaftler

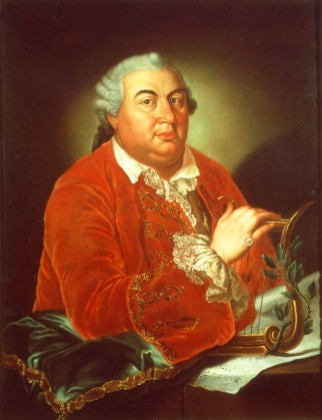
Niccolò Jommelli († 1774)

- 1713: Ludovico Roncalli, italienischer Edelmann und Komponist
- 1734: Miguel Jacinto Meléndez, spanischer Maler
- 1742: Carlos Seixas, portugiesischer Komponist
- 1749: Anton Passauer, Anführer der bayerischen Volkserhebung von 1705
- 1751: Christian Friedrich Rolle, deutscher Komponist und Organist
- 1761: Johann Georg Geret, deutscher evangelischer Theologe und Pädagoge
- 1768: Johann Conrad Seekatz, deutscher Maler
- 1770: Thomas Chatterton, britischer Dichter
- 1774: Niccolò Jommelli, italienischer Komponist
- 1776: David Hume, britischer Philosoph, Ökonom und Historiker aus Schottland
- 1782: Marianne Auenbrugger, österreichische Pianistin und Komponistin
- 1791: Pietro Domenico Paradies, italienischer Komponist
- 1793: Johann Christian Wernsdorf I., deutscher Schriftsteller, Dichter und Rhetoriker
- 1794: Leopold August Abel, deutscher Geiger, Komponist und Maler
- 1797: Thomas Chittenden, US-amerikanischer Politiker, 1. Gouverneur von Vermont
- 1797: Jean-Baptiste Louvet de Couvray, französischer Politiker
- 1799: John Arnold, britischer Uhrmacher und Erfinder

### 19. Jahrhundert
- 1805: William Henry, 1. Duke of Gloucester and Edinburgh, britischer Adliger und Feldmarschall, Mitglied der Königsfamilie
- 1805: Joseph Roos, deutscher Maler
- 1807: Jean-Étienne-Marie Portalis, französischer Jurist und Rechtsphilosoph, Kultusminister

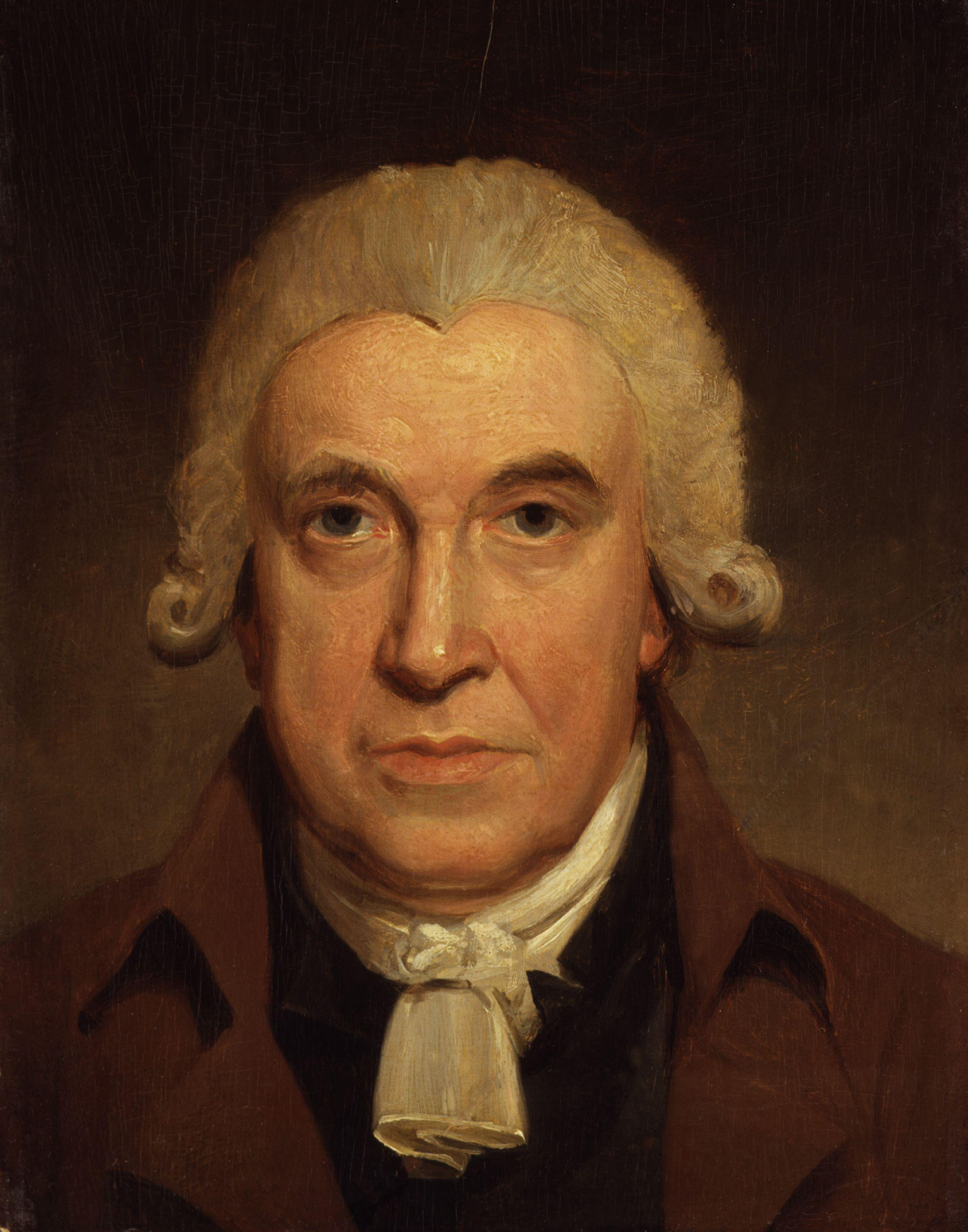
James Watt († 1819)

- 1819: James Watt, schottischer Erfinder, der die Dampfmaschine wesentlich verbesserte
- 1822: Wilhelm Herschel, deutsch-britischer Astronom, Musiker und Komponist
- 1836: Christoph Wilhelm Hufeland, deutscher Arzt, Sozialhygieniker und Volkserzieher
- 1840: Karl Immermann, deutscher Schriftsteller, Lyriker und Dramatiker
- 1842: Jérôme-Joseph de Momigny, belgisch-französischer Komponist und Musiktheoretiker
- 1846: Giuseppe Acerbi, italienischer Reisender und Naturforscher
- 1846: Gabriel Lory der Jüngere, Schweizer Landschaftsmaler, Radierer und Aquarellist
- 1849: Adele Schopenhauer, deutsche Schriftstellerin
- 1853ː Antonie Erhartt, österreichische Theaterschauspielerin und Opernsängerin (Sopran)
- 1860: Johan Ludvig Heiberg, dänischer Dichter und Kritiker
- 1862: Jean-Pierre Sylvestre de Grateloup, französischer Arzt und Naturforscher
- 1864: Johann Peter Weyer, deutscher Architekt und Kunstsammler, Stadtbaumeister von Köln
- 1867: Michael Faraday, britischer Physiker und Chemiker

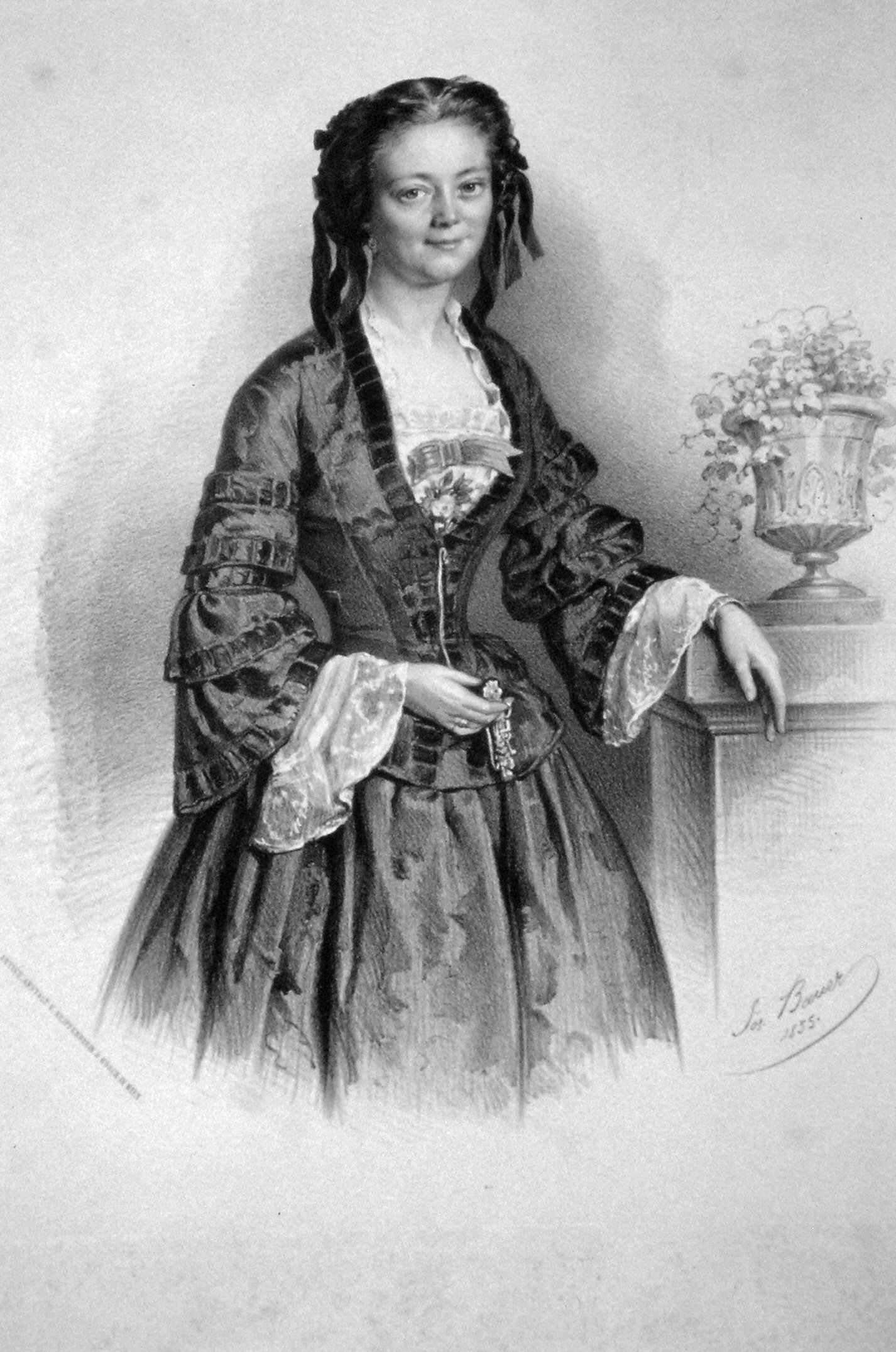
Charlotte Birch-Pfeiffer († 1868)

- 1868: Charlotte Birch-Pfeiffer, deutsche Schauspielerin und Schriftstellerin
- 1868: Jacob van Lennep, niederländischer Schriftsteller
- 1882: Friedrich Reinhold Kreutzwald, estnischer Arzt und Schriftsteller
- 1883: Hermann Müller, deutscher Botaniker, Entdecker der Coevolution
- 1888: Carl Erdmann Heine, deutscher Rechtsanwalt, Unternehmer und Industriepionier
- 1889ː Julie Herrmann, deutsche Schauspielerin
- 1893: Antonio Bossi, Schweizer Jurist und Politiker, Nationalrat
- 1895: Karl Ernst Georges, deutscher Altphilologe, Lehrer und Lexikograf
- 1896: Enrico Nencioni, italienischer Lyriker und Literaturkritiker
- 1896: Hamad ibn Thuwaini ibn Said, Sultan von Sansibar

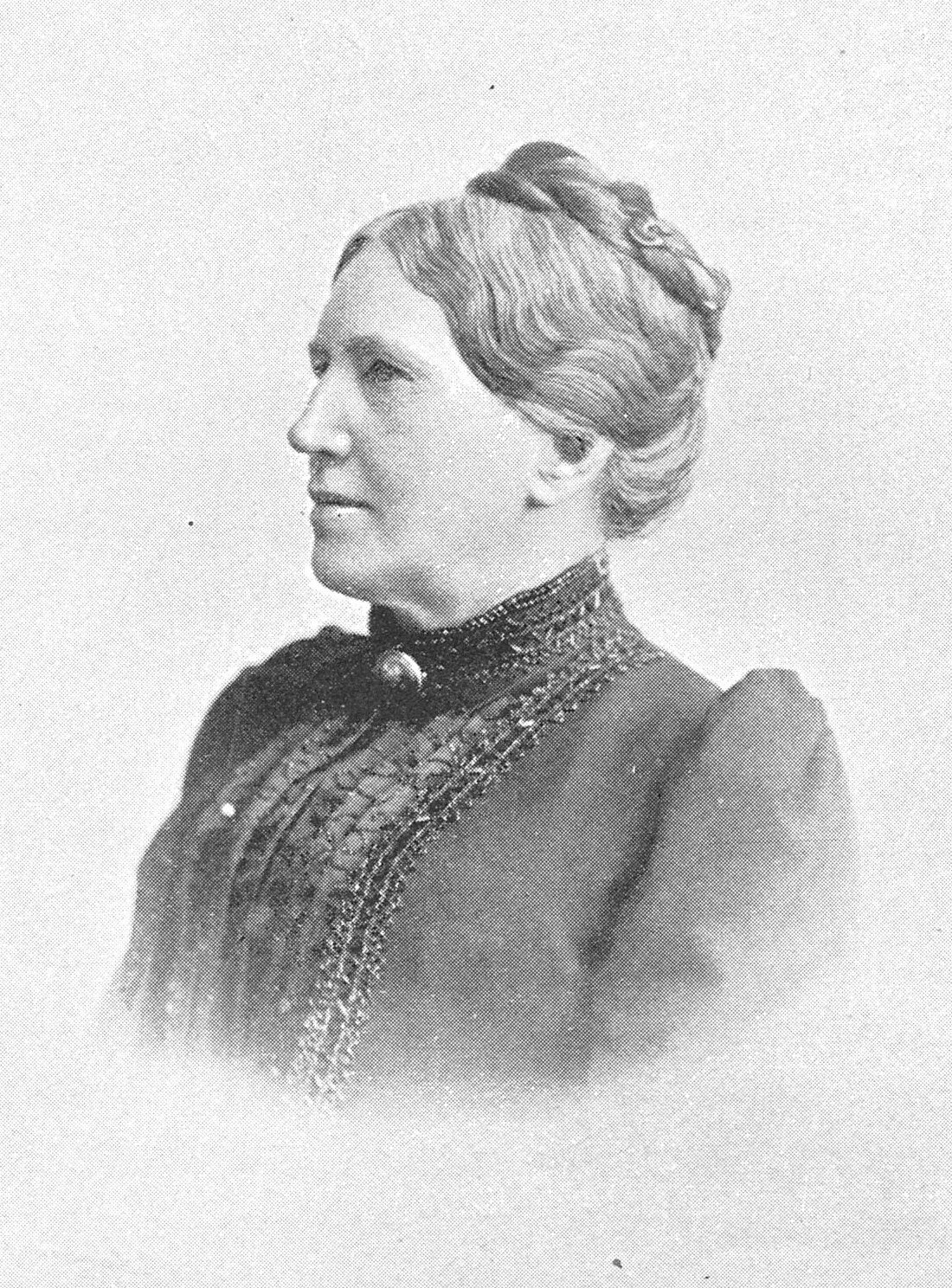
Henriette Schrader-Breymann († 1899)

- 1899ː Henriette Schrader-Breymann, deutsche Pädagogin, Gründerin von Bildungs- und Erziehungsinstitutionen
- 1900ː Hulda Emilie Klotz, deutsche Theaterschauspielerin
- 1900: Friedrich Nietzsche, deutscher Philosoph

### 20. Jahrhundert

#### 1901–1950

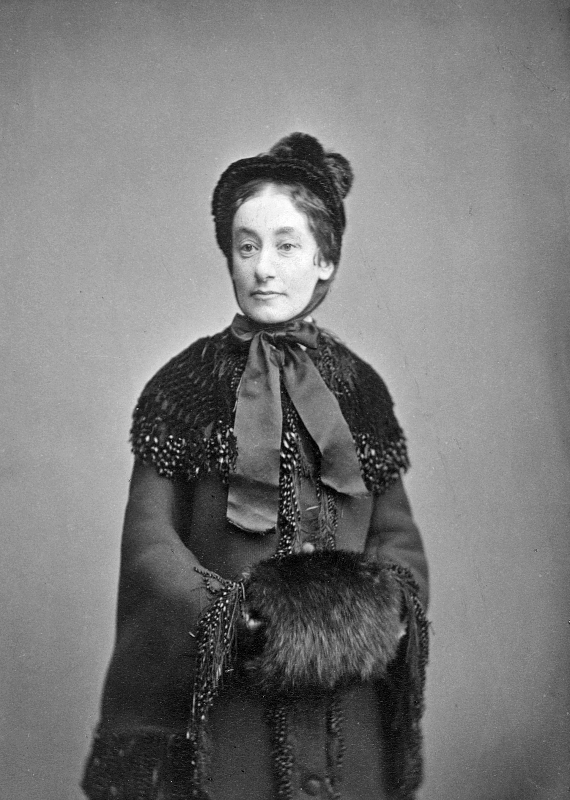
Marie von Najmájer († 1904)
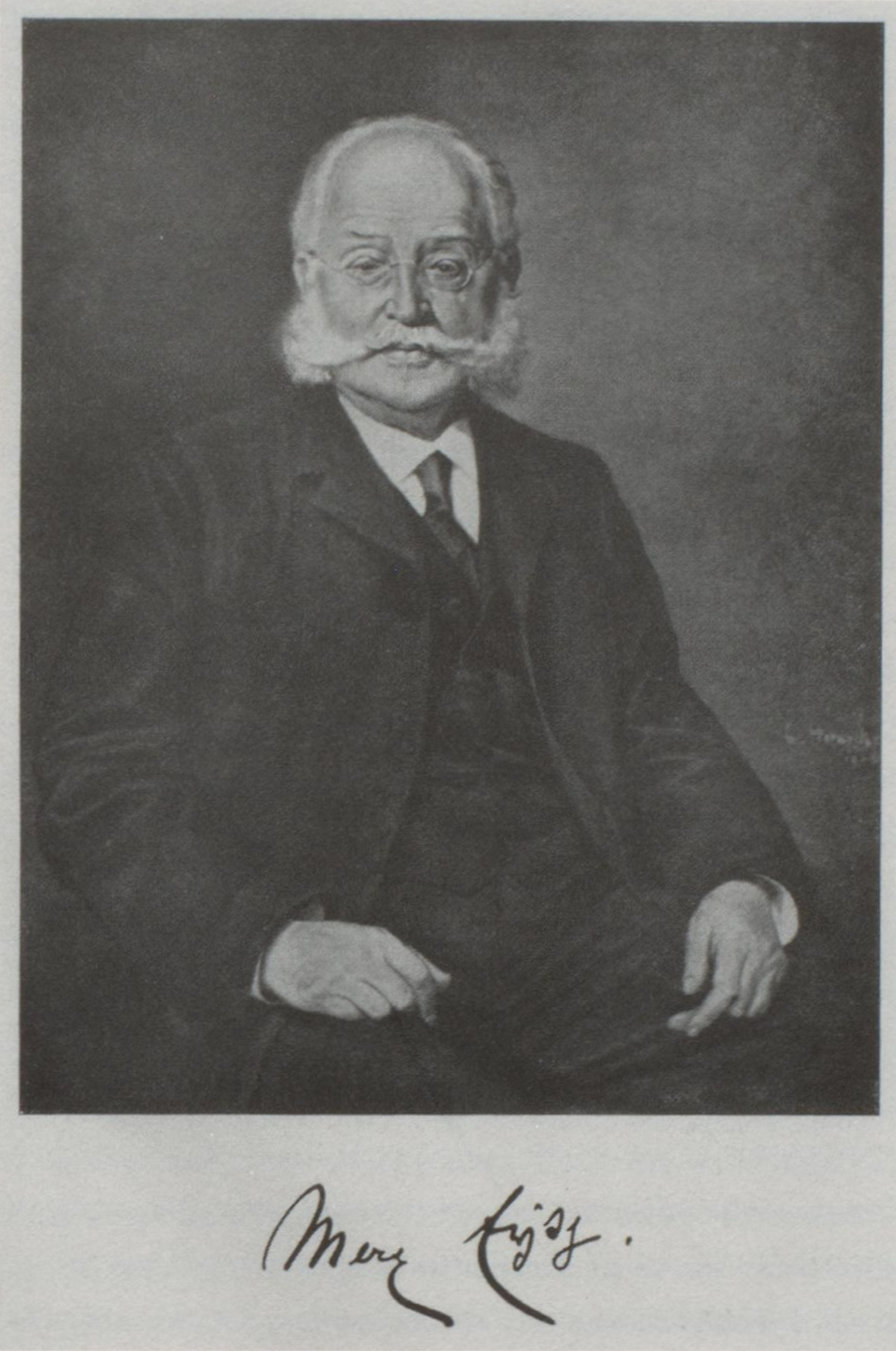
Max Eyth († 1906)

- 1902: Heinrich von Mendel-Steinfels, preußischer Landesökonomierat, MdL
- 1904: Marie Bach, Schweizer Schriftstellerin
- 1904: Henri Fantin-Latour, französischer Maler und Lithograf
- 1904: Marie von Najmájer, österreichische Schriftstellerin
- 1906: Max Eyth, deutscher Ingenieur und Schriftsteller
- 1906: Stevan Sremac, serbischer Schriftsteller
- 1908: Henri Becquerel, französischer Physiker, Entdecker der Radioaktivität, Nobelpreisträger
- 1909: Bessarion Dschugaschwili, Vater von Josef Stalin
- 1915: Amalie Marby, deutsche Schriftstellerin
- 1919: Viktor Knorre, russischer Astronom
- 1924: Ludvík Aust, österreichischer Politiker, Abgeordneter zum Österreichischen Abgeordnetenhaus
- 1925: Franz Conrad von Hötzendorf, österreichischer Militär, Chef des Generalstabes, Feldmarschall
- 1925: Kazimierz Morawski, polnischer Philologe, Historiker und Übersetzer

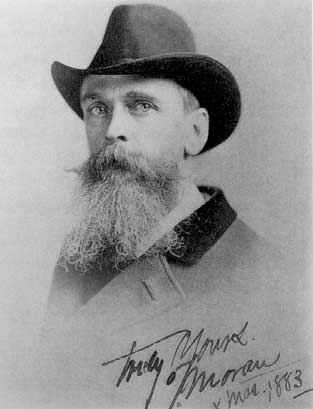
Thomas Moran († 1926)
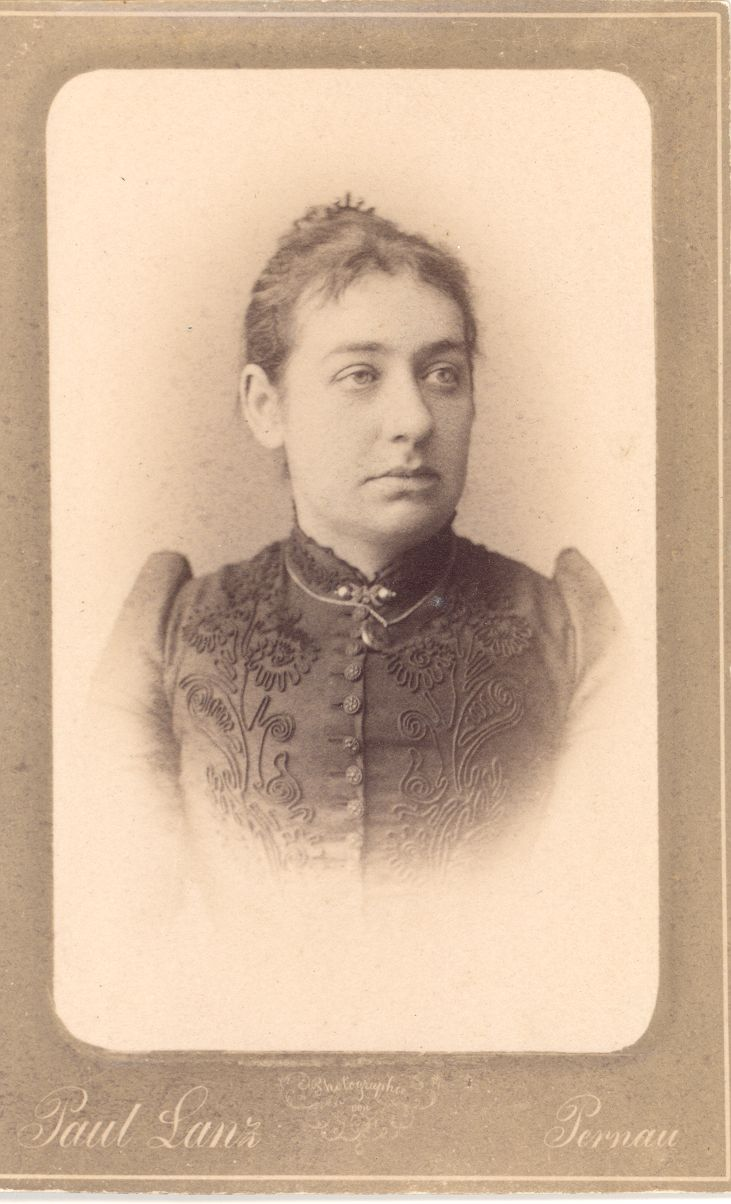
Elisabeth Aspe († 1927)
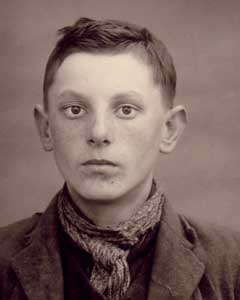
Walerian Wróbel († 1942)

- 1926: Thomas Moran, US-amerikanischer Landschaftsmaler (Hudson River School)
- 1927: Elisabeth Aspe, estnische Schriftstellerin
- 1928: Alfred Meyer-Waldeck, deutscher Marineoffizier, Gouverneur des deutschen Schutzgebietes Kiautschou
- 1934: Martin Seydel, deutscher Musikwissenschaftler, Stimmbildner und Philosoph
- 1935: Thomas Alva Edison jr., US-amerikanischer Erfinder
- 1935: Frank H. Hitchcock, US-amerikanischer Politiker, Minister
- 1936: Lew Borissowitsch Kamenew, russischer bzw. sowjetischer Politiker, Opfer der Stalinschen Säuberungen
- 1936: Grigori Jewsejewitsch Sinowjew, sowjetischer Politiker, Mitglied im Politbüro der KPdSU, Opfer der Stalinschen Säuberungen
- 1936: Iwan Smirnow, sowjetischer Politiker, Opfer der Stalinschen Säuberungen
- 1937: Jean Paul Richter, deutscher Kunsthistoriker
- 1939: Jan Vos, niederländischer Fußballspieler
- 1941: Gholamali Bayandor, iranischer Marineoffizier
- 1942: Panajot Pipkow, bulgarischer Komponist
- 1942: Walerian Wróbel, polnischer Zwangsarbeiter
- 1944: Teresio Martinoli, italienischer Jagdflieger im Zweiten Weltkrieg
- 1944: Joseph Paul, französischer Autorennfahrer
- 1945: Pierre Mesnel, französischer Autorennfahrer
- 1948: Hermann Gieseler, deutscher Gewerkschaftsfunktionär
- 1950: Dezyderiusz Danczowski, polnischer Cellist und Musikpädagoge

#### 1951–2000

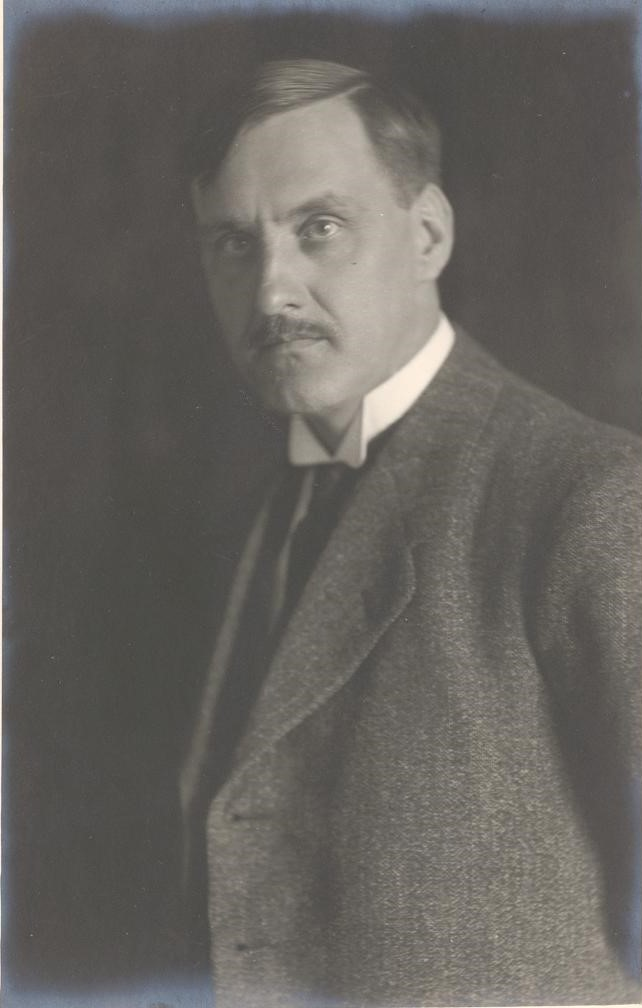
Hans Eduard Fierz († 1953)

- 1953: Hans Eduard Fierz, Schweizer Chemiker
- 1955: Albert Ouriou, französischer Autorennfahrer
- 1955: Heinrich Spoerl, deutscher Schriftsteller
- 1956: Alfred Charles Kinsey, US-amerikanischer Sexualforscher
- 1956: Robert Oppenheim, deutscher Privatbankier
- 1957: Leo Perutz, österreichischer Schriftsteller
- 1958: Leo Blech, deutscher Komponist und Dirigent
- 1958: Leo Scheu, österreichischer Maler, Grafiker und Eisläufer
- 1960: Raymond Abrashkin, US-amerikanischer Schriftsteller, Drehbuchautor und Regisseur
- 1961: Rudolf Meier, deutscher Politiker

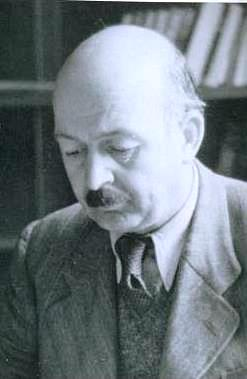
Josef Afritsch († 1964)

- 1964: Josef Afritsch, österreichischer Gartentechniker und Politiker
- 1966: Wolfgang Langhoff, deutscher Schauspieler, Regisseur und Kommunist
- 1967: Stanley Bruce, australischer Politiker und Diplomat, Premierminister
- 1967: George Lincoln Rockwell, US-amerikanischer Neonazi und Politiker, Gründer der American Nazi Party
- 1968ː Helene Holzman, deutsche Malerin, Gerechte unter den Völkern
- 1970: Max Abegglen, Schweizer Fußballspieler
- 1972: Juan Carlos Paz, argentinischer Komponist und Musikpublizist
- 1972: Helmut Sündermann, deutscher Publizist
- 1973: Karl-Hermann Flach, deutscher Journalist und Politiker
- 1974: Caberto Conelli, italienischer Adliger und Automobilrennfahrer
- 1978: Herbert Kitzel, deutscher Künstler

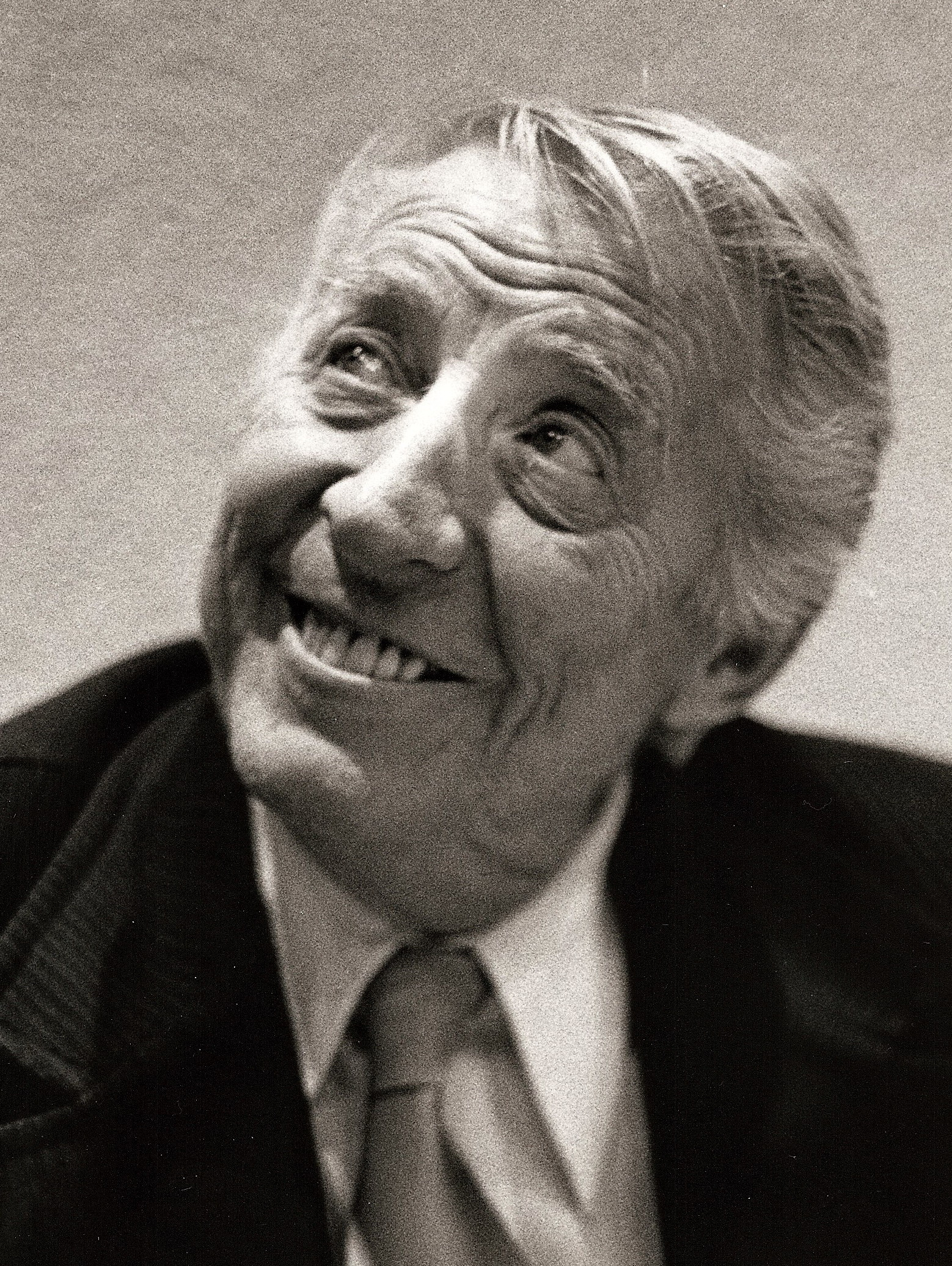
Stan Kenton († 1979)

- 1979: Stan Kenton, US-amerikanischer Jazzpianist und -komponist
- 1982: Kurt Diedrich, deutscher Schulmann und Sachbuchautor
- 1984: Truman Capote, US-amerikanischer Schriftsteller
- 1984: Rudolf Harms, deutscher Schriftsteller
- 1985: Ernst Aust, deutscher Politiker
- 1986: Merle Montgomery, US-amerikanische Komponistin, Pianistin und Musikpädagogin
- 1987: Erik Arnberger, österreichischer Kartograf
- 1987: Siegfried Fornaçon, deutscher Theologe und Schifffahrtsforscher
- 1987: Otto Höfler, österreichischer Germanist
- 1987: Tokio Kumagaï, japanischer Schuh- und Modedesigner
- 1987: Willi Weyer, deutscher Sportfunktionär

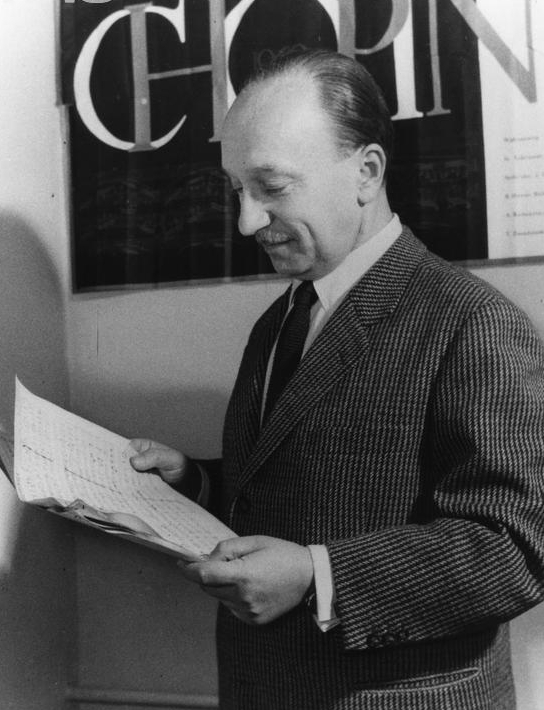
Roman Palester († 1989)

- 1989: Roman Palester, polnischer Komponist
- 1990: Morley Callaghan, kanadischer Schriftsteller
- 1990: David Hampshire, britischer Autorennfahrer
- 1991: Shibaki Yoshiko, japanische Schriftstellerin
- 1996: Reinhard Libuda, deutscher Fußballspieler
- 1997: Manolo Monterrey, venezolanischer Sänger und Komponist
- 1997: Robert Pinget, Schweizer Schriftsteller
- 1997: Camilla Spira, deutsche Schauspielerin
- 1999: Richard Arlt, deutscher Widerstandskämpfer gegen den Nationalsozialismus, Gewerkschafter und Bergbau-Ingenieur
- 1999: Georg Thomalla, deutscher Schauspieler
- 2000: Carl Barks, US-amerikanischer Maler, Cartoonist und Texter
- 2000: Jack Nitzsche, US-amerikanischer Pianist und Komponist

### 21. Jahrhundert

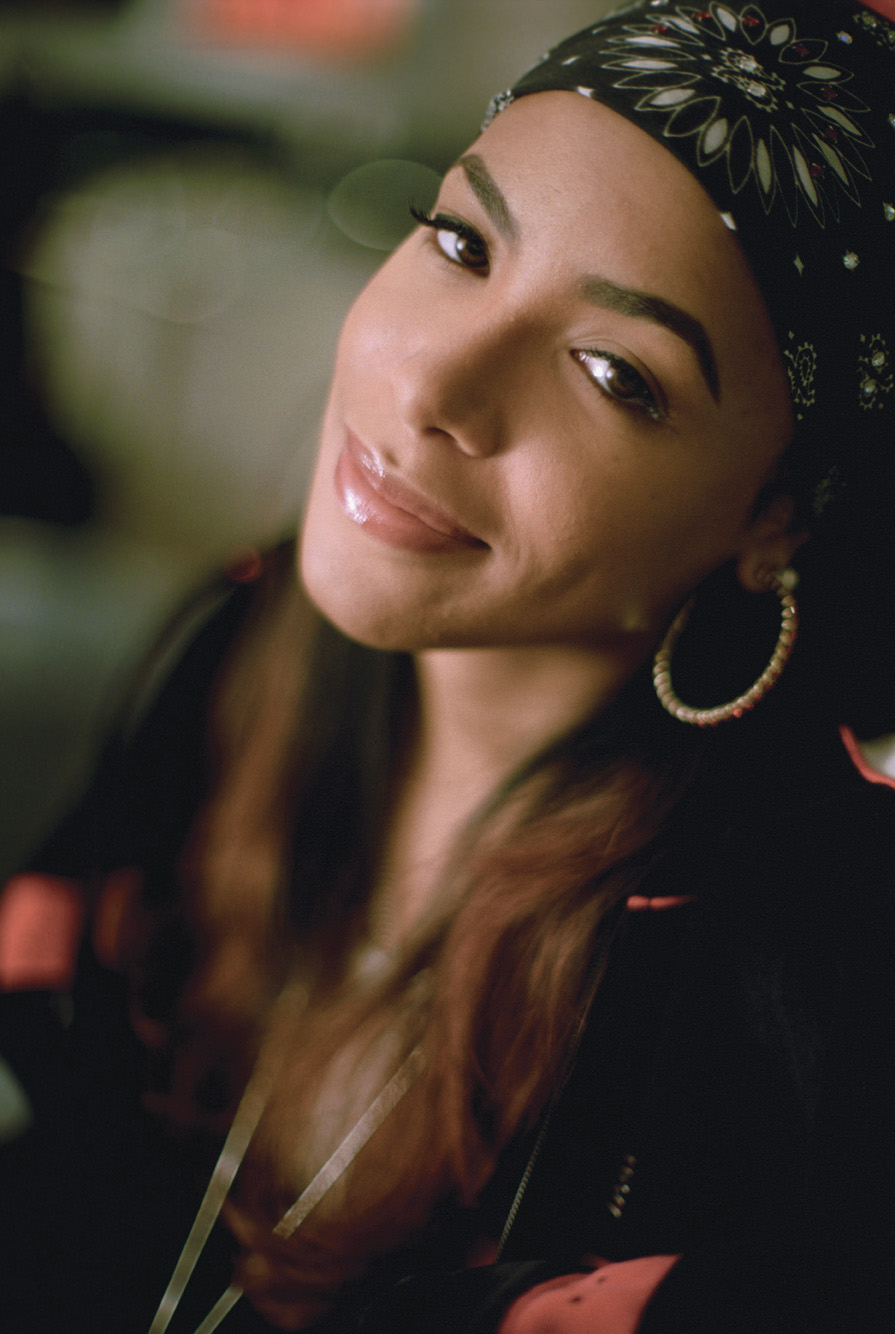
Aaliyah († 2001)

- 2001: Aaliyah, US-amerikanische R&B-Sängerin
- 2002: William Warfield, US-amerikanischer Sänger (Bassbariton)
- 2004: Don Ashton, britischer Architekt, Filmarchitekt und Ausstatter
- 2004: Carl Szokoll, österreichischer Filmproduzent und Autor
- 2005: Ruth Aaronson Bari, US-amerikanische Mathematikerin
- 2005: Peter Glotz, deutscher Politiker, Publizist und Kommunikationswissenschaftler, MdL, Senator, MdB
- 2005: Terence Morgan, britischer Schauspieler
- 2006: John Blankenstein, niederländischer Fußballschiedsrichter
- 2006: Noor Hassanali, Präsident von Trinidad und Tobago
- 2007: Raymond Barre, französischer Politiker und Wirtschaftswissenschaftler
- 2007: Edouard Gagnon, kanadischer Ordensgeistlicher, Kurienkardinal
- 2008: Peter Bolton, britischer Autorennfahrer
- 2008: Pehr Henrik Nordgren, finnischer Komponist
- 2008: Josef Tal, israelischer Komponist

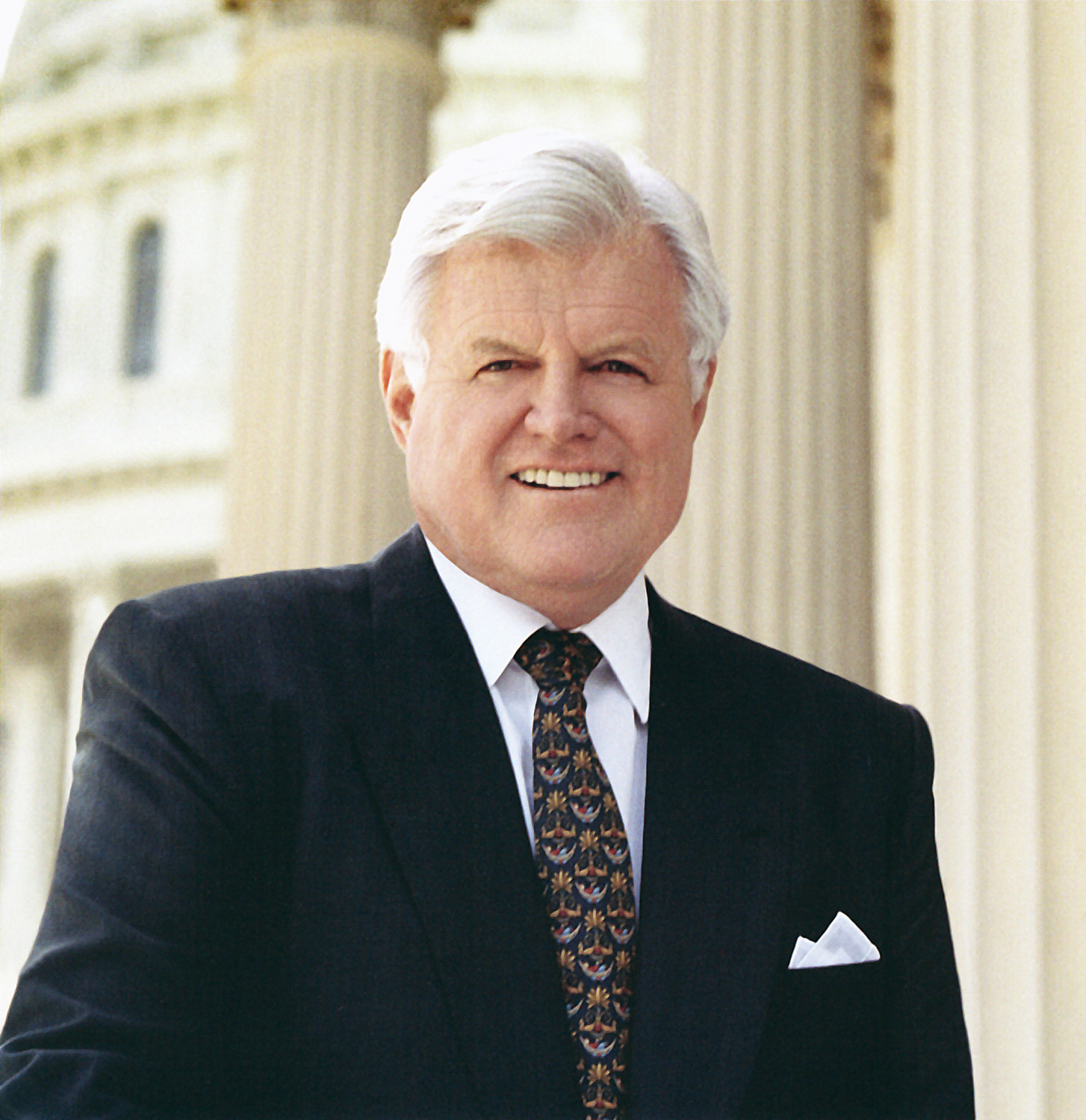
Edward Kennedy († 2009)

- 2009: Edward Kennedy, US-amerikanischer Politiker, Senator von Massachusetts
- 2012: Florencio Amarilla, paraguayischer Fußballspieler und Schauspieler
- 2012: Neil Armstrong, US-amerikanischer Astronaut, erster Mensch auf dem Mond
- 2013: Gilmar, brasilianischer Fußballspieler
- 2013: Katja Paryla, deutsche Schauspielerin
- 2014: Karl Molitor, Schweizer Skirennfahrer
- 2014: Antônio Ermírio de Moraes, brasilianischer Unternehmer
- 2015: Peter Arens, schweizerischer Schauspieler und Theaterregisseur
- 2015: Sergio Arce Martínez, kubanischer Theologe

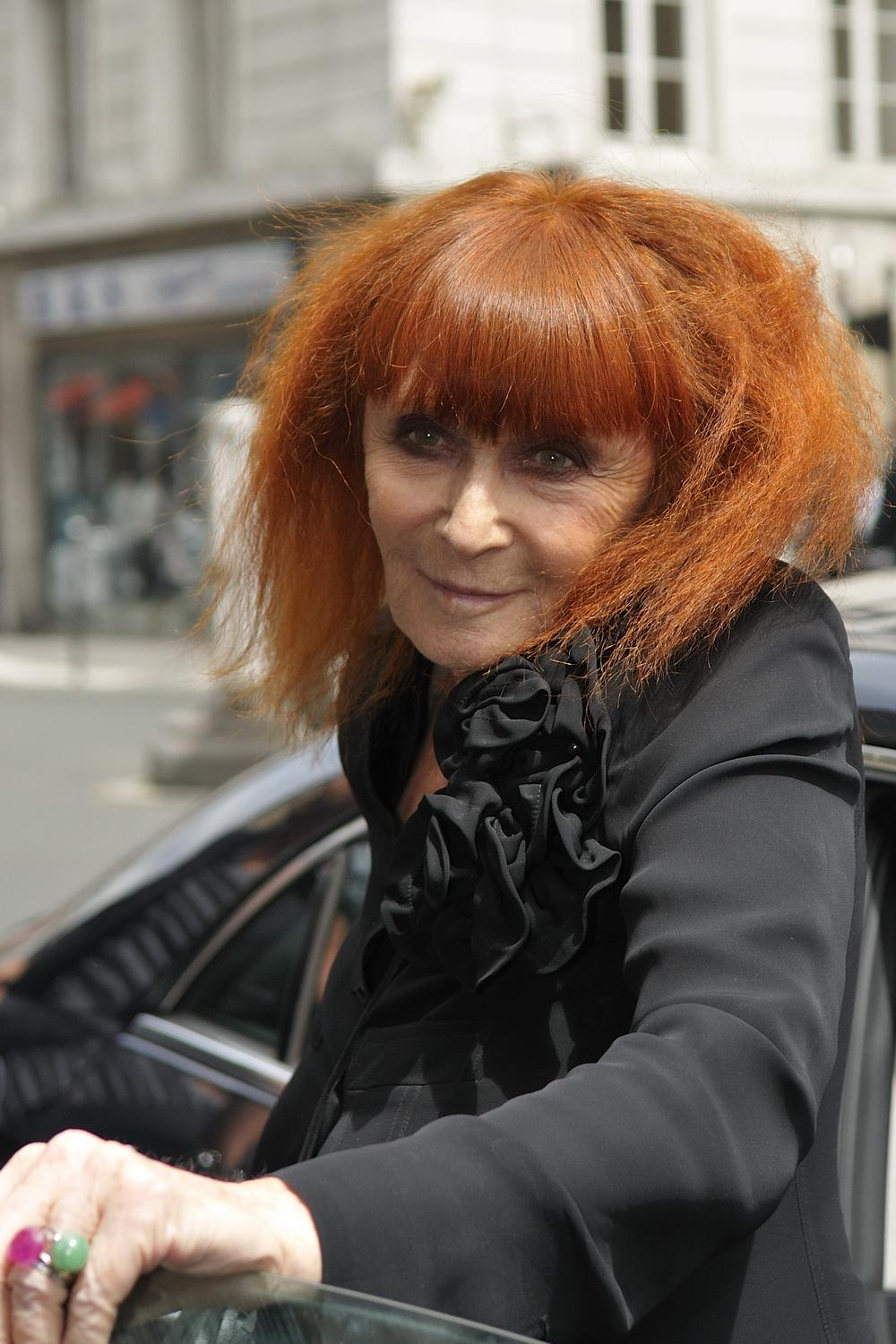
Sonia Rykiel († 2016)

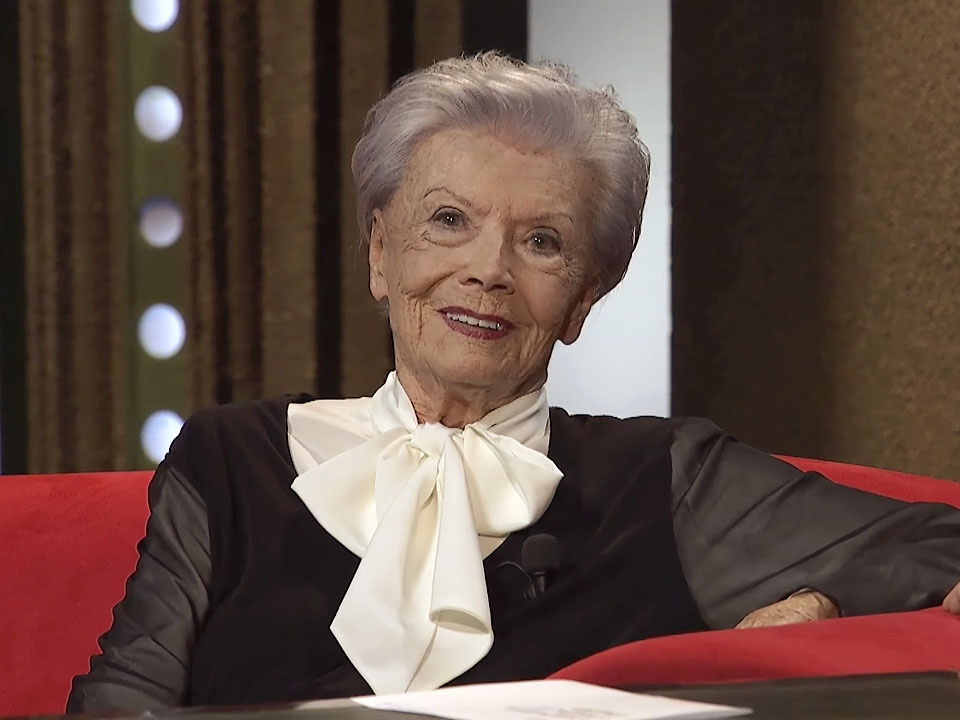
Zdenka Hartmann-Procházková († 2021)

- 2016: Sonia Rykiel, französische Modeschöpferin
- 2016: Rudy Van Gelder, US-amerikanischer Tonmeister im Jazz-Bereich
- 2017: Enzo Dara, italienischer Opernsänger
- 2017: Albrecht Konecny, österreichischer Politiker
- 2018: Lindsay Kemp, britischer Tänzer und Pantomime
- 2018: John McCain, US-amerikanischer Politiker
- 2019: Albrecht Konecny, österreichischer Politiker
- 2019: Ferdinand Piëch, Aufsichtsratsvorsitzender des VW-Konzerns
- 2019: Lucie Robert-Diessel, französische Komponistin und Pianistin
- 2020: Cora Canne Meijer, niederländische Opernsängerin
- 2020: Sally Njie, gambische Bibliothekarin und Autorin
- 2021: Muhsin Ahmad al-Aini, jemenitischer Politiker und Diplomat
- 2021: Ludger Stratmann, deutscher Arzt und Kabarettist
- 2021: Zdenka Hartmann-Procházková, österreichisch-tschechische Schauspielerin
- 2022: Werner Juza, deutscher Maler, Zeichner und Grafiker
- 2022: Radovan Radović, jugoslawischer Basketballspieler

## Feier- und Gedenktage
- Kirchliche Gedenktage
  - Hl. Gregor von Utrecht, Abt in Utrecht und Glaubensbote bei den Friesen (evangelisch, katholisch)
  - Hl. Geruntius, Bischof von Italica (katholisch)
  - Hl. Genesius von Rom, Märtyrer und Schutzpatron (katholisch)
  - Hl. Titus, Bischof von Kreta (orthodox)
- Namenstage
  - Patricia

Weitere Einträge enthält die Liste von Gedenk- und Aktionstagen.